# معركة موهاج
معركة موهاج، أو موهاكس، أو مُهاج، أو موهاتش، أو معركة سهل موهاكس (بالتركية العثمانية: مهاج) (بالمجرية: Mohácsi csata) (بالتركية: Mohaç Meydan Muharebesi)، وتُسمى حملة "انكروس" الثانية، (بالتركية: Engürüs seferi) أو حملة "أنكرس"، أي حملة "المجر" الثانية، كما تُدعى بحملة "موهاج". هي إحدى أكثر المعارك أهمية في تاريخ أوروپا الوسطى، انتهت بهزيمة ساحقة للمجر ونتج عنها فتح العثمانيين لمعظم أراضي مملكة المجر وبذلك رُسمت نهاية العصور الوسطى في المجر. جرت المعركة عصر يوم الأربعاء 29 أغسطس/آب 1526م الموافق 20 شهر ذي القعدة من عام 932 هجرية، بالقرب من موهاكس الواقعة بمملكة المجر جنوب دولة المجر الحالية بين القوات المجرية بقيادة الملك لويس الثاني وقوات الدولة العثمانية بقيادة السلطان سليمان القانوني، وانتهت بانتصار العثمانيين وسيطرتهم على جزء كبير من المجر. بدأت المعركة بين الساعة الواحدة والثانية ظهراً وانتهت بهزيمة ساحقة للمجريين. أدى الانتصار العثماني إلى تقسيم المجر لعدة قرون بين العثمانيين وملكية هابسبورغ وإمارة الأردل. علاوة على ذلك فإن وفاة لويس الثاني أثناء فراره من المعركة وغرقه في مستنقع تحت ثقل دروعه، كانت بمنزلة نهاية حُكم سلالة ياغيلون في المجر وبوهيميا، إذ لم يخلّف وريثًا، فآلت شرعية المطالبة بالعرش فيهما إلى آل هابسبورغ عبر زواج أخته آنا ياغيلون من فرديناند الأول.
دخل العثمانيون الأراضي المجرية وعبروا نهر الطونة (الدانوب) ووصلوا بلغراد التي جعلوها قاعدة لأعمالهم الحربية وأسموها "دار الجهاد". وبينما بقي الملك لويس في عاصمته "بدون" (الاسم العثماني لمدينة: بودا من بوداپست)  ينتظر قدومهم، حاصر العثمانيون عدة مدن وقلاع وفتحوها أثناء تقدمهم، فحاصروا قلعة وارادين ودخلوها في 15 يوليو/تمُّوز 1526م، وحاصروا قلعة ايلوق وفتحوها، وفتحوا قلعة أوسييك دون مواجهة مقاومةٍ تُذكر، وعبروا نهري ساڤا ودراڤا. وفي قلعة أوسييك أُعلن للجنود العثمانيين بأن هدف الحملة المَسِير إلى العاصمة المجرية "بدون" وفتحها. وبعد أن افتتح الجيش عدة قلاع أخرى ذات أهمية حربية على نهر الطونة، عبر العثمانيون نهر دراڤا وتقدموا نحو «وادي موهاكس» دون مقاومة تُذكر بعد 128 يومًا من خروج الحملة قاطعين 1,000 كيلومترٍ، ويقع هذا الوادي الآن جنوبي المجر على مسافة 185 كم شمال غربي بلغراد و170 كم جنوبي بوداپست.
في عصر يوم 29 أغسطس/آب 1526م اصطفّ جنودُ الجيش المجري وحلفاؤهم على هيئة صفّين متوازيين وفقًا لخطة المعركة، وتشكّل الصف الأول الأمامي من جنود الوسط والميمنة والميسرة، وتألف الخط الثاني الخلفي من أربعة طوابير، وكان لويس الثاني ملك المجر في هذا الصفّ. وكان مما منح المجريين أفضلية أن قواتهم كانت قد أخذت قسطًا وافرًا من الراحة على أرض المعركة قبل وصول الجيش العثماني، في حين كان العثمانيون قد أنهوا لتوّهم مسيرة شاقة تحت لهيب الصيف وقد عزموا على بدء القتال في اليوم التالي، إلا أن المجريين بادروهم فورًا بهجومٍ مباغت. اصطف الجيش العثماني في ثلاثة صفوف، وكان السلطان سليمان يرتدي درع الحرب ممتطيًا جوادًا أبيضَ وقد اصطفّ في الصف الثالث ومعه الصدر الأعظم إبراهيم پاشا الفرنجي والمدفعية، والانكشارية. بدأ الهجوم المجري بجميع القوات على جنود الروملي تحت قيادة الصدر الأعظم إبراهيم پاشا. لم يكن المجريون على توقعٍ بالخطة العثمانية الأخيرة، فكانوا يأملون في خطف النصر بالهجوم على مركز الجيش العثماني الرئيس بقواتهم المدرعة المكونة من ستين ألفاً استنادًا لتوقعهم للخطط العثمانية السابقة، لكن العثمانيون كانوا قد خططوا لاجتذاب المجريين إلى المركز ومن ثّمَّ تطويقهم وتدميرهم بالبنادق والمدافع. فلما هجم فرسان المجر المشهورون بالبسالة والإقدام، أمر إبراهيم پاشا صفوفه الأولى بالتقهقر ليندفع المجريون إلى الداخل، وبعد ذلك ضغطت قوات الأناضول من الجانبين، فدفعت القوات المجرية أكثر إلى الداخل. بعدما شعر المجريون بالنجاح أوغلوا في العمق اكثر، حتى إن مجموعة فدائية بقيادة محاربٍ يُدعى ماركزالي كانت قد أقسمت على أسر السلطان سليمان أو قتله وصلت قرب خيمة السلطان وبدأت بإطلاق الأسهم عليه فأصاب بعضها درعه، إلا أن السلطان سليمان لم يتحرك من مكانه. فلما وصلوا قريبًا من المدافع، أمر إبراهيم پاشا بإطلاق نيرانها عليهم فحصدتهم حصدًا. تمكنت القوات العثمانية المتفوقة عدداً وعُدَّة من تدمير القوة الأساسية للجيش المجري من الفرسان الثقيلة في زمن قياسي بفضل مدفعيتها المحمولة المتقدمة التي بلغت 300 مدفع واستخدامها الفعّال للبنادق ما أدى إلى هزيمة ساحقة للمجر.
دارت الحرب لمدة لا تقل عن ساعة ونصف وفقا لشاهد العيان الأسقف المؤرخ المجري أسطفان بروداريتش، وانتهت بانهيار الجيش المجري وغرق معظم جنوده في مستنقعات وادي موهاكس، ومعهم الملك لويس الثاني، وسبعة أساقفة، وجميع القادة البارزين، فيما أُسر خمسة وعشرون ألفًا، في حين كانت خسائر العثمانيين ألفًا وخمسمائة قتيلا، وبضعة آلافٍ من الجرحى. تقول عدة مصادرَ موثوقةٍ إن الملك المجري لويس الثاني غادر الميدان عند الغسق هاربًا تحت جنح الظلام، ووفقا للدراسات الحديثة فإن الشمس لم تغرب في 29 أغسطس/آب 1526 حتى الساعة 18:27م، وهذا يشير إلى أن المعركة استمرت لأكثر من ساعتين إلى ثلاث ساعات، وربما أربع أو خمس ساعات.
أسفرت معركة موهاكس عن تدمير الجيش الملكي المجري وسقوط سلالة ياغيلونيان الحاكمة في المجر وبوهيميا، وتقسيم المجر بين الدولة العثمانية، وملكية هابسبورغ، وإمارة الأردل (ترانسلڤانيا)، ما جعلها نقطة تحول كارثية في التاريخ المجري امتدت آثارها لقرون. وعلى الرغم من ضعف الجيش وتدهور الاقتصاد، إلا أن القائد العام المجري بولس توموري وضع خطة استراتيجية محكمة، لكنها لم تجد طريقها إلى التنفيذ.
شكّلت المعركة بدايةً للصراع الطويل بين العثمانيين وآل هابسبورغ، وأدت إلى انهيار المجر وتقويض كيانها السياسي المستقل وسقوط مؤسساتها السيادية، وهو ما مهّد الطريق لاندماجها ضمن الترتيبات الإقليمية التي فرضتها القوى الكبرى لاحقًا. ولا تزال موهاكس حاضرةً في الذاكرة الجماعية للمجريين مأساةً وطنيةً يُعبّر عنها المثل المجري الشهير: "فقدنا أكثر في موهاكس".

## الخلفية التاريخية
بعد انتهاء ملكية ماتياس كورڤين ملك المجر وكرواتيا بوفاته  سنة 1490م، لم يشأ أقطاب المجر والنبلاء بحكم ملكٍ مستبدٍّ آخر، لذلك نصبوا ڤلاديسلاڤ الثاني ملك بوهيميا ضعيف الإرادة ملكًا على المجر (1490-1516م). اشتهر ڤلاديسلاڤ باسم "الملك دوبجا" ومعناها «تمام، موافق» لعادته في الموافقة على أي عريضة أو وثيقة تُعرض أمامه دون نقاش، وبعد انتخابه ملكاً أعطى معظم ممتلكات العرش وحقوقه والإتاوات إلى النبلاء في محاولة لتثبيت حكمه الجديد والحفاظ على شعبيته بين الأمراء، لكن تلك السياسة المالية الساذجة وتوزيع أراضي الديوان الملكي جعلت السلطة المركزية تعاني من صعوبات مالية شديدة، فتمكن النبلاء في البرلمان من تخفيض العبء الضريبي عليهم بنسبة 70-80 ٪ على حساب قدرة البلاد على الدفاع عن نفسها. أصبح ڤلاديسلاڤ الثاني «أسيرًا» لدى النبلاء عاجزًا؛ ولم يعد باستطاعته اتخاذ قرار دون موافقتهم، فتمكنت الطبقة الأرستقراطية من حل جيش المرتزقة الدائم لماتياس كورڤين المُسمى بالجيش الأسود المجري، وفكك النبلاء أنظمة الإدارة الوطنية والبيروقراطية في جميع أنحاء البلاد. تراجعت دفاعات البلاد في وقتٍ لم يتقاضَ فيه حرس الحدود وحاميات القلاع أجورهم، وأصبحت القلاع في حالة سيئة، وخُنقت مبادرات زيادة الضرائب الرامية لتعزيز الدفاعات. وتراجع دور المجر دوليًا وتزعزع استقرارها السياسي، وتوقف التقدم الاجتماعي. كذلك أدى ظهور البروتستانتية المبكر إلى زيادة تدهور العلاقات الداخلية في البلاد.
واجه الملك ڤلاديسلاڤ الثاني الضعيف والطاعن بالسن تمردًا قويًّا من الفلاحين مدفوعاً بالضرائب المرتفعة وتدهور الأوضاع قاده جيورجي دوزا عام 1514م. سحق النبلاء بقيادة يوحنا زاپولياي (1490م-1540م) هذا التمرد بقسوة وقمعوه بلا رحمة بدعم من الملك ڤلاديسلاڤ الثاني، وأُلقي القبض على جيورجي دوزا الذي تعرّض لتعذيب مروع ثم أُعدم بطريقةٍ وحشيةٍ؛ إذ أُجلس على عرش متوهج، وتُوّج بتاج من الحديد المُحمّى، ثم أُجبر أتباعه على أكل لحمه حيًا قبل تمزيق جثته إربًا. ولكن قمع التمرد وبهذه الطريقة الوحشية أضعف وحدة المجر السياسية وأدّى إلى تفكك المجتمع المجري واستنزاف سياسي واجتماعي ممهِّداً الطريق لاحقاً أمام التدخل العثماني عام 1526م.
عُقد مؤتمر فيينا عام 1515م بين ڤلاديسلاڤ الثاني ملك المجر، وسيغيسموند الأول ياغيلون ملك بولندا، وماكسيمليان الأول هابسبورغ الإمبراطور الروماني المقدس، وقرروا فيه تقاربا بين الأسرتين الحاكمتين آل ياغيلون وآل هابسبورغ عبر تزويج الطفل لويس الثاني ابن ڤلاديسلاڤ الثاني من آل ياغيلون الذين يحكمون العديد من البلدان في أوروپا الوسطى والشرقية، بماريا هابسبورغ النمساوية حفيدة الإمبراطور ماكسيمليان الأول والأخت الصغرى لفرديناند الأول من آل هابسبورغ ذات الأصل الألماني أحد أهم العائلات المالكة في أوروپا وقتئذٍ وأسرة الأباطرة المُنتَخَبين لحُكم الإمبراطورية الرومانية المقدسة. وقرر الحكام الثلاثة أيضاً في المؤتمر نفسه تزويج آنا ياغيلون شقيقة لويس الثاني من فرديناند الأول، وهو ما سوف يستند إليه فرديناند لاحقا للمطالبة بعرش المجر بعد وفاة لويس الثاني ياغيلون بلا وريث في معركة موهاكس 1526م.
توفي ڤلاديسلاڤ الثاني في 13 مارس/آذار 1516م عن عمر يقارب الستين بعد عامين من قمع انتفاضة الفلاحين بقيادة جيورجي دوزا، وبوفاته اعتلى ابنه القاصر لويس الثاني عرش المجر وكرواتيا وهو في العاشرة، ورفض دفع الجزية للسلطان سليمان القانوني.
ارتابت الدولة العثمانية من التقارب بين الأسرتين الملكيتين آل ياغيلون وآل هابسبورغ ورأت فيه تهديدًا مستقبليًا لمركز العثمانيين في البلقان، فعملت على كسره. قدَّمَ البابُ العالي عدة عروض للسلام إلى المجريين بعد تولي السلطان سليمان القانوني السلطة عام 1520م، لكن لويس الثاني رفضها. لم يكن من الواضح السبب وراء هذا الرفض، لكن يُحتمل أن لويس الثاني كان يدرك الوضع الحرج للمجر أمام تزايد القوة العثمانية خصوصًا بعد معركة چالديران (1514م) التي أنهت التهديد الصفوي للعثمانيين من الشرق، ومعاهدة السلام الپولندي-العثماني (1525م) التي أمر بها السلطان سليمان القانوني، وربما اعتقد لويس أن الحرب خيار أفضل من السلام حتى في أوقات السلم.
دخلت المجر في حالة فوضىً شبه كاملةٍ عام 1520م نتيجة هيمنة النبلاء الأقوياء الذين انشغلوا بقمع الفلاحين وبالصراع مع نظرائهم في البرلمان حتى إنهم لم يستجيبوا لدعوات الملك لويس الثاني لتعبئة الجيوش ضد التهديد العثماني.
كان فتح بلغراد في 2 شعبان 927 هـ / 1521م بيد الدولة العثمانية رغم حصارها من قبلُ ثلاث مرات في 1440م و1456م و1492م، ضربة كبيرة لمملكة المجر، ولكنها لم تكسر قوتها. استمرت الحروب بين المجر والعثمانيين بعد فتح بلغراد، واكتسبت المدينة لقب "دار الجهاد" إذ أصبحت القاعدة العثمانية للزحف على قلب أوروپا. اقترح بالي بك بن يحيى باشا زاده مالقوج أوغلي قائد الطليعة والمسؤول عن الاستطلاع وحاكم سنجق سمندرية الحدودية، اقتراحاً محوريًا في التخطيط على السلطان سليمان القانوني بالاستيلاء على الأراضي المجرية بين نهري دراڤا وساڤا، وبذلك يتمكن من فتح أراضي المجر الواقعة بين هذين النهرين بسهولة، ولكن هذه الأخبار وصلت إلى المجر عن طريق جواسيس بولس توموري أحد قادة الحدود المجريين.
بعد فشل المحاولات الدبلوماسية للتوصل إلى اتفاق يتضمن مطالب تُزيل مخاوف العثمانيين قرر هؤلاء اللجوء للقوة العسكرية، ولتحقيق تلك الغاية داهموا الأراضي المجرية وضَمُّوا الأراضي الصغيرة والقلاع الحدودية تمهيدًا للمعركة الحاسمة، وتقدمت حملة عسكرية عثمانية إلى نهر الطونة في يونيو/حزيران 1526م.

## أسباب المعركة
باستقراء التاريخ، فالدولة الوحيدة في أوروپا التي يُشير تاريخها وتقاليدها إلى ريادتها في الحرب على المسلمين هي فرنسا، فقد كانت فرنسا قبل كل شيء أرض الحروب الصليبية. وكانت الحماسة التي جعلت هذه الحروب ممكنة قد نشأت في مجمع كليرمونت بمدينة كليرمونت بِدوقيَّة أقطانية الفرنسية، حماسةٌ مُستوحاةٌ من قسٍ فرنسيٍ هو البابا أوربان الثاني. وكان أغلب الذين شاركوا في الحملة الصليبية الأولى (1095م-1099م) من الفرنسيين، وأول من جثا أمام أقدام أوربان الثاني بعد كرازته بالحملة الصليبية راجيًا أن يكون لهُ شرف المُساهمة في الحرب المُقدَّسة هو الأُسقف الفرنسي أدهمار لوپوي، ليكون هذا الأُسقف الفرنسي أوَّل من افتتح قائمة المُتطوعين، فاختاره أوربان الثاني مندوبًا بابويًّا في الحملة الأولى. وقد وجه أوربان خطابه إلى الفرنسيين بالأخص: «أَيَّتُهَا الطَّائِفَةُ الْفَرَنْسَاوِيَّةُ الْعَزِيزَةُ لَدَى الله، إِنَّ كَنِيسَةَ الْمَسِيحِيِّينَ قَدْ وَضُعَتْ رَجَاهَا مُسْنَدًا عَلَى شَجَاعَتِكُمْ، فَأَنَا الَّذِي أعْرَفُ جَيِّدًا تَقْوَاِكُمْ وَكَفَاءَتِكُمْ بِالشَّجَاعَةِ وَالْغَيْرَةِ، وَقَدِ اِجْتَزْتُ الْجِبَالَ الأَلْبِيَّةَ وَحَضَرَتُ لِكَيْ أُنْذِرَ بِكَلَاَمِ اللهِ فِي وَسَطِ بِلَادِكُمْ». وفي الحملة الصليبية الثانية (1145م-1149م) التي بدأها واعظ فرنسي هو القديس برنار من كليرفو نجد ملكاً فرنسياً هو لويس السابع، وفي الحملة الصليبية الثالثة (1189م-1192م) نجد فيليب الثاني أغسطس ملك فرنسا وريتشارد قلب الأسد ملك إنجلترا الذي كان نصفَ فرنسي. أما الحملة الصليبية الرابعة (1202م-1204م) التي انحرفت ضد القسطنطينية فكانت فرنسية إلى حد كبير؛ وأخيراً انتهت جهود الصليبيين بحملتين غير مثمرتين قام بهما لويس التاسع هما الحملة الصليبية السابعة (1249م-1250م) والحملة الصليبية الثامنة (1270م-1277م) وهي آخر الحملات الصليبية على الإطلاق، كما كانت اثنتان من أشهر التنظيمات الصليبية؛ فرسان الهيكل وفرسان القديس يوحنا في القدس فرنسيتين بالأساس؛ وقد استمرت الأخيرة بمحاربة المسلمين حتى تاريخٍ متأخرٍ لاحق. وفي مواجهة الدولة العثمانية أظهرت فرنسا أكثر من مرة آثار حماستها السابقة، فقد لعب الفرنسيون الدور القيادي في الحملة التي انتهت نهاية كارثية في نيقوپوليس 1396م، وحتى لويس الحادي عشر العنيد ادعى أنه يشعر بالفزع إزاء هذا الخطر الذي يهدد المسيحية. وكان شارل الثامن ينظر إلى غزوه لمملكة ناپولي (1495م) على أنه مجرد مقدمةٍ لغزو القسطنطينية العثمانية، وكان لويس الثاني عشر يشجع باستمرار التبشير بالحرب المقدسة. كان ملك فرنسا في الواقع "الملك الأكثر مسيحية".
لم يكن فرانسيس الأول ملك فرنسا غافلاً عن هذا التاريخ، فبعد انتصاره العظيم في معركة مارينيانو (1515م) أعرب مراراً وتكراراً عن رغبته في السلام بين الأمراء المسيحيين والتحالف على الدولة العثمانية عدوهم المشترك. ورغم أنه لم يكن جاداً كما كان يريد أن يُظهَر، وكان حريصاً حرصًا شديدًا على أن يمنحه البابا حصةً من العائدات الدينية لهذا الغرض، فإن فكرة الحملة الصليبية كانت من الأمور التي تروق لخياله. وحتى تأكيده المتكرر بأن السبب الوحيد وراء رغبته في انتخابه إمبراطوراً هو أن يقود أوروپا الموحدة بوجه المسلمين؛ ربما لم يكن غير صادق فيه تماماً.
ولكن في 24 فبراير 1525م تعرض الملك فرانسيس الأول ملك فرنسا للهزيمة في معركة باڤيا 1525م أمام قوات الإمبراطور الروماني المقدس شارلكان. وبعد عدة أشهر في الأسر بالسجن أُرغم فرانسيس الأول على توقيع "معاهدة مدريد" المذلة في 14 يناير 1526م مقابل إطلاق سراحه من السجن، حيث اتفق وشارلكان على تخلى الملك الفرنسي الأسير عن جميع مطالبه في إيطاليا وأرتوا وفلاندرز، والتنازل لصالح شارلكان عن برغونية التي كانت جزءًا من فرنسا منذ وفاة شارل الجريء عام 1477م، وأن يُرسل اثنين من أبنائه رهينتين إلى البلاط الإسباني، وأن يُعيد إلى دوق بوربون الأراضي التي صادرها منه، وأن يتعهّد بإقناع هنري الثاني ملك نبرة (ناڤار) بالتخلي عن عرشه لصالح شارلكان «من أجل اجتثاث أخطاء الطائفة اللوثرية وغيرها من الفرق المُدانة»، كما طُلب من فرانسيس الزواج من إليونور هابسبورغ شقيقة شارلكان. لكن بمجرد تحرره ألغى التنازلات القسرية لأنها كانت تحت الإكراه، كما أعلن بطلان الاتفاق لأن ابنيه أُخذا رهينتين، وقد مكّنه تجديد التحالف مع إنجلترا من التنصل من "معاهدة مدريد"، واستمر فرانسيس في منافسة شارلكان ونيته السيطرة على إيطاليا.
وفي لحظة فاصلة في الدبلوماسية الأوروپية شكل فرانسيس تحالفًا رسميًا فرنسيًا عثمانيًا مع السلطان سليمان القانوني ليكوّنا حِلفا على شارلكان. واستمر التحالف الاستراتيجي الفرنسي العثماني وأحيانًا التكتيكي لمدة ثلاثة قرون. ولتخفيف ضغط هابسبورغ على فرنسا طلب فرانسيس من السلطان سليمان شن الحرب على الإمبراطورية الرومانية المقدسة في وسط أوروپا مرورا بمملكة المجر، فتزامن طلب الملك الفرنسي مع طموحات السلطان سليمان في أوروپا وأعطاه حافزًا إضافيًّا لمهاجمة المجر سنة 1526م.

### استنجاد فرنسا بالسلطان لإنقاذ الملك
| بعناية الله العلي القدير، ذي القوة المجيد، وبمعجزات محمد (صلى الله عليه وسلم)، شمس السماء في النبوة، نجم كوكبة الرسل، رئيس زمرة الأنبياء، قائد جيوش المختارين؛ وبمساعدة الأرواح المقدسة لأصحابه الأربعة، أبو بكر، عمر، عثمان، وعلي (رضي الله عنهم أجمعين)، وجميع من اصطفاهم الله، أنا، سلطان السلاطين، حاكم الحكام، موزع التيجان للملوك على وجه الأرض، ظل الله على الأرض، سلطان وسيد البحر الأبيض المتوسط والبحر الأسود، الروملي، الأناضول، القرمان، أرض الروم، ذو القدرية، ديار بكر، كردستان، أذربيجان، فارس، دمشق، حلب، القاهرة، مكة، المدينة، القدس، جميع أنحاء الجزيرة العربية، اليمن، والعديد من الأراضي الأخرى التي فتحها أسلافي الأجلاء وأجدادي الموقرون (نوّر الله قبورهم) بقوة سيوفهم، والتي جعلها جلالتي تحت سيفي المتألق وشطري المنتصر، أنا، السلطان سليمان خان، ابن السلطان سليم خان، ابن السلطان بايزيد خان، إلى فرنسيس، ملك أرض فرنسا، لقد بعثتَ إلى بابنا، ملاذ السلاطين، برسالة عبر وكيلك الأمين فرانجيباني، وكلفته أيضًا ببعض الرسائل الشفوية. أخبرتني أن العدو قد اجتاح بلادك وأنك الآن في السجن أسيراً، وطلبت المساعدة والنجدة لتحريرك. قُدّم كل ما ذكرته عند قدمي عرشي، ملاذ العالم، وقد فهِمتُهُ بتفصيل كامل. لا عجب أن يتم هزيمة الأباطرة وأسرهم. فكن شجاعًا ولا تحزن. لم يتوقف أسلافنا المجيدون وأجدادنا الموقرون (نوَّر الله قبورهم) عن خوض الحروب لصد الأعداء وغزو أراضيهم. ونحن، سائرون على خطاهم، فتحنا في جميع الأوقات مقاطعات وحصونًا قوية يصعب الوصول إليها. ليلاً ونهارًا، خيولنا مسرجة، وسيوفنا مشحوذة. نسأل الله العلي القدير أن يعزز العدالة! وأن يتم ما يشاء! للمزيد من المعلومات، استفسر عن سفيرك وتعرف على المزيد. اعلم أن الأمر سيكون كما قيل. كتب في العقد الأول من شهر ربيع الآخر، سنة 932 هـ، من مقر عاصمة الإمبراطورية، القسطنطينية، المحصنة والمحمية. (هذا التاريخ يوافق فبراير/شباط 1526م) |
| —كتاب السلطان سليمان القانوني إلى ملك فرنسا السجين فرانسيس الأول، والتي هي واحدة من أروع نماذج الأسلوب الشرقي التي وصلت إلينا. |

كان السبب في قرار السلطان سليمان القانوني القيام بحملة مجرية هو المنافسة بين إمبراطور الروم المقدس شارلكان وملك فرنسا فرانسيس الأول. فقد برز في عام 1519م شارلكان من آل هابسبورغ وفرانسيس الأول ملك فرنسا مُرشحين مُحتملين لاعتلاء عرش الإمبراطورية الرومانية المقدسة، وقد وعد كل منهما بهذه المناسبة أن يستنفر القوى الأوروپية على العثمانيين.  ولكن الهيئة المنتخِبة رأت أن شارلكان هو الأفضل لهذا التاج، وذلك أن شارلكان ملك النمسا كان في آن واحد ملكًا لإسبانيا والبلاد المنخفضة (هولندا) وإمبراطورًا لألمانيا وحاكمًا لجزء عظيم من إيطاليا الجنوبية، وكانت جمهوريتا جنوة وفلورنسا تابعتين له وجمهورية البندقية طوع أمره ومدينة وهران بإقليم جزائر الغرب تابعة له، وكذلك جزيرة مينورقة وجزيرة صقلية، فكانت أملاكه محيطة بمملكة فرنسا من جميع الجهات إلا من جهة البحر. وهكذا انتُخِبَ شارلكان إمبراطورا رومانيا مقدسا بعد أن اشترى أصوات الأمراء الألمان لمناهضة فرانسيس الأول ملك فرنسا الذي نافس وصارع في هذا السبيل، واعتلى عرش ألمانيا في أكتوبر/تشرين الأول سنة 1520م بعد شهر من اعتلاء السلطان سليمان القانوني العرش العثماني. ولما أصبح شارلكان إمبراطورا وصار يتصرف كأنه الحاكم الوحيد للعالم المسيحي، عمل على توحيد العالم الكاثوليكي تحت حكمه،  وأعرب عن رغبته في تحقيق السلام داخل العالم المسيحي، وتوحيد قواه لمواجهة "الكافر"، أي العثمانيين.
اشتعلت الحرب سريعاً بين شارلكان وفرانسيس الأول في مارس/آذار 1521م بعد الانتخاب بفترة قصيرة، وحصل الانقسام الأوروپي.
لكن هزيمة فرانسيس الأول وأسره بمدينة پاڤيا شمال إيطاليا خلال الأحداث الكارثية لمعركة باڤيا 25 فبراير/شباط 1525م، جعلته يتخلى عن كل تحفظاته السابقة ووعده السابق بأن يستنفر القوى الأوروپية على العثمانيين، فقد وجد نفسه بعد انتهاء المعركة أسيراً في أيدي قادة منافسه شارلكان، ثم نُقل بعدها سجيناً حبيساً إلى إسپانيا ليقبع بالسجن حيث يقيم شارلكان نفسه، وبدا له أن بلاده فرنسا محكومٌ عليها بأن تكون فريسة عاجزة للإسبان والألمان والهولنديين والإنجليز، وبخاصةً شارل الثالث كونستابل بوربون الخائن الذي خطط من قبل لتقسيم فرنسا. كانت خيانة شارل الثالث نتيجة لخلاف حاد نشأ بينه وبين الملك فرانسيس الأول بعد وفاة زوجته سوزان دوقة بوربون عام 1521م. فقد أوصت سوزان بترك جميع ممتلكاتها لزوجها شارل الثالث، إلا أن لويز من ساڤوا والدة الملك فرانسيس الأول طالبت بالميراث بهذه الممتلكات باعتبارها أقرب وريثة بالدم، بسبب التزاماتها السابقة. وباسم والدته، استولى الملك فرانسيس الأول على جزء من ممتلكات آل بوربون حتى قبل رفع الدعوى القضائية رسميًا. وإزاء فقدانه الأمل في استعادة إرث زوجته، أبرم شارل الثالث اتفاقًا سريًا مع الإمبراطور شارلكان، عارضًا عليه ولاءه. وبالتعاون مع هنري الثامن ملك إنجلترا، وُضعت خطة لتقسيم فرنسا، إلا أن المؤامرة كُشفت، فتمت مصادرة ممتلكات شارل الثالث وتجريده من مناصبه وإعلانه خائنًا للوطن. هرب شارل إلى إيطاليا عام 1523م، والتحق بخدمة الإمبراطور شارلكان.
ومن الواضح أن هذه كانت حالة تستدعي اتخاذ تدابير يائسة؛ فقد قرر فرانسيس الأول أن يتوسل إلى مساعدة الملك الوحيد القوي القادر على كبح جماح الإمبراطور شارلكان المنتصر، ألا وهو السلطان سليمان القانوني. ولذلك سعى فرانسيس الأول ملك فرنسا إلى التحالف مع الدولة العثمانية على محاربة شارلكان لكي تُحاربه الدولة العثمانية من جهة المجر والنمسا بالشرق وتشغله عن جيوش فرنسا الكائنة جهة الغرب. ولكن هذه الخطوة كانت سرية للغاية ولم تُعرف إلا عن طريق المؤرخين العثمانيين وما ذكره الصدر الأعظم. وعليه، أرسلت لويز دي ساڤوا والدة فرانسيس الأول سفيراً إلى اسطنبول ومعه مجموعة من اثني عشر شخصًا يحملون هدايا ثمينة، بما في ذلك خاتم من الياقوت، لطلب مساعدة السلطان سليمان القانوني في إنقاذ ابنها.
ولكن لم تصل هذه البعثة إلى الباب العالي أبداً، بل هُوجمت وقُتلت في البوسنة على يد جنود سنجق بك البوسنة (الحاكم العثماني) أثناء مرورهم قاصدين اسطنبول، فقُتل السفير وأتباعه.
أُرسل سفير آخر هو يوحنا فرنجپاني في أواخر سنة 1525م، الذي وصل إسطنبول في ديسمبر/كانون الأول من نفس العام برسائل سرية شفهية ورسالة من لويز من ساڤوا، كما أرسل فرانسيس الأول شخصيًا خطابًا إلى السلطان مع خطاب والدته قد كتبها سراً من سجنه في مدريد والتي كان المبعوث يحملها مخبأة بين باطن حذائه، مكتوبة إلى السلطان سليمان القانوني، يطلب منه بكل تواضع المساعدة على إطلاق سراح الملك فرانسيس والهجوم على ملك المجر، أحد حلفاء شارلكان آل هابسبورغ، حتى يمنعه من مساعدته ويمكن لفرنسا بذلك أن تنتصر على شارلكان وتسترد ما سلبه منها من الشرف في معركة باڤيا.
وجاء في خطاب لويز دي ساڤوا والدة فرانسيس الأول ما يلي: «أرجأت فك أسر ابني حتى الآن أملا في إنسانية شارلكان؛ بيد أنه لم يقُم بما تدعوه إليه إنسانيته التي بنينا عليها أملنا ورجاءنا بل أساء إلى ابننا وأهانه؛ وبناءً على هذا فإني ألتمس من جلالتكم وعظمتكم بصفة خاصة بأن تتفضلوا بإظهار فخامتكم بخلاص ابني وإنقاذه من قبضة ظلم عدونا وذلك بعظمتكم وجلالتكم المؤيدة والمصدق عليها من العالم».
وجاء في خطاب فرانسيس الأول إلى السلطان سليمان: «إلى حضرة حاكم وسلطان البلاد والممالك من أنحاء العالم المعمورة، السلطان المعظم والخاقان المُفخم الذي هو ملاذ جميع المظلومين. أعرِض على حضرتكم ما في القلب وهو أنه: عندما هاجمتم فرديناند الأول ملك المَجَر نجونا من السجن بفضلكم؛ وعندما هاجمتم شارلكان ملك إسپانيا ثأرنا منه وانتقمنا. أنت ملك الملوك جليل الشأن: فأنا أسير فضلك من اليوم فصاعدا، أي منذ تكرمك بالانتقام منه وهزيمته».
قابل السلطان سليمان السفير الفرنسي يوحنا فرنجپاني (بالتركية العثمانية: فرانقبان) في 6 ديسمبر سنة 1525م باحتفال زائد وأجزل له العطايا، وبعد أن عرض عليه السفير مطالب مَلِكِهِ وعده السلطان بمحاربة المجر، ولكن لم تُمْضَ بينهما معاهدة بل اكتفى السلطان بأن كتب له خطابا يُظهر له فيه استعداده لمساعدته، جاء فيه «أنا السلطان سليمان خان بن السلطان سليم خان بن السلطان بايزيد خان، إلى فرنسيس ملك ولاية فرنسا: وصل إلى أعتاب ملجأ السلاطين المكتوب الذي أرسلتموه مع تابعكم فرانقبان النشيط مع بعض الأخبار التي أوصيتموه بها شفاهيٍّا، وأعلمنا أن عدوَّكم استولى على بلادكم، وأنكم الآن محبوسون وتستدعون من هذا الجانب مدد العناية بخصوص خلاصكم، وكل ما قلتموه عرض على أعتاب سرير سدَّتنا الملوكانية، وأحاط به علمي الشريف على وجه التفصيل، فصار بتمامه معلومًا، فلا عجب من حبس الملوك وضيقهم؛ فكن منشرح الصدر ولا تكن مشغول الخاطر؛ فإن آبائي الكرام وأجدادي العظام — نور لله مراقدهم — لم يكونوا خالين من الحرب لأجل فتح البلاد وردِّ العدو، ونحن أيضًا سالكون على طريقتهم وفي كل وقت نفتح البلاد الصعبة والقلاع الحصينة وخيولنا ليلًا ونهارًا مسروجة وسيوفنا مسلولة، فالحق — سبحانه وتعالى — ييسر الخير بإرادته ومشيئته.  بمقام دار السلطنة العلية، القسطنطينية المحروسة المحمية».
ورغم أن السفير يوحنا فرنجپاني لم يُحضر أية هدايا معه، إلا أن السلطان كافأه بسخاء وعامله بتكريم ملحوظ. وعندما تجرأ فرنجپاني على الشكوى من مقتل سلفه السفير الأسبق المقتول في البوسنة، واستُدعيَ پاشا البوسنة على الفور إلى الباب العالي لتبرير فعلته.
وفي طريق عودته إلى وطنه، كشف يوحنا فرنجپاني محتويات رسالة السلطان إلى الممثل الإمبراطوري في جنوة، "لوپ دي سوريا"  الذي أرسل إلى سيده القصة كاملة في الخامس عشر من يوليو/تموز. وبطبيعة الحال، حرص شارلكان على الاستفادة قدر الإمكان من هذه الحقيقة بأن منافسه الابن الأكبر للكنيسة، ملك فرنسا، وخليفة المسلمين السلطان سليمان قد توحدا الآن ضده؛ واستمر في استثمار ذلك حتى نهاية أيامه، لكن أوروپا لم تكن في مزاج يسمح لها بالصدمة بسهولة.
عاد يوحنا فرنجپاني سالماً إلى سيده فرانسيس الأول الذي تخلص من الأسر في تلك الأثناء بوعد السلطان، فأرسله فرانسيس على الفور في يوليو 1526م مرة أخرى إلى السلطان، مع رسالة ودية للشكر على المساعدة التي عرضها.

### التحالف العثماني الفرنسي
قبِل السلطان القانوني طلب المساعدة من أجل كسر قوة شارلكان، وقرر شن الحرب على مملكة المجر التي كانت قد تحالفت مع إمارات الأفلاق والبغدان على الدولة العثمانية. وبدأت تلك الحرب بسبب رغبة لويس الثاني ملك المجر في السيطرة على المجر.
بعد إطلاق سراح فرانسيس الأول، قال لسفير البندقية إنه أصبح يعتبِر الدولة العثمانية القوة الوحيدة القادرة على ضمان وجود الدول الأوروپية في وجه شارلكان.
ورأى العثمانيون أيضاً أن التحالف مع الفرنسيين أفضل وسيلة لكي لا تسيطر قوة واحدة على أوروپا.
ولمواجهة التقدم العثماني هذا، أرسل لويس الثاني دبلوماسييه إلى العواصم الأوروپية طلباً للنجدة، ولكن نشاطه وقف عند هذا الحد. تحركت الدول الأورپية ضمن دائرة مصالحها، فحث البابا كليمنت السابع ملوك أوروپا لمساعدة المجر، إلا أن الراهب مارتن لوثر نصح الأمراء البروتستانت بأن يلزموا أوطانهم، وبقي شارلكان عاجزا عن تقديم المساعدة بفعل المشاكل في أوروپا، كما لم يُحرك ملك إنجلترا ساكنا.

## مقدمات المعركة
بعد فتح القسطنطينية عام 1453م، أصبحت مملكة المجر تحتل مركز الصدارة في خطط الفتوحات العثمانية، وكانت أسباب ذلك مرتبطة بعوامل السياسة الخارجية والداخلية، وكذلك الاعتبارات الاقتصادية والأيديولوجية. أدرك العثمانيون منذ أواخر القرن الخامس عشر أنه مع تراجع الروح الصليبية وقدرة البابوية على فرض مصالحها، نشأ انقسام في العالم الغربي لاسيما الحروب في إيطاليا منذ نهاية القرن الخامس عشر، والتنافس الذي تفجر بعد انتخاب شارلكان إمبراطورًا، وظهور البروتستانتية، وغيرها من العوامل. كما كان من المشجع للباب العالي أن بدأت القوى الأوروپية تنظر إليه ليس فقط كعدو ديني ولكن كحليف محتمل، وكأحد المؤثرين في الصراعات على السلطة في أوروپا، وسَعَتْ بنشاط إلى صداقته. 
واجه المجريون لسبعة عقود التوسع العثماني في جنوب شرق أوروپا، ولكن بدءاً من سنة 1521م تقدم العثمانيون على نهر الطونة وفتحوا ناندورفيهيرڤار التي هي مدينة بلغراد الحالية في صربيا (فتح بلغراد 1521م)، أقوى حصن مجري في نهر الطونة، كما استولوا على شاباتس التي تقع في صربيا الحالية، مما ترك معظم جنوب المجر في وضع لا يمكن الدفاع عنه.
أحدث فقدان بلغراد حالة من الذعر الكبير في المجر، لكن الجيش الملكي الضخم الذي قوامه 60 ألف جندي بقيادة الملك، والذي جُنِّدَ متأخراً وببطء شديد، أهمل إحضار تموين الطعام الكافي. وبالتالي، تفكك الجيش بصورة عفوية تحت ضغط الجوع والمرض دون أدنى محاولة لاستعادة بلغراد من الحاميات العثمانية المُثبتة حديثاً. ثم عُيّن رئيس الأساقفة بولس توموري وهو كاهن محارب شجاع، قائدًا لجنوب المجر عام 1523م، فأجبرته حالة اللامبالاة العامة التي ميزت البلاد على الاعتماد على عائدات أسقفيته لإصلاح وتعزيز الخط الثاني من نظام الدفاع الحدودي للمجر. وهكذا سقطت بلغراد أمام العثمانيين بسبب النقص المزمن في حاميات القلاع، وعليه، لم تتواجد بين وارادين و"بدون" أي بلدة أو قرية أو منطقة مجرية واحدة من أي نوع لمسافة 400 كم على طول نهر الطونة.
كتبت المؤرخة پاولا سوتر فيشتنر المتخصصة في تاريخ إمبراطورية هابسبورغ، أنه قبل معركة موهاكس كان هناك انقطاع في التواصل بين لويس الثاني وصهره الأرشيدوق فرديناند (1503م-1564م) العاهل النمساوي من آل هابسبورغ. لم يكن فرديناند على عِلم بمدى خطورة الوضع، كما أن لويس الثاني والبلاط المجري فشلوا في إبلاغه بأنهم قرروا خوض معركة حاسمة في سهل موهاكس، وقد اتخذوا هذا القرار في 26 أغسطس/آب، قبل يوم واحد من مغادرة فرديناند مؤتمراً عُقد في معسكر لويس في مدينة باتا  المجرية، وكان المستشار الأسقف أسطفان بروداريتش قد نصح الملك بانتظار التعزيزات من النمسا وبوهيميا، ولكن مجموعة من النبلاء المندفعين تمكنت من إقناع الملك بالاشتباك في معركة مفتوحة وفورية على سهول موهاكس مع العثمانيين الذين يفوقونهم عددًا. قرر فرديناند الانشغال بما اعتقد أنه الأمر الأكثر إلحاحًا أولاً، ألا وهو مواجهة التوترات الدينية والانتفاضات في أراضيه الخاصة بالإضافة إلى طلبات إخوانه للمزيد من القوات لجبهات أخرى. يذكر المؤرخ الروماني ستيفن فيشر-غالاتسي (1924م-2014م)، أستاذ التاريخ بجامعة كولورادو والحاصل على درجة الدكتوراه من جامعة هارفارد الأمريكية، أن الأدبيات تُظهر أن لويس نفسه لم يكن قادرًا على فهم جدية أو إلحاحية التهديد العثماني بصورة كاملة. من الممكن أن الملك لويس الثاني استند في ثقته إلى تطمينات يوحنا زاپولياي، ڤويڤود ترانسيلڤانيا، وأنصاره الذين وعدوا بالحضور للمساعدة. رغب النبلاء الذين كانوا يخشون تدخل آل هابسبورغ، في بذل جهد مجريّ شامل إما لاحتواءٍ عسكريٍ أو دبلوماسيٍ أو الوصول إلى هدنة مع الباب العالي العثماني.

### استعداد العثمانيين للمعركة
وبحلول فصل شتاء 1525م، قرر السلطان سليمان القانوني البدء بالحملة على المجر، وأصدر فرمانات بأوامره إلى أمراء الروملي في شهري ديسمبر/كانون الأول 1525م ويناير/كانون الثاني 1526م ليبدأ الجيش العثماني بالإعداد للحملة، وأمر بتجميع القوات كلها إبان فصل الربيع في مروج صُوفيا، وبأن يستعد الجميع للأوامر التي ستصلهم بعد ذلك. كما أرسل السلطان إلى بهرام پاشا بكلربك الأناضول، وبكلربك سنجق البوسنة، وإلى "سَعَادت كيرايْ الأول"  خان القرم، وبقية رجال الدولة من المعنيين بهذا الشأن للتحضير للحملة. كما شارك في الحملة جنود حرس بوابة القصر القاپي قولو، وجنود ولايات سوريا ومصر. وأسند السلطان سليمان قيادة الجيوش في هذه الحملة للصدر الأعظم إبراهيم پاشا الفرنجي الذي عاد من مصر، وأوصى والي إيالة مصر السابق كوزلجه قاسم پاشا كما أوصى شيخ الإسلام القاضي العالم المُفتي الجليل شمس الدين أحمد بن سليمان بن كمال پاشا بإدارة إسطنبول أثناء غيابه والمحافظة عليها.
أصدر السلطان سليمان قبيل خروجه إلى معركة موهاكس التدابير الإدارية اللازمة للحفاظ على أمن البلاد واستقرارها في كل من ولايات مصر والأناضول والشام، ولم يأخذ معه في حملته على المجر سوى قوات إيالة الأناضول. بينما ترك قوات كل من إيالات قرمان والشام ومصر وحلب وديار بكر والروم في مواقعهم تحت قيادة ولاتهم. كما كلّف پيري بك رمضان أوغلى  والي أضنة بالحفاظ على أمن كل من قرمان وحلب وما حولهما.

زار السلطان سليمان القانوني ضريح الصحابي أبي أيوب الأنصاري، وضريح الشيخ أبو الوفا مُصلح الدين مصطفى مُعلم السلطان محمد الفاتح، كما زار قبر والده السلطان سليم، وجدَّيه السلطان بايزيد الثاني والسلطان محمد الفاتح، ثم غادر إسطنبول في 11 رجب سنة 932ه الموافق 23 أبريل/نيسان 1526م مع جنود الحرس السلطاني قاپي قولو وقد رافق الجيش ثلاثمائة مدفع، ومنع السلطان الجيش العثماني الذي سار في نظام وانضباط شديدين من الدخول في الحقول المزروعة ومراعي الحيوانات أو الاستيلاء على الحيوانات التي في أيدي الرَّعَايا أو المساس بمحاصيلهم، وفرض عقوبة الإعدام على من خالف شيئًا من ذلك، وبذلك شكلت هذه الحملة قدوة للحملات العسكرية المقبلة بحيث لا يقطف الجنود ثمرة بدون استئذان.
ثم بدأ الصدر الأعظم إبراهيم پاشا الفرنجي، بدعم من الأسطول النهري، حصار قلعة وارادين واستسلم المدافعون.
ثم بدأ حصار ايلوق (في كرواتيا حاليا)، وسقطت في غضون أسبوع.
ثم استولى الجيش العثماني على القلاع الصغيرة في سيرميا، مُكملين تحييد الجزء الجنوبي الشرقي من خط القلاع الحدودية المجرية.

### الوضع العسكري في المجر
رغم وصول أخبار مقلقة إلى المجر باستمرار بدءا من فبراير/شباط 1526م، إلا أن البلاط الملكي كان مشلولاً بسبب نقص الأموال. حاول القائد العام لحصون الحدود، بولس توموري رئيس أساقفة كالوتشا بالمجر وهو راهب فرنسيسكاني وجندي متمرس، حاول الحصول على أموال في "بدون" في مارس/آذار 1526م، ولكن دون جدوى، فقدَّمَ هو وقادة الحصون الحدودية استقالاتهم في نهاية الشهر إلا أنه بقي في منصبه ولم يتلقَّ أي دعم. انعقد المجلس في راكوش  بنهاية أبريل/نيسان 1526م، ولم يُذكر الهجوم العثماني ولكن دعا المجلس إلى فرض ضريبة للدفاع عن المملكة، بدون أمل في جمعها، ثم أصدرت حكومة الملك أوامر بالتعبئة العامة في يونيو/حزيران 1526م. طلب الملك مدافع ومُشاة من المدن، ودعتِ المقاطعاتُ النبلاءَ إلى التجمُّع، وصدرت الأوامر بالفعل للفلاحين في المقاطعات الجنوبية بالحضور للخدمة العسكرية بعد الحصاد. وبسبب صعوبات التعبئة، بحلول الوقت الذي كانت فيه الجيش العثماني يعبر نهر ساڤا (بالتركية العثمانية: صوه) في نهاية يونيو/حزيران 1526م، لم يكن هناك سوى قوات حصون الحدود التابعة لتوموري، وميليشيات بعض البارونات والكرادلة الجنوبيين، ووحدة رئيس أساقفة ازترغوم التي تخدم في الجنوب، ولم يتجاوز عددهم بضع آلاف من الرجال، في حالة جاهزية قتالية.
أما النبلاء المجريون الذين لم يُدركوا حجم الخطر الذي يقترب منهم فلم يستجيبوا مباشرة لدعوات الملك للتعبئة العامة. ولكن بالنهاية تجمعوا في ثلاث وحدات رئيسية:
1. جيش الأردل (ترانسيلڤانيا) بقيادة الڤويڤود يوحنا زاپولياي المكلف بحراسة ممرات جبال الأردل الألپية ومعه ما بين 8,000 و 13,000 رجل.
2. ثم الجيش الرئيسي بقيادة ملك المجر لويس الثاني نفسه إلى جانب العديد من المرتزقة الإسبان والألمان والتشيك والصرب.
3. وقوة أصغر أخرى قادها الكونت الكرواتي كريستوف فرانكوپان[مص 25] عددها قرابة 5,000 رجل.
4. بالإضافة إلى المساعدة الخارجية الوحيدة وهي كتيبة صغيرة من الجنود الپولنديين في نحو 1,500 جندي وفارس بقيادة القائد الملكي لينارت غنوينسكي[مص 26]، بتنظيم وتجهيز الدولة البابوية.[وب-إنج 3]

### غياب الخبرة العسكرية في المجر
كانت هناك صعوبة كبيرة في اختيار القائد الأعلى للجيوش المجرية في معركة موهاكس. فلم يكن هناك جندي مجري واحد لديه خبرة في قيادة جيش ضخم منذ معركة كوسوڤو الثانية عام 1448م، لأن الجيش المجري لم يخُض بعدها معركة نظامية واحدة مع الجيش العثماني أو أي جيش كبير آخر. ونتيجة لذلك، لم تكن هناك خبرة عسكرية كافية داخل المملكة لقيادة جيش يتألف من عشرات الآلاف من الرجال. كان هناك قادة مثل "البالاطين" أسطفان السابع باتوري أحد نبلاء ترانسيلڤانيا (الأردل) وكان يعاني من النقرس، وجرجس زاپولياي وبولس توموري اللذان قادا ودافعا العديدَ من الغارات على الحدود، وحاصرا حصونًا صغيرة. لكن المجريين أدركوا أن هذه القدرات لم تكن كافية لمواجهة جيوش عثمانية متمرسة في المعارك. رفض باتوري القيادة بسبب مرضه، ولم يُنظر في أمر رئيس القضاة يوحنا دراغفي لأسباب غير معروفة رغم امتلاكه خبرة عسكرية خلال حُكمه مقاطعة تيميش بمملكة المجر (وهي تقع حاليا في جنوب غرب رومانيا وشمال شرق صربيا)، إلا أنه شارك في معركة موهاكس حيث حمل علم البلاد، وقُتل فيها، وفُقد العَلَم أيضًا.
في نهاية المطاف، جرى التصويت وأُختير جرجس زاپولياي، الأخ الأصغر للحاكم، وبولس توموري المتردد قادة للجيش المجري. لم يكن لدى جرجس زاپولياي أي خبرة في القيادة على الإطلاق، وكانت مآثر بولس توموري العسكرية قد تحققت على رأس تشكيلات صغيرة من سلاح الفرسان لا يزيد عدد أفرادها عن بضع مئات. ومن الشخصيات المثيرة للاهتمام كان الضابط الپولندي لينارت جنوينسكي، الذي عُين رئيسًا لهيئة الأركان العامة، فقد استشهد بالدروس المستفادة من الحروب العثمانية المجرية في أربعينيات القرن 15 ولكن لم يلتفت أحد إلى اقتراحه الرئيسي الذي يقضي بإنشاء حصن متاريس العربات المتحركة "الهوسية" كما فعل يوحنا هونياد في معركة كوسوڤو الثانية 1448م لتحميهم من سيل القوات العثمانية. ومع ذلك، ناقش لينارت جنوينسكي أهمية الدفاع الشخصي عن الملك فوجد اتفاقاً، إذ اتفق الجميع على أهمية الدفاع الشخصي عن الملك، وتم تكليف ثلاثة من قادة سلاح الفرسان ذوي الكفاءة العالية بحماية الملك لويس الثاني وهم:
1. الشاعر المجري وموظف البلاط والقائد العسكري: راشكاي غاشبار، [مص 32]
2. ويوحنا ڤيتيز[مص 33] من عائلة "كالا" النبيلة، [مص 34]
3. وبان بلغراد: النبيل المجري بالينت توروك، [مص 35] وهو الذي اعتقله السلطان سليمان القانوني بعد فتح "بدون" عام 1541م وسجنه في قلعة "يدي كوله"[مص 36] باسطنبول، حيث قضى ما تبقى من حياته في الأسر حتى وفاته جزاء تمرده على الدولة العثمانية.[وب-إنج 2]

تمركز الجيش المجري في سهل موهاكس استعدادًا لمواجهة الجيش العثماني، وكان على رأس الجيش المجري الملك لويس الثاني، بينما تولى القيادة العامة القائد الأعلى بالاطين المجر: أسطفان السابع باتوري، أحد أفراد عائلة باتوري النبيلة المجرية. (منصب "بالاطين المجر" هو أعلى منصب في مملكة المجر، استُحدث في القرن 11 حتى إلغاءه في عام 1848م، وكان البالاطين نائبا للملك يُعينه الملك بنفسه).
أبلغ الملك المجري لويس الثاني، ڤويڤود ترانسلڤانيا يوحنا زاپولياي، بضرورة الانضمام إليه في أسرع وقت. لكن يُقال إن يوحنا زاپولياي، الذي كان يقود جيشاً من 30 ألف جندي، لم يشارك في المعركة بسبب غيرته من الملك، وقالت الشائعات إنه لم يكن يريد حقًا الوصول إلى هناك؛ وقالت شائعات أخرى إنه تلقى أمرًا مزورًا أو متناقضًا، أصدره آل هابسبورغ أو آل فوجر، من الملك لويس بالتوقف وعدم التدخل في المعركة. وقال بعض أعدائه إن زاپولياي كان ينتظر بدم بارد وفاة الملك لويس الثاني للاستيلاء على التاج المجري. 

### تقييم أعداد الجيش المجري
كان تقدير عدد القوات التي واجهت بعضها البعض موضوع نقاش واسع ومستمر منذ ذلك الحين. شيء واحد فقط مؤكد؛ وهو أن التقديرات المعاصرة من كلا الجانبين كانت مبالغًا فيها بطريقة غير معقولة. فقد أخبر توموري الملك لويس، عشية المعركة، أن السلطان سليمان كان يملك ربما 300,000 رجل؛ لكنه أضاف أنه لا سبب للخوف من هذا الرقم، لأن معظم الأتراك (أي: العثمانيين) كانوا جنداً جبناء، وأن رجال القتال المختارين لديهم لم يكونوا يتجاوزون 70,000 فقط.
كتب شاهد العيان المؤرخ المجري المعاصر للمعركة والمتخصص في تأريخ معركة موهاكس، الأسقف والمستشار الملكي أسطفان بروداريتش، مستشار الملك لويس الثاني ملك المجر، أنه قد تجمّع نحو 25 ألف رجل مجري في موهاكس. ورغم أن بعض المؤرخين يُقدّرون قوة الجيش المجري بنحو 50 إلى 60 ألف رجل، إلا أنه في ضوء الصعوبات التي واجهتها عملية التعبئة، فلا يوجد سبب للشك في تقييم بروداريتش. وحتى لو أخذنا الرقم على أنه 50 ألف رجل وأضفنا إليه جيوش يوحنا زاپولياي الترانسيلڤانية (إمارة الأردل) وجيش الكونت الكرواتي كريستوف فرانكوپان والقوات المُساعدة الألمانية والبوهيمية، فإن الحجم المحتمل للجيش المجري قد يصل إلى 80 ألف رجل. ومع ذلك، فإن هذه القوة، مع الظروف المعاكسة للأرض إلى جانب التضاريس الصعبة والظروف الأخرى، لم تكن لتبرر خوض المعركة في موهاكس. فضلاً عن ذلك، نظراً لأن الوحدات النظامية للجيش العثماني لم يتجاوز عددها 60 ألف رجل، فإن الجيش المجري المماثل في الحجم، حتى مع وجود الفرق الواضح في الجودة، لم يكن ليعاني من هزيمة كارثية كهذه. تألف الجيش المجري من زهاء 15 ألف فارس معظمهم مدرعون، ونحو 10,000 من المشاة، أغلبهم من البوهيميين والموراڤيين والألمان. كانت التشكيلات ذات القيمة القتالية الأعلى والأكثر أهمية في القتال هي فرق الحصون الحدودية، وميليشيات البانديريا الذين هم القوات الخاصة للنبلاء والحكام المحليين والإقطاعيين التي خدمت لفترات طويلة في الجنوب، والمرتزقة الأجانب.

### تقييم أعداد الجيش العثماني
أما عدد الجيش العثماني فيُعتقد أنه كان 60 ألف رجل، على الرغم من أن بعض المؤرخين المعاصرين والحديثين قدَّروا عدد القوات العثمانية بقرابة مئة ألف. وقيل أن معظم قوات البلقان العثمانية في هذه المعركة كانوا من البُشناق والكروات. نصب العثمانيون أكبر مدفعية ميدان في تلك الحقبة، ويُقدَّر عددها بقرابة 300 مدفع، في حين كان لدى المجريين 85 مدفعًا فقط، وكان هذا العدد أكبر من جيوش أوروپا الغربية المُعاصرة الأخرى المنتشرة في ساحات القتال.
هناك تفاوت كبير في الأرقام المتعلقة بأعداد الجيشين العثماني والمجري في المصادر الشرقية والغربية. على سبيل المثال، تختلف الروايات حول عدد الجيش العثماني من 300 ألف إلى 57 ألف، بينما تُظهر الروايات حول الجيش المجري أعدادًا تتراوح بين 300 ألف و 28 ألف. وتُظهر بعض الدراسات العسكرية أن الجيش العثماني كان يتألف من 43 ألف فارس و 24 ألفا من جنود المشاة، بإجمالي 67 ألف مقاتل، بينما كان الجيش المجري يتكون بين 84 ألفا من المشاة و 14 ألف فارس، بإجمالي 98 ألف مقاتل. وتُظهر المصادر الغربية الحديثة عادةً أن الجيش العثماني بلغ مئة ألف مقاتل وعدد المدافع 300، بينما يشير البعض إلى أن الجيش المجري كان يتراوح بين 20 إلى 30 ألف مقاتل. هذه الأرقام المتعلقة بالجيش المجري غير دقيقة تمامًا، لأنه بعد المعركة عثر الجيش العثماني على نحو 24 ألف جثة من الجنود المجريين، وهذه الأرقام لا تشمل القتلى والجرحى والفارين. تؤكد بعض المراجع أن الأعداد الصحيحة للجيشين العثماني والمجري كانت نحو مئة ألف مقاتل لكل طرف، بل إن بعض الوثائق تُشير إلى أن الجيش المجري كان يضم أكثر من 150 ألف مقاتل. كان الجيش المجري يتضمن أيضًا قوات مساعدة من پولندا وبوهيميا والأفلاق والبغدان (مولداڤيا) وحتى من الدولة البابوية. كما كان من المفترض أن يتوجه جيش ڤويڤود ترانسلڤانيا (حاكم الأردل)، يوحنا زاپولياي، الذي يتألف من 30 ألف مقاتل، إلى المعركة، ولكن بسبب غيرة الملك من هذا الأمير، لم يشارك في المعركة، مما ساهم في هزيمة المجر.

## مسير الحملة العثمانية من إسطنبول إلى موهاكس
غادر السلطان سليمان إسطنبول متجها إلى بلغراد في رحلة استغرقت شهرين ونصف الشهر وقضى عيد الفطر هناك.
انطلق السلطان سليمان القانوني من إسطنبول في 23 أبريل 1526م على رأس جيشه المؤلَّف من نحو 60 ألف جندي و300 مدفع و800 سفينة في نهر الطونة، وانضمت القوات الجديدة إلى الجيش أثناء مسيره. عبر جيش الأناضول العثماني مضيق البوسفور في غاليبولي وانضم إلى قوات الروملي العثمانية، ووصل الجيش إلى مدينة فيلبه  (اسمها الحالي: پلوڤديڤ) في بلغاريا بعد يومين. نُظمَت عملية تزويد الجيش بالطعام بأقصى عناية ممكنة لتجنب التأثير على سكان المدن الواقعة على طريق الزحف إلى صوفيا. وممن انضم إليه في صوفيا بكلربك الأناضول بَهْرَام پاشا وقواته.
في صوفيا، أجرى السلطان سليمان القانوني استعراضاً لجيشه وأرسل الصدر الأعظم إبراهيم پاشا على رأس جيش الروملي مُدعماً بـ 2,000 جندي من الجنود الإنكشارية إلى ناندورفيهيرڤار (حاليا: بلغراد عاصمة صربيا) لتكون طليعة العملية العسكرية، ولجمع المعلومات حول الطريق والبيئة المحيطة وإخطار الجيش بها، ولتأمين عبور نهر ساڤا الذي يمر بالمدينة ويلتقي فيها مع نهر الطونة، إذ أن بلغراد تقع على ضفاف كلا النهرين وتستفيد من موقعها الاستراتيجي عند تقاطع هذين النهرين: ساڤا وطونة.
تحمَّل الجيش العثماني في طريق أدرنة-صوفيا-نيش نحو بلغراد مشاق كثيرة بسبب الطين والوحل. وعندما وصل السلطان إلى بلغراد في الثلاثين من يونيو/حزيران، كان جسر نهر ساڤا جاهزاً؛ ولم تحاول القوات المجرية تعطيل أعمال البناء.
راجع السلطان سليمان جيشه أثناء عبورهم جسر نهر ساڤا؛ وقد استغرق العبور أسبوعًا كاملاً.
ومع وصول السلطان سليمان إلى مدينة بلغراد كان شهر رمضان يشرف على نهايته، وهناك تقبّل تهاني قادة الجيش وكبار رجالات الدولة العثمانية وأعيانها بمناسبة عيد الفطر في الأول من شوّال عام 932هـ الموافق 11 يوليو/تموز 1526م، ووزّع السلطان صُرر تحوي كل منها ثلاثين ألف آقچة لأصحاب المناصب الرفيعة ممن يزيد مرتبهم عن أربعمائة ألف آقچة بالإضافة لقفطان. ومن كان مرتبه أقل فقد وزعت عليهم صرر تحوي عشرين ألف آقچة بالإضافة للقفطان.
وأثناء مكوثه في بلغراد، انضم إلى الجيش العثماني قوات من سنجق البوسنة وفرسان الآقنجية الخفيفة من البلاد الحدودية وأساطيل البحر الأسود. كان يتبع الجيش العثماني أيضا أسطول صغير يقلّ جنود الإنكشارية في نهر الطونة، مُكوَّن من 400 سفينة وزورق صغير، بقيادة ميهال أوغلى ، و إسكندر أوغلى ، وياهشي بك.

### فتحقلعة وارادين
تقع هذه القلعة على نهر الطونة، شمال غرب بلغراد، وتُعرف في المصادر العثمانية باسم قلعة وارادين أو بيتروڤارادين، وهي ذات أهمية عسكرية كُبرى لذا تقرر فتحها فورًا. كلّف السلطان سليمان وزيره الأعظم إبراهيم پاشا الفرنجي بالإشراف على التدابير اللازمة لمحاصرة وفتح قلعة وارادين ، آخر حصن حدودي مجري رئيسي على نهر الطونة. أرسل العثمانيون قوات الاستطلاع في 19 يونيو/حزيران، وبدأ إبراهيم پاشا حصار قلعة وارادين بجنود الروملي وبدعم من الأسطول النهري في 13 يوليو/تمُّوز. وبدأ الحصار الفعلي بوصول الجيش العثماني في 14يوليو/تمّوز.
تذكر بعض المراجع العثمانية أن المدافعين استسلموا بعد يوم واحد، ودخلها العثمانيون في 15 يوليو/تمُّوز 1526م ولعل المقصود هو مدينة وارادين وليس قلعتها الحصينة، إذ أورد المؤرخ العثماني بچوي أفندي أن العثمانيين فتحوا القلعة بعد حصار دام سبعة أيام عندما حفروا في النهاية الأنفاق تحت القلعة وفجروها، أو بعد أسبوعين وفقاّ لمراجع أخرى.
استولى العثمانيون على المدينة الواقعة على الضفة اليمنى لنهر الطونة ظهر يوم 15 يوليو/تمّوز بعد هجوم عام، لكن القلعة الداخلية واصلت المقاومة، لذا استمر الحصار. وبعد 13 يومًا من الحصار، في اليوم الرابع عشر، 27 يوليو/تمّوز فُجّرت الألغام لتفتح ثغرة في أسوار القلعة، مما مهد الطريق لهجوم ناجح أسفر عن فتحها.
كانت قلعة وارادين محاطة بأسوار متينة وجدران قوية ولم يكن طرف العين ليبلغ أعالي أبراجها، ولا شعاع الشمس ليسطع إلى أعماق خنادقها. كانت حصونها منيعة لا تُخرق بالسيوف، ولا تنفذ إليها السهام مهما بلغت من دقة. تلك المدينة، المعروفة باسم وارادين، كانت موئلًا لعتاة الكفر الجاحدين ووكرًا لذئاب جبال الحرب، وعشًّا لأهل الفساد، بحسب ما وصفها المؤرخ العثماني ابن كمال پاشا.
انطلق القائد الجسور إبراهيم پاشا وقد صحبه البكوات وجنود الروملي، إلى جانب الحرس الخاص للسلطان والإنكشارية الذين أُضيفوا إلى جيشه، فتقدّموا حتى طوّقوا القلعة في اليوم الثالث من شهر شوال، وتموضع إبراهيم پاشا مقابل المدينة مع جنوده، وانطلقت الفرسان كالسواقي تجاه القلعة، فخرجت حامية القلعة من حصونهم مصطفّين في مواجهة الجيش العثماني، وتصاعد غبار المعركة، وانهمرت الرصاصات من فوق الأسوار على العثمانيين الذين واجهوها بوابل من قصف المدافع، ففرّ بعض جنود الحامية هاربين نحو القلعة، ومنهم من قُتل بالسهام وآخرون وقعوا في الأسر لدى العثمانيين.
حاول بولس توموري  حاكم وارادين فك الحصار عن القلعة ببضعة آلاف من الرجال بالقرب من القلعة لكنه لم يستطع صد الهجوم على الحصن. كان توموري يشتهر بالجرأة والتهوّر، وكان على رأس جيش لا يُحصى عدده من المشاة والفرسان، متمركزًا على الضفة الأخرى من النهر، لا يكفّ عن إذكاء حماسة الجنود المحاصَرين داخل الحصن. ولزيادة اندفاعهم، جمع كل صنوف الذخائر والمؤن لتزويدهم بها عند الحاجة.
دبّر إبراهيم پاشا خطة لمهاجمة المدينة من جهة الماء، فجهّز ثمانمائة زورقٍ على متنها رجالٌ أشدّاء، وما إن وصلت هذه الأساطيل حتى قطعت جميع خطوط الإمداد بين المدينة وزوارق العدو، وغصّ النهر بالأساطيل المدججة بالرجال، فحُوصرت القلعة من جهة الماء.
سقطت التحصينات الخارجية، التي كانت من الخشب لكنها أصلب من الحجر. وانطلق العثمانيون يجتاحوا ضواحي المدينة الغارقة في الفوضى والاضطراب. وحين أيقنت الحامية أنهم عاجزون عن صد هذا السيل الجارف من الجنود العثمانية، لم يبقَ لهم من حيلة سوى إحراق كل ما يملكونه. فصاروا يوقدون نيرانًا هائلة ليجعلوا منها درعًا يحتمون به، فاستطاعوا التخلّص من مطاردة الفاتحين للحظات معدودة، وراحوا يلوذون بالقلعة باحثين عن مأوى.
هنا، أمر السلطان بتوجيه دعوة جديدة إلى الجنود المُحَاصرين في القلعة ليدخلوا في الطاعة، ولكنّ عنادهم وإصرارهم على موقف العصيان ظلّ لا يُقهَر، فأمر إبراهيم پاشا بتوزيع المدافع على أمرائه لتُطلق نحو القلعة حتى تزرع في أسوارها الرعب والفزع، وخصّص لكل أمير موقعًا محددًا، وأمر جميع الجنود بتجهيز أسلحتهم وتأمين ذخيرتهم والاستعداد التام. ثم نُصبت تلك المدافع المدوية ووجّهت أفواهها نحو القلعة. ومع كل قذيفة، كان دويّ يشبه الرعد يهزّ السماء، ويملأ الأفق بأصدائه المترددة. دوّت أصوات الانفجارات الهائلة التي لم يُسمَع لها مثيل واستمر القتال لا يهدأ من الفجر المضيء إلى مغيب الشمس حتى انهارت الأسوار المقابلة للمدافع بفعل المقذوفات. وكان الصرب، أصحاب القلوب الصلبة، من بين المقاومين الأكثر ثباتًا الذين اخترقتهم الرصاصات.
وحين كانت تسقط إحدى السواتر، كان عشرة صليبيين أقوياء كالحديد يهجمون فورًا ليأخذوا مكانها، جميعهم طوال القامة كأنهم عمالقة. وكان كلّ واحد منهم قائدًا رهيبًا، مصفّحًا بالنحاس، ينثر النار والدمار، يشكّلون سورًا جديدًا من الحديد. وكانت كلما انطلقت البنادق أو السهام السريعة من فوق الأسوار، كانت الحجارة الثقيلة من المدافع تردّ الردّ الحاسم. وفي هذه المعركة الضارية، كانت الفِرق العثمانية تُرصّ على هيئة صفوف، تُحكم الحصار حول القلعة في طوق محكم. أما الجيش، فكان لا يفتأ ليلًا ونهارًا يُؤجج لهيب المعركة ويدكّ القلعة بقذائفه ويهدم تلك المباني الفخمة المُزينة.
كان جنود فيلق اللغمجية المختصون بحفر الأنفاق  يحفرون في الصخر تحت أساسات القلعة، يهدمون بقضبانهم الحديدية أُسُس هذا البناء العظيم ويُزعزعون استقراره. كان اللغمجية يحفرون أنفاقا تحت القلعة تصل إلى أساسات الأبراج التي توجد عليها المتاريس ثم يُسندونها بدُعامات خشبية غليظة بصفة مؤقتة، ويملؤوا تلك الحُفر بالبارود ثم يشعلوا النار فيه لتنفجر، فترتفع هذه الأبراج الهائلة في الهواء كالهباء المنثور. ولم يكد هذا التدبير يُنفَّذ حتى اندفعت القوات العثمانية تُشنّ هجومها. أما حامية القلعة، فكانوا على أهبة الاستعداد للقتال ودفع هجوم العثمانيين. لم يستطع العثمانيون رغم كل جهودهم الجبارة اجتياز أجساد أعدائهم ولا اختراق أسوار القلعة. وحينما ارتفع غيم الدخان الأسود، المتصاعد من الأرض الملآى بالجرحى، وبعد أن سكن الغبار الذي أثارته حركات الجنود السريعة، عاد الجنود إلى معسكراتهم، واستراح حاملو الرايات وبيارق النصر من عنائهم. وعند حلول المساء، عاد القتال تارة أخرى.
وفي صباح اليوم السابع عشر من شهر شوال، أدّى الجنود العثمانيون صلاة الصبح، وارتفعت دعواتهم بالحماسة والفرح، وانطلقت مدافعهم برسائل الموت إلى الأعداء، فانفتحت الثغور من جديد رغم ما بذله الصليبيون من جهد لإغلاقها، وانهارت كل دفاعاتهم. وعندما أشعَلَ جنود فيلق اللغمجية النيران في البارود الذي مُلئت به الأنفاق ووقعت الانفجارات فورًا، امتلأت أحشاء الأرض لهبًا فتزلزلت القلعة من قواعدها وأُصيب الصليبيون بالذهول وتطايرت الأبراج في الهواء كأنها قش وتحوّلت كتلتها وما فيها إلى شظايا. فاغتنم العثمانيون المحيطون بالقلعة فوضى العدو وأطلقوا بوق الهجوم وزحفوا قرب الأسوار استعدادًا للهجوم واقتحموا بقوتهم تلك الحصون فهدموها بسواعدهم. وكان هناك برج من أصلب الأبراج جميعًا، لم تستطع الألغام أن تنفذ إليه، ولم تهزه الانفجارات من أساسه؛ فالتجأ إليه جمع غفير من الصليبيين واتخذوه ملاذًا مؤقتًا يقيهم من طوفان السيوف المميتة.
عند هذا الموقف، تدخل إبراهيم پاشا المنتصر المتمسك بشريعة الله والمتقيد بسنة النبي صلى الله عليه وسلم وتقاليد السلاطين العظام، ليطبّق الحكمة القائلة: "الحِلم زينة النصر"، ومال إلى الرحمة تجاه الصليبيين ومنحهم الصفح فسارعوا إلى إبداء رغبتهم في أن يصبحوا من رعايا الدولة العثمانية ونزلوا من القلعة وخرجوا من الحصون فأُغدقت عليهم النِّعَم الجزيلة. وفي نفس ذلك اليوم الذي فتح العثمانيون فيه القلعة، رُفع لواء النصر على أبراجها، وانغمس الجنود المظفرون في فرح لا يوصف.
خيّم إبراهيم پاشا المظفر في اليوم التالي مع جيوشه الجرارة في سهل فسيح يجاور القلعة. فنُصبت الخيام وسط الحدائق، وارتفع الخباء السلطاني مزدانًا بستائر متعددة الألوان، وحضرإبراهيم پاشا مع قادة وأمراء الروملي مجلس ديوان السلطان سليمان، وأُذن للبكوات أصحاب الطبول والرايات الذين كانوا يترأسون فرق الفرسان بتقبيل يد السلطان. أما الصدر الأعظم، فقد تلقّى جزاءً لبطولاته هدايا فاخرة، ونال نِعَمًا جليلة. ونال كل الشجعان الذين ساهموا بشجاعتهم وثباتهم في تحقيق النصر عددًا كبيرًا من الأسرى كعبيد، وزيد في إقطاعاتهم، كما أُهدي باقي البكوات قفاطين فاخرة. وغمر السلطان جميع ذوي الشأن بالتكريم والمكانة.
وفى نفس الأثناء أرسل والى البوسنة إلى السلطان يبلغ السلطان بأنه تمكن من السيطرة على كافة القلاع الواقعة داخل منطقة سيرميا.
كتب المؤرخ العثماني البوسنوي بچوي إبراهيم أفندي (1572م-1650م) في مؤرخه "تاريخ پچوى"  تحت عنوان فتح قلعة وارادين (بالتركية العثمانية: فتح قلعۀ وارادين): «وكان الملك الضال المعروف باسم "طوموری بال" (بولس توموري) حاكماً لممالك ما وراء نهر طونه (الدانوب) وقائدا لجندهم، ولما كانت القلعة المذكورة تحت سيطرته، فقد أحضر الكثير من السفن، وملأها بعدد غفير من المسلحين، وكان يريد عدم السماح لأسطول أهل الإسلام بالمرور من أمام القلعة المذكورة، ولكنه لم يقدر على هجوم "سلیمان رئيس" الذي كان قائدا لثمانمائة سفينة عيّنتها الأستانة السعيدة، وفرّ طوموری بال بنفسه مُكرها إلى صحراء سكدين وفرَّت سُفُنه صوب ايلوق عن طريق نهر طونه، فلما بلغوا قلعة ايلوق، وَضَعَ جمعاً من المسلحين يُقدَّرون  بمئة أو مئتي فارس في القلعة؛ إذ لم يكن لهم من سبيل إلى الفرار».
لم يتمكن بولس توموري الذي كان يقود جيشًا لا يتجاوز عدده بضعة آلاف ويعاني من صعوبات في الإمداد، من محاولة إنقاذ أو إغاثة هذه القلعة الرئيسية. وبعد فتح قلعة وارادين بأيدي العثمانيين، تراجع توموري إلى مقره الأسقفي في باچ ، وعبر نهر الطونة، واتخذ موقعًا شمال نهر دراڤا.

### فتحقلعة ايلوق
تقع قلعة ايلوق على ضفة نهر الطونة وتُعرف في المصادر العثمانية بـ إيلوق أو أويلوق وهي تقع في دولة كرواتيا الحالية.
كانت قلعة ايلوق قلعة حصينة رهيبة مُنشئة في أعلى منحدر صخري ومحاطة بأسوار حجرية، وقد كانت هذه القلعة من أقوى الحصون، مشهورة بمتانة أبنيتها وارتفاعاتها. كانت خنادقها عميقة إلى درجة أن من يسقط فيها لا يستطيع الخروج؛ وأبراجها شاهقة بعيدة المنال لا يمكن تسلّقها إلا بمعجزة. أما الأسوار، فقد كانت تمتد عاليًا وكانت أبوابها شديدة الإحكام لا تُفتح بسهولة، وأسوارها لا تُدكّ؛ ومن جهة اليابسة كانت محمية بخندق، ومن جهة الماء محمية بنهر الطونة نفسه. وكانت هذه القلعة غنية بكل أنواع الذخائر الحربية، ويدافع عنها جنودٌ مخضرمون اعتادوا على فنون القتال.
وبعد أن فُتحت قلعة وارادين وألحقت بممتلكات الدولة العثمانية، أمر السلطان سليمان الصدر الأعظم إبراهيم پاشا الفرنجي بمحاصرة قلعة ايلوق وحذّر من حرق القرى في هذه النواحي ومن نهبها وتخريبها.
بدأ إبراهيم پاشا حملة جديدة لفتح هذا الحصن فرفع رايات النصر، ودوى طبل الفتح، وسار على رأس فيالق إليها. غادر إبراهيم پاشا مدينة وارادين منتصراً في 27 يوليو، وتقدم الجيش العثماني بمحاذاة نهر الطونة ووصل أمام قلعة ايلوق.
بدأ جيش إبراهيم پاشا حصار قلعة ايلوق في 1 أغسطس/آب الموافق 22 شوّال، وكانت أضعف من قلعة وارادين. وبعد سبعة أيام استسلمت وفُتحت في اليوم الثامن.
نصب العثمانيون مدافعهم الجبارة في مواقع متعددة وأمطروا أسوار قلعة ايلوق بوابلٍ من الضربات القاسية، وارتفع دويّ المدافع كالرعد يهزّ الأرجاء حتى أبواب السماء، والدخان كغمامة يُسدل ستارًا أسوداً في الجو، والنيران متوهجة كالبرق تلتهم وتدمر كل ما تصادفه وتنخر الحجر والخشب كما تنخر الصوف وتُفني المدينة في آن واحد، وذلك بحسب وصف المؤرخ العثماني ابن كمال پاشا في مؤرخه "موهاج نامه".
رأى المحاصَرون بأعينهم الخراب المهول الذي تسببت فيه المدفعية، فاجتمعوا جماعاتٍ عند قادتهم وعقدوا مجلسًا للتشاور. عبّر الشيوخ والأثرياء عن رأيهم بضرورة الاستسلام، واقترحوا إلقاء السلاح والتخلي عن كل فكرة للمقاومة. وبعد مناقشة عاصفة، أصغى الجميع أخيرًا إلى كلمات شيوخهم وعملوا بنصيحتهم الحكيمة، واتفقوا على تسليم الحصن وتقديم الاعتذار للباشا تجنبًا لمآسي النهب وفظائع الدمار.
وبناءً على ذلك، أوفدوا إلى المعسكر العثماني بعض وجهائهم برسالة إلى الصدر الأعظم إبراهيم پاشا الفرنجي، الذي قبل استسلامهم ورفع العلم العثماني على برج قلعة المدينة، ودوّى طبل النصر مبشّرًا بهذا الظفر، حتى ملأ صداه البهيج قبّة السماء الزرقاء.
عيّن العثمانيون قائداً ذا خبرة على هذا الحصن، مثلما فعلوا في قلعة وارادين، وزودوه بحامية كبيرة ومؤنٍ من شتى أنواع السلاح، وحولوا المعابد إلى مساجد للإسلام، وبذلك استسلمت القلعة بمحض إرادتها للجيش العثماني، ونتيجة لذلك خلع السلطان على اثني عشر شخصاً من أعيانها القفاطين ووزع عليهم العطايا.
تشير التقديرات إلى أن عدد جنود الحامية في القلعة كان أقل من ثلاثة آلاف مقاتل. وعندما رفض المدافعون نداء الاستسلام، بدأ الجيش العثماني في قصف القلعة بالمدفعية، تزامنًا مع حفر الأنفاق للاقتراب من التحصينات. بعد أسبوع من المقاومة العنيفة، نجح الجيش العثماني في اقتحام القلعة والسيطرة عليها يوم الجمعة، 8 أغسطس 1526م.
كتب المؤرخ العثماني بچوي إبراهيم أفندي في مؤرخه تحت عنوان فتح قلعة ايلوق (بالتركية العثمانية: فتح قلعۀ ايلوق): «في 28 شوال سنة 932 (هـ) بعد فتح قلعة وارادين (حاليا: پيتيرڤارادين)، عزم الوزير الأعظم صاحب المقام العالي (يقصد: إبراهيم پاشا) مع عسكر الإسلام على فتح قلعة ايلوق، فتم الفتح بفضل الله وعنايته الربانية، ثم أُعطي الأمان للمتواجدين في الحصن من الكفار، فخرجوا وسلموا أنفسهم. كما فُتحت عدة قلاع أخرى، مثل: فتح "قوتيك"، فتح "دمترفجه"،  فتح"ايريك"، فتح "غوغورفجه"، فتح "لوكاي"، فتح "صوتين"، فتح قلعة "دلقوار"، فتح قلعة "اردود"، فتح "چروينك"، فتح "راچه، فتح قلعة "اوسك". وفي "واروش"، شُيِّد جسر جديد في غضون ثلاثة أيام لخدمة الجيش الظافر. وفي اليوم الثاني عشر من شهر ذي القعدة، عبرت جميع الجيوش المنتصرة بانتظام، ومرت عبر ساحات القتال. ثم، بناءً على أمر السلطان الغازي، هُدم الجسر، وقُطعت الصلة بين البلاد الإسلامية والمناطق الأخرى».
كتب المؤرخ العثماني ابن كمال باشا: «بعد فتح قلعة "إيلوق" بنصر الله في التاسع والعشرين من شوال، واستيلاء الجيش الظافر للپادشاه (أي السلطان) على تلك المناطق، لم يبقَ حصنٌ يُذكر على ضفاف الطونه والدراڤا لم يسقط.»

### فتح قلعة أوسييك
بعد فتح قلعة ايلوق، فتحت الجيوش العثمانية المظفرة خلال تقدمهم في سيرميا إحدى عشرة قلعة صغيرة، حتى بلغوا أسوار قلعة أوسييك  بكرواتيا، الواقعة على ضفاف نهر دراڤا، مُكملين بذلك تحييد الجزء الجنوبي الشرقي من خط الحصون الحدودية المجرية.
وبسبب ذيوع نبأ نجاح العثمانيين بفتح قلعة ايلوق، استسلمت قلعة أوسييك دون قتال وأرسل حاكمها مفاتيحها طوعًا. هناك رواية تحدد تاريخ الاستسلام في 7 أغسطس/آب الموافق 28 شوّال.
ولدواعي عسكرية قبل معركة موهاكس مباشرة، دمر الجيش العثماني حصن مدينة أوسييك بالكامل تقريبًا، في 8 أغسطس 1526م.
كتب المؤرخ العثماني بچوي إبراهيم أفندي في مؤرخه: «وسُوّيَت قلعة أوسك بالأرض تماما، وفي داخل المنطقة التي تقع خارج القلعة شُيّد جسر واسع خلال ثلاثة أيام فقط، وذلك لعبور العساكر المكللة بالنصر إلى الساحل الآخر، وفي يوم 12 من ذي القعدة 932هـ تمت عملية العبور والمرور إلى بلاد المجر عديمة الشرف، بكافة الأجناد الذين عادتهم النصر، وبعد العبور قُطع الجسر بأمر من السلطان الغيور، وقطعت العلاقة مع ديار الإسلام.».
وكانت أوسييك مدينة مُهملة وفقيرة بسبب سياسات الملَّاك السابقين من غير العثمانيين، ولكن العثمانيون أحيوها وطوروها تحت حكمهم حتى تحولت خلال سنوات مع إعادة الإعمار إلى مدينة عثمانية مزدهرة وأصبح موقعها استراتيجيًا بعد بناء جسر خشبي ضخم بطول 8 كيلومترات وعرض 6 أمتار صممه المعماري العثماني "معمار سنان" على نهر دراڤا عام 1566م، مما جعلها مركزًا مهمًا للتجارة والتنقل العسكري بين البلقان وشمال نهر الطونة، ومركزًا لسنجق تابع لإيالة "بدون" خلال القرن 17. حافظت أوسييك على أهميتها الاستراتيجية وحركتها المرورية خلال الحكم العثماني وظلت معروفة عالمياً آنذاك بسبب جسر السلطان سليمان، أحد عجائب البناء العالمية كما كان يُطلق عليه، حتى أحرقه الجيش النمساوي عام 1686م.

### إعلان الزحف إلى قلب المجر
ومع استسلام قلعة أوسييك، أخذ المنادون يُعلنون بين صفوف المقاتلين بِأنّ السلطان قد عزم على بلوغ "بدون"، مُحددين بذلك هدفهم إلى قلب بلاد المجر.

### بناء الجسر على نهر دراڤا
ثم تقدم العثمانيون في اتجاه الشمال، وفي 14 أغسطس/آب وصلوا إلى نهر دراڤا حيث يتحد مع نهر الطونة عند مدينة أوسييك، بكرواتيا. وفي اليوم التالي 15 أغسطس/آب الموافق 7 ذو القعدة، بدأ العثمانيون العمل على إنشاء جسر في أوسييك على نهر دراڤا، وأتموه يوم 19 أغسطس/آب بعد خمسة أيام. وخلال البناء، أقيمت خيمة قرب الشاطئ، حيث أشرف السلطان والوزير الأعظم شخصيًا على تسريع العمل، وسرّع السلطان بنفسه وتيرة العمل بتشجيعه الشخصي.
كانت هذه المدينة نقطة استراتيجية مهمة، إذ إن نهر دراڤا يمر هناك في مجرى ضيق، ويُعتبر المكان ملائمًا جدًا لإقامة جسر.

### عبور نهر دراڤا دون مقاومة
وفي 20 أغسطس عبرت أولى الفرق العثمانية نهر دراڤا من فوق الجسر وطردت الحرس المجري الذي كان يعسكر على الضفة المقابلة.
ثم عبر الجيش العثماني في ثلاثة أيام، وهدموا الجسر في 23 أغسطس/آب 1526م، وبذلك اقترب الجيش العثماني أكثر من ميدان المعركة في موهاكس.
عُيّن بالي بك بن يحيى پاشا طليعة العسكر لأخذ أسرى يدلون بمعلومات عن العدو وكُلف أيضًا بإجراء عمليات الاستطلاع أمام الجيش، كما عُيّن غازي خسرو بك حاكم سنجق البوسنة ظهيرا للجيش في المؤخرة.  كتب المؤرخ العثماني بچوي إبراهيم أفندي في "تاريخ پچوى": «بعد عبور نهر دراوه (دراڤا)، اتخذ عسكر الإسلام مواقع جديدة، وتمركزت القوات في المواقع المحددة. وفي هذه الأثناء، كانت بعض العناصر المتمرسة تشرف على التنظيم العسكري، بينما كانت القوات تتأهب لمواجهة أي مقاومة محتملة.
وخلال تقدم القوات، اتُخذت قرارات استراتيجية لضمان السيطرة على الطرق الرئيسية، وأُجريت الترتيبات لضمان تحرك الجيش بسلاسة. واتُّخِذت بعض التدابير لحماية خطوط الإمداد، وضُمنت مشاركة مختلف الوحدات العسكرية في العمليات القتالية بصورة متزامنة.
ومع استمرار التقدم، أُجريت مشاورات بين القادة العسكريين لتقييم الأوضاع الميدانية، ووُضعت الخطط اللازمة لتجنب أي مفاجآت غير متوقعة. كما أُعطيت الأوامر اللازمة للتحرك وفقًا للظروف العسكرية على الأرض.
وفي هذه المرحلة، اتُخذت التدابير اللازمة لتأمين الخطوط الدفاعية، وصدرت الأوامر بتحصين بعض المواقع الاستراتيجية. وتم تنفيذ بعض المناورات العسكرية لتعزيز المواقع المتقدمة.
وفي نهاية هذه المرحلة، أمر القادة العسكريون بمواصلة التقدم، واتُّخذت جميع الاحتياطات اللازمة لضمان سير العمليات العسكرية بنجاح».
روى المؤرخ العثماني ورجل الدولة جلال زاده مصطفى چلبي أن السلطان أرسل بالي بك مُقدمًا، وجاء وصفه: «إن حاكم سنمدرية، بالي بن يحيى پاشا، البطل المجرب في الحروب، الذئب الشبيه بالأسد، ودليل المجاهدين في سبيل الإيمان، قد أُرسل مقدمًا بأمر السلطان الفاتح ليتولى قيادة طليعة الجيش الظافر». وقد أتاحت هذه العملية، بالإضافة إلى تمهيد الطريق لتقدم الجيش الرئيسي من الغرب، فرصة مثالية للاستطلاع.

## مسير القوات المجرية من بدون إلى موهاكس
غادر جيش الملك لويس الثاني العاصمة المجرية "بدون" في 20 يوليو/تموز 1526م، وتمركزت قواته في عشرات المواقع قبل الوصول إلى موهاكس، وشملت محطات التوقف عدة مستوطنات واقعة جميعها على ضفاف نهر الطونة. تقدّمت الجيوش المجرية في مسيرتها الحثيثة بمحاذاة ضفاف نهر الطونة ترافقها السفن المُ مُحمّلة بمعظم المؤن والإمدادات العسكرية، واعتمدت القوات بشكل رئيسي على الطرق المحاذية لمجرى النهر وكلما اعترضتهم السهولُ الفيضانيةُ الواسعةُ أو المنعطفاتُ النهريةُ الحادةُ انحرفوا عن مسارهم الأصلي، فاتخذوا طرقاً جانبيةً متعرجةً أضافت إلى رحلتهم مسافاتٍ إضافيةً غير متوقعة.
وصلت القوات إلى باچ، ثم سارت نحو تولنا حيث أخذوا قسطاً طويلاً من الراحة، إذ كانت هذه البلدة الزراعية نقطة التجمع المحددة للقوات ومكاناً عُقدت فيه مناقشات مكثفة حول كيفية التعامل مع الموقف. انحرف الجيش من هناك انحرافاً كبيراً نحو الغرب ليتجنب السهل الفيضاني المشترك بين نهر الطونة ونهر سارڤيز الصغير. مكثت القوات في بعض المعسكرات فترات طويلة في انتظار وصول قوات من أجزاء أخرى من البلاد، وأرسل الملك أوامراً ورسائل استغاثة يتوسل إلى الحلفاء، ورسائل عاجلة إلى النبلاء الذين تأخروا في التجمع، وبَذَلَ جهوداً جبارة لتشكيل جيش ذي عدّة وعدد كافيين لمواجهة العثمانيين، لكنه لم ينجح في ذلك إلا النذر اليسير.
نزل الجيش ببلدة سكسارد عاصمة مقاطعة تولنا ثم توقف مرتين قبل الوصول إلى مدينة باتا بنفس المقاطعة حيث انعقد فيها اجتماع مهم بين 16-19 أغسطس 1526م في دير الدم المقدس، أقدس موقع للحج في مملكة المجر، وكان التخييم في باتا جزءًا مهمًا من الاستعداد الروحي للجيش. ثم واصلت القوات زحفها بمحاذاة النهر تتخطى التضاريس الوعرة والمنحدرات الشديدة حتى بلغت موهاكس في مسيرة استمرت أكثر من شهر، ليصل الملك في الخامس والعشرين من أغسطس عام 1526م.

### مشكلات القوات المجرية
لم يكن لدى الملك لويس الثاني جنرالات قادرين على قيادة جيش أمام العثمانيين، فاستدعى الكونت كريستوف فرانكوپان الذي ركب مع قوة متواضعة من 450 فارسًا للانضمام إلى الملك بعد أن حصل على إذن من الأرشيدوق فرديناند. وبحلول 26 أغسطس، كان فرانكوپان في زغرب يبحث عن المال ويقوم بالتحضيرات النهائية للانضمام إلى الملك. أرسل كريستوف فرانكوپان رسالة إلى الملك لويس الثاني، ينصحه فيها بعدم الدخول في معركة مع السلطان العثماني سليمان القانوني، والبقاء في "بدون" بعيداً عن العدو أو في أي مكان آمن آخر حتى تتجمع جميع قوات البلاد ووصول يوحنا زاپولياي، والبوهيميين، وفرانكوپان نفسه مع قواته الكرواتية، ولكن الملك لويس لم يستمع لتحذيراته.

### من العاصمة إلى تولنا
لم يستمع الملك لويس الثاني لتحذيرات كريستوف فرانكوپان، وغادر "بدون" في العشرين من يوليو/تموز 1526م متجها جنوبا إلى تولنا الواقعة شمال موهاكس برفقة 4,000 فارس، عازماً على جمع القوات من أماكن مختلفة خلال مسيره وفقاً للإجراء المعتاد، فوصل تولنا في 6 أغسطس/آب وعسكر بها مدة أسبوعين، ولكن الجيش لم يزدد عدده إلا ببطء شديد. وهناك في معسكر تولنا كان ينتظره قائد الجيش: "البالاطين" أسطفان باتوري مع قوات الجيش الأساسية، وجرت مشاورات حول تحديد خطة الحرب. قلل القادة المجريون من شأن قوة العثمانيين وبالغوا في تقدير قوة جيشهم، وطالب معظم الحاضرين بأن يتحرك الملك إلى نهر دراڤا ويخوض هناك المعركة مع السلطان سليمان. علّق المستشار المؤرخ المجري أسطفان بروداريتش على هؤلاء المستهترين قائلًا: «إنهم يظنون أنهم قادرون على الطيران وليس لديهم أجنحة».
| أرى أن كل واحد يبحث عن حماية أو مخرج من خلالي؛ حسنًا! أنا مستعد، من أجل خير البلاد، لأن أعرض نفسي لكل خطر. ولكيلا يتمكن أحد من التستر على جبنه بي أو تحميل مسؤوليته علي، فسوف أتحرك بمعونة الله غدًا وأذهب إلى حيث لا يريد أحد أن يذهب بدوني |
| —لويس الثاني ملك المجر، عندما رفض النبلاء السير بدونه لملاقاة العثمانيين |

أسفرت مناقشات الاجتماع المنعقد على ضرورة إرسال البالاطين أسطفان باتوري بالجيش إلى أوسييك على نهر دراڤا للدفاع عنها، ووافق الملك على هذا الرأي وفي ذهنه أنه إذا لم يتمكن البالاطين من صد السلطان عند نهر دراڤا، فإنه، أي الملك، سيتجه إلى كرواتيا حيث كان يأمل أن يجد حماية آمنة في الحصون المُزودة بحامية نمساوية.
إلا أن أحداً من النبلاء لم يرغب في التقدم تحت قيادة البالاطين ما لم يرافقهم الملك لويس الثاني بنفسه، وصرّح النبلاء الذين كان ينبغي عليهم أن يسيروا مع أسطفان باتوري إلى أوسييك بأنهم طبقًا لامتيازاتهم لا يسيرون باتجاه العدو إلا تحت القيادة الشخصية للملك فقط، كما أن العدو، أي الجيش العثماني، يقوده السلطان بنفسه. لم يُخفِ الملك لويس اضطرابه، وأجاب بعصبية: «أرى أن كل واحد يبحث عن حماية أو مخرج من خلالي؛ حسنًا! أنا مستعد، من أجل خير البلاد، لأن أعرض نفسي لكل خطر. ولكيلا يتمكن أحد من التستر على جبنه بي أو تحميل مسؤوليته علي، فسوف أتحرك بمعونة الله غدًا وأذهب إلى حيث لا يريد أحد أن يذهب بدوني».

### من تولنا إلى موهاكس
واضطر الجيش المجري برمته إلى التحرك نحو الجنوب من أجل مواجهة الجيش العثماني. وهنا قرر بولس توموري القائد المجري أن يعسكروا في سهل موهاكس ليواجهوا الجيش العثماني. وفي هذه الأثناء أرسل لويس الثاني إلى ڤويڤود الأردل: يوحنا زاپولياي ليشن هجوما مع حاكم الأفلاق من الخلف على الجيش العثماني بأسرع وقت ممكن، ومن ثم الانضمام إلى الجيش الأساسي.

### تخاذل القادة المجريين
أرسل الملك لويس من معسكره في تولنا كلا من بالاطين المجر أسطفان باتوري، ورئيس القضاة السابق أمبروس ساركاني على رأس مشاة البابا وحرس المقاطعة للدفاع عن قلعة أوسييك ومنع عبور نهر دراڤا، لكن البالاطين لم ينفذ هذا الأمر أيضًا وأنهم إما لم يذهبوا على الإطلاق، أو أنهم عادوا أدراجهم في الطريق، بحيث أن الجيش العثماني عبر نهر دراڤا دون عائق بين 21 و 23 أغسطس/آب، ثم أحرقوا الجسر خلفهم.
كانت الطرق المؤدية إلى المستنقعات الواقعة إلى الشمال من نهر دراڤا بمثابة الفرصة الأخيرة لوقف تقدم العثمانيين في ظل ظروفٍ غير مواتيةٍ لهم. ولكن لم تبذُل القيادة العسكرية المجرية أي محاولة لتحقيق هذا الهدف، بل إن القائد العام للجيش المجري بولس توموري أمر قواته بالعودة إلى المعسكر الملكي.
ورغم أن بولس توموري أدرك بحق أن الدفاع عن معبر أوسييك على نهر دراڤا كان فرصة مملكة المجر الوحيدة لصد الجيش العثماني عن التقدم، إلا أنه لم يتحرك في الوقت المناسب، ولا حتى "بالاطين المجر" أسطفان باتوري، الذي أُمر على وجه التحديد بالقيام بذلك.

### فشل وصول التعزيزات إلى موهاكس
وفي نفس الوقت أُعلنت التعبئة العامة للحرب في جميع المقاطعات، وابتدأت عملية تعبئة الفلاحين مستأجري الأراض، وهدد توموري بأمر الملك المتقاعسين بالعقوبات، ولكن التعبئة تأخرت بسبب موسم الحصاد والمسافات الطويلة، والأهم من ذلك كله، الجمود الطويل والانقسامات الداخلية للحكومة.
هذا يفسر لماذا لم تصل القوات الكرواتية وبعض المشاة البوهيميين والموراڤيين إلى معسكر موهاكس على الإطلاق، ولم يصل فيرينتس باتياني ، بان كرواتيا-سلاڤونيا إلا في صباح يوم المعركة ومعه ثلث قواته الموعودة أي نحو أربعة آلاف رجل. أما القبائل السلاڤية التي تلقت أمر التعبئة في الثالث والعشرين من يونيو/حزيران، فلم تتجمع إلا في بداية أغسطس/آب وانطلقت في منتصف الشهر.
أما ڤويڤود ترانسيلڤانيا، يوحنا زاپولياي، فقد تلقّى تعليمات متناقضة: إذ جاءه في البداية أمر بغزو الأراضي العثمانية مع حاكم الأفلاق مستغلين غياب السلطان سليمان عنها بجيشه، ولكن عندما اتضح حجم الخطر ومسير السلطان إلى الأراضي المجرية، أُمر يوحنا زاپولياي بالانضمام إلى جيش الملك لويس الثاني ملك المجر، فانطلق بجيشه ولكنه لم يصل إلا إلى سكدين. من المحتمل أن زاپولياي لم يكن ليتسنى له الوصول إلى موهاكس قبل نهاية أغسطس/آب حتى لو تلقى أوامر واضحة منذ البداية.

### منع العثمانيون وصول تعزيزات كرواتيا
كان الجيش العثماني يتقدم نحو الشمال، ومن خلال شبكة الجواسيس البارعة التي شكلها السلطان سليمان القانوني، اطلع على مراسلات الملك لويس لكل الجهات طالباً المساعدة التي كان ينتظر وصولها ولهذا السبب بالذات أمر اثنين من أمهر قادة جيشه؛ بالي بك بن يحيى پاشا وغازي خسرو بك بأن يصُدَّا ويمنعا برفقة قواتهما وصول التعزيزات وقوات المساعدة القادمة من كرواتيا إلى الجيش المجري.

## وصف سهل موهاكس والمصطبة
لم تسمح جغرافية المنطقة للمجريين بتحديد هدف الحملة العثمانية ووجهتهم النهائية، إلى أن عبروا جبال البلقان، فلما عبروها كانت "بدون" أقرب إلى العثمانيين من القوات الأردلية والكرواتية. وعلى الرغم من قلة السجلات التاريخية، تشير الوثائق المتوفرة إلى أن لويس الثاني كان يُفضِّل خطةً للتراجع والتنازل عن البلاد أمام تقدم العثمانيين بدلاً من الاشتباك المباشر مع الجيش العثماني في معركةٍ مفتوحة. ارتكب مجلس الحرب المجري خطأً تكتيكيًا خطيرًا بعدم انتظار التعزيزات القادمة من كرواتيا والأردل لبضعة أيام فقط، واختاروا ساحة المعركة بالقرب من موهاكس، وهو سهل مفتوح غير مستوٍ يتخلله بعض البرك المائية والمستنقعات وتحدوه مصطبة مرتفعة أعلى السهل (شُّرفة) بجوانب مُنحدِرة. لم يواجه الجيش العثماني أي صعوبة في تقدمه نحو موهاكس، حيث كان لويس الثاني بانتظارهم ليقطع الطريق عليهم إلى "بدون".
كان سهل موهاكس محاطًا بأراضٍ مستنقعية من جهة، وتلالٍ من الجهة الأخرى، وكانت هناك قرية عند سفح المصطبة المرتفعة، يُرجح المؤرخون أنها قرية فلدڤار.
اصطف الجيش المجري في تشكيل معركة جنوب بلدة موهاكس في 29 أغسطس/آب 1526م. كانت الساحة محصورة من الشرق بسهل الفيضان الموحل لنهر الطونة، ومن الجنوب والغرب بمُصَطَبة أرضية مرتفِعة ما بين 25 و30 متراً، وكانت شدة انحدارها موضع جدل بين المؤرخين، ولكن من المؤكد أن هذه المصطبة كانت حاسمة في مجرى المعركة. وكان تيار مياه بورزا  يمر عبر الساحة، فتمركز الملك لويس الثاني وجيشه إلى الجنوب من هذا التيار المائي. من المرجح أن المجريين كانوا يقفون على مسافة تتراوح بين 2 و2.5 كيلومتر من تلك المصطبة الأرضية المرتفعة. وصف شاهد العِيان المؤرخ الراهب المجري أسطفان بروداريتش هذه المنطقة بين الشُّرفة والجيش المجري بأنها سهل، ولكنها في الواقع كانت مليئة بتلال صغيرة ووديان تُعيق رؤية واضحة لساحة المعركة.
وكتب المؤرخ المعاصر كاسپار أورسينوس ڤيليوس: «كان موضع المعسكر الملكي على أرض منبسطة ومكشوفة قرب المستنقع، وكانت التلة الصاعدة برفق تمنع رؤية معسكر العدو... أما معسكر الأتراك فقد نُصب قبالتهم، عند سفح الجبل. وكان البُعد بين المعسكرين ميلين».
دوّن أسطفان بروداريتش: «كان المكان الذي نُصبت فيه الصفوف بعيدًا عن موهاكس بمسافة ميل واحد، وعن نهر الدانوب (الطونة) المتدفق بمسافة ميل ونصف تقريبًا. وكان في ذلك الموقع سهل واسع وكبير، لا تُعيقه غابات ولا أشجار صغيرة ولا مياه ولا تلال، إلا أن على الجهة اليسرى بين ذلك المكان ونهر الدانوب كان هناك ماء مستنقعي وطيني، مُغطى بأعواد الخيزران الكثيفة، حيث مات بعد ذلك كثير من الرجال. أمامنا كان هناك تل ممتد طويل، يشبه إلى حد ما شكل المسرح، وراءه كان معسكر السلطان العثماني، وفي أسفل التل كانت هناك قرية صغيرة مع معبد، اسمها فلدڤار، وهناك وُضعت آلات الحرب للعدو (أي العثمانيين). لاحقًا، لاحظنا في أواخر المعركة أن ذلك المكان قد امتلأ بالأعداء، وخاصة "الإنكشارية" كما يُسمونهم، الذين احتلوا كل شيء في صفوف طويلة وراء قرية التل تلك، وقد تبيّن لاحقًا أن السلطان كان بينهم».

## تشكيلات الحرب
اعتمد الجيش المجري تشكيلات عسكرية تقليدية قائمة إلى حدّ كبير على الفرسان المدرعين والتكتيكات القديمة التي فشلت في معارك قريبة مماثلة، وفي المقابل، كان الجيش العثماني حديثًا ومتقدمًا تقنيًا، يعتمد على المدفعية وقوات النخبة من الإنكشارية، إلى جانب فرسان السباهية والقوات المُجنّدة. هذا التفوق التقني والتنظيم الحديث جعل وضع الجيش المجري ضعيفًا وغير مؤهل لمواجهة هذا الخصم القوي.

### تشكيل الجيش المجري
بَنَت المجر جيشًا باهظ التكاليف على طراز قديم عفا عليه الزمن، إذ أن تشكيلاته كانت مُشابهة لتشكيلات جيش الملك فرانسيس الأول ملك فرنسا في معركة پاڤيا آخر معركة من حرب السنوات الأربع من الحروب الإيطالية التي جرت العام الأسبق في 24 فبراير 1525م وانتهت بهزيمة الجيش وأسرِه، إذ اعتمد الجيش المجري على فرسان مزودين بدروع قديمة الطراز وعلى خيول مدرعة.
عند فجر يوم 29 أغسطس/آب، اصطفت قوات المجر للمعركة بعد شروق الشمس بقليل، وتألف تشكيل جبهة القتال المجرية من خطين متوازيين مع المصطبة الأرضية المرتفعة وقد انصبت أكبر عنايتهم على أن يهاجم الجيش في صفوف ممتدة قدر الإمكان، وأن يبدأ القتال على طول الخط في الوقت نفسه.
كان الجيش المجري مُوزعاً على قسمين: الأول هو قلب الجيش والميمنة والميسرة، والثاني هو القسم الخلفي الذي يضم أربعة أجنحة متوالية وكان الملك المجري لويس الثاني متواجداً بينها. كانت الدروع الحديدية تغطي أجساد الجنود حتى أن الجيش ليبدو من بعيد وكأنه قلعة حديدية. تمركزت المشاة ومدفعية المرتزقة في الخط الأول والفرسان على الجناحين الأيمن والأيسر، أما الخط الثاني فكان يتكون من مزيج من مشاة الضباط والفرسان.
حدد المجريون تشكيل الجيش في 27 أغسطس 1526م كالآتي:
1. الخط الأول الأمامي:
  - تمركز معظم المشاة البالغ عددهم عشرة آلاف تقريبًا في وسط الخط الأمامي، مُشكِّلين جبهة طولها كيلومتر واحد تقريباً.[ألم 3]
  - كان القائدان، بولس توموري وجرجس زاپولياي أيضًا في منتصف الخط الأمامي، على استعداد للتدخل في أي مكان حسب الضرورة.[ألم 3]
  - كان الجناح الأيمن للخط الأمامي بقيادة فيرينتس باتياني، بان الكروات، الذي تمركز بسلاح الفرسان الثقيل.[ألم 3][إنج 8]
  - وعلى الجناح الأيسر للخط الأمامي كانت قوات تتكون أساساً من سلاح الفرسان الثقيل، تولى قيادتها "بطرس پيريني" [مص 55] كونت تيميشوارا[إنج 8] وڤويڤود ترانسيلڤانيا وحارس تاج المجر المقدس المعروف أيضًا بتاج القديس أسطفان والمُستخدم لتتويج ملوك المجر منذ القرن 12.[ألم 3]
  - وزّع بولس توموري المدفعية المجرية على طول خط الصف الأول، بحيث وُضِعت المدافع مباشرةً خلف الصفوف الأمامية من ذلك الفيلق.[لات 2]
  - أما سلاح الفرسان المجري والبولندي والبوهيمي، فقد صُفَّ في ثلاث صفوف قتالية؛ وكان تاركساي[مص 56] وكورلاتكوفي[مص 57] وتريبكا[مص 58] وشليك[مص 59] قادة هذه الصفوف.[ألم 3]
  - قدَّرَ المؤرخ غيزا پيرجيس [مص 60] (1917م-2003م)، الخبير الموثوق في معركة موهاكس وأهم مؤرخ عسكري مجري في القرن العشرين،[وب-مجر 6] بأن الخط الأول امتد على طول جبهة تصل إلى 4 كيلومترات.[وب-إنج 2]
2. الخط الثاني الخلفي:
  - وقف الملك لويس الثاني في وسط الخط الثاني مع زهاء ثلاثة آلاف من سلاح الفرسان الثقيل، وفي مصدر آخر ألف فارس مدرع. وكان يحيط بالملك رئيس أساقفة جران وأساقفة زغرب وأوراديا وباچ ونيترا وجيور وفايتسن وسيرميا والبوسنة، وبالاطين المجر أسطفان باتوري، وقادة الألوية المدنيون. كانت وحدات سلاح الفرسان الخفيفة التي تحمي لويس الثاني أيضًا في الخط الثاني، وكذلك عدد صغير من المشاة.[ألم 3]
  - لم يكن الجيش المجري ككل منظمًا بعمق، ولم يكن الصف الثاني قويًا بما يكفي للمتابعة على هجوم ناجح، وهذا يعني أن أي شيء أقل من النجاح الكامل لهجوم الخط الأول سوف يحسم مصير الجيش المجري بالهزيمة الساحقة.[وب-إنج 2]

### تشكيل الجيش العثماني
كان تشكيل الجيش العثماني أكثر حداثة إذ أنه اعتمد على المدفعية والنخبة المسلحة من الإنكشارية، أما الباقي فكان مزيجاً من سلاح الفرسان السباهية الأشداء والقوات المجنّدة من الروملي والبلقان. اصطفت الجنود العثمانية على ثلاثة صفوف، وكان السلطان ومعه كافة المدافع وفرقة الانكشارية في الصف الثالث بالخلف.
وبناءً على اقتراح بالي بك بن يحيى پاشا، اصطف الجيش العثماني على ثلاثة صفوف متعاقبة:
1. في الصف الأول الأمامي اصطف جيش الروملي بقيادة الصدر الأعظم إبراهيم پاشا،
2. وفي الصف الثاني اصطف جيش الأناضول بقيادة بهرام پاشا [مص 61]،
3. وفي الصف الثالث اصطفت قوات النخبة الإنكشارية بقيادة السلطان سليمان القانوني.

## خطط المعركة

### خطة الجيش المجري
يشير اختيار ساحة المعركة إلى أن القائد توموري كان يهدف إلى الاشتباك مع الجيش العثماني عند سفح المصطبة، ووضع خطة معركة هجومية نظراً للقوة العددية الأقل للجيش المجري. ومع ذلك، لا يوجد دليل قاطع على فرضية المؤرخين بأن الملك المجري لويس الثاني عقد مجلساً للحرب بالقرب من موهاكس. كان القادة المجريون يخططون لشن هجوم على العثمانيين أثناء نزولهم من منحدر المصطبة. ومن المثير للاهتمام، إن لم يكن من المدهش، أن توموري لم يخطط لخيار الانسحاب المنظم، وهو نفس الخطأ الذي ارتكبه قبله القائد المجري يوحنا هونياد في معركة كوسوڤو الثانية في عام 1448م. ومرة أخرى، استندت التكتيكات المجرية إلى هجمة مدمرة واحدة.
كانت للجيش المجري ميزة استغلال التضاريس واختيار مناطق الاشتباك مع الجيش العثماني. وبدلاً من مهاجمة العدو المُتعَب على الفور، ترك المجريون العثمانيين يكافحون للمرور عبر التضاريس المستنقعية، إذ كان المجريون يأملون في الاشتباك مع الجيش العثماني على نحوٍ تدريجي، كما كانوا في وضع أفضل لأن قواتهم كانت مستعدة قبل وصول العثمانيين لأرض المعركة وجنودهم مستريحين على عكس الجيش العثماني الذي أنهى للتو عند وصوله مسيرة شاقة في حرارة الصيف الحارقة.
وكان من المقرر أن تلعب الفرسان الثقيلة الدور القيادي بين صفوف المشاة، حيث كان الأمل معقودًا على أن الجيش العثماني لن يتمكن من مجاراة قوة الفرسان المجريين وهم يهاجمون كتلة واحدة.

### خطة الجيش العثماني
اقترح القادة العثمانيون أن يتم انتظار هجوم العدو، ثم تنقسم القوات المتقدمة إلى قسمين على الجانبين ليتم توجيه القوات المجريّة نحو المدافع العثمانية، بينما يتم تطويق العدو من الجانبين بواسطة الخيّالة العثمانية. وقد نُفّذت هذه الخطة بنجاح.
نصّت الخطة الحربية على أن ينتظر الجميع الهجوم المجري المتوقع، حتى إذا تركز الهجوم على قلب الجيش العثماني، تتجه القوات العثمانية بحسب الخطة إلى الجوانب تاركة الفرسان المجريين يدخلون في العمق لكي يواجهوا المدفعية العثمانية لتحصدهم.

## التجهيزات الأخيرة للقتال
بذل المؤرخون محاولات عديدة لإعادة بناء مُجريات المعركة، إلا أنهم لم ينجحوا في تحديد مسارها على نحوٍ مُرضٍ حتى الآن. أثبت المؤرخ المجري غيزا پيرجيس بما لا يدع مجالًا للشك أن ترتيب الجيش المجري في المعركة كان «لا يصلح لشيء سوى لهجوم يائس». وقد رأى العثمانيون أيضًا الأمر نفسه؛ حتى أن حاكم ناندورفيهيرڤار (بلغراد) قد نصح الصدر الأعظم بعدم مواجهة الهجوم المجري مباشرة، بل بتفاديه.

### قطع التعزيزات المجرية
أرسل السلطان سليمان القانوني فرق الاستطلاع الآقنجية الخفيفة ليمنعوا الجيش المجري من تلقي أي تعزيزات، قبل وصول الجيش العثماني إلى سهل موهاكس يوم 29 أغسطس/آب 1526م.

### وصول قوات الروملي إلى موهاكس
غادر الصدر الأعظم إبراهيم پاشا الفرنجي معسكره مع فيلق الروملي والإنكشارية والمدفعية وقطع مسافة لا تزيد عن 12 كيلومتراً استغرقت سبع ساعات تقريباً. وفي التاسع والعشرين من شهر آب/أغسطس 1526م التقى الجيش العثماني الذي وصل موهاكس بالقوات الإسبانية والألمانية والإيطالية والتشيكية بالإضافة إلى القوات المجرية المنضوية تحت قيادة الملك لويس الثاني والتي كانت تنتظر وصوله.
أوردت المصادر العثمانية في "روزنامة سليمان" أن العثمانيين قد وصلوا إلى حقل موهاكس عند الساعة الثانية ظهراً تقريبًا، على أرض غارقة بالأمطار الغزيرة. وتستنتج المصادر بصورة قاطعة أنه عندما وصل القادة العثمانيون حصلوا على رؤية واضحة للجيش المجري وتوزيعه ونظامه القتالي، وبالتالي كان لديهم أساس جيد لاختيار تكتيكاتهم.

### نزول الروملي إلى السهل ونصب المدافع
بدأت قوات الروملي العثمانية في النزول على المنحدر من أعلى المصطبة إلى سهل موهاكس، وبدأت تستعد للتخييم دون أي مقاومة، وكان لديهم الوقت الكافي لنصب مدافعهم في مواقعها المعتادة وحمايتها بالأسياج والأوتاد. وكانت الوحدات تنزل من أعلى المصطبة المنحدرة الواحدة تلو الأخرى، بينما جيش الأناضول كان قادما من وراءهم بمسافة.
وفي الوقت نفسه، أرسل إبراهيم پاشا سلاح الفرسان الخفيف بقيادة بالي بك وغازي خسرو بك إلى جانبي الجيش المجري. من الواضح أن الغرض كان تشتيت انتباه المجريين بينما يقوم الجيش العثماني الرئيسي بالنزول من المصطبة المرتفعة إلى السهل.

### وصول قوات الأناضول حافة المصطبة
لا يُعرف من المراجع مكان وجود السلطان وحرس الباب العالي أو قوات الأناضول أثناء نزول قوات الروملي من أعلى المصطبة، ولكن يُفترض عمومًا أنهم وصلوا إلى أعلى المصطبة. أجرى المؤرخ غيزا پيرجيس حسابات شاملة، وقدَّرَ أن هناك تأخرًا قدره 5-6 كيلومترات بين قوات الروملي المتقدمة وقوات الأناضول المصاحبين للسلطان، لكنه أكد أيضًا أن قوات الأناضول كان عليها أن تسير 6-8 كيلومترات فقط في يوم المعركة، مما يعني أنهم لم يبدئوا التحرك من المعسكر إلا بعد الظهر، وهذا أمر لا يمكن تصوره، والأرجح هو أنه عندما بدأت قوات الروملي بالنزول، كان الجيش العثماني بأكمله واقفًا على حافة المصطبة، ولم يكونوا مُتعَبين للغاية لأن مسيرة 6-8 كيلومترات لا تستهلك الكثير من طاقة الجنود، حتى في وضع المعركة.

### عقد مجلس الحرب على حافة المصطبة
عقد السلطان مجلس حرب على حافة المصطبة الأرضية المرتفعة أعلى سهل موهاكس ضم جميع قادة الجيش بما فيهم الصدر الأعظم إبراهيم پاشا والجنود المخضرمين، وكانوا على دراية كاملة بترتيبات الجيش المجري وكان الجيش العثماني مستعدًا بالتأكيد للمعركة. كان فرسان المجر مرتبطين ببعضهم بالسلاسل، وكانت خيولهم مدربة، فكان بإمكانهم قلب الجبهات التي يهاجمونها رأسًا على عقب. أشار "بالي بك بن يحيى باشا زاده مالقوج أوغلي" في هذا المجلس إلى أن فرسان المجر المدرعين المربوطين بالسلاسل يُشكلون خطرًا كبيرًا على الجيش، وأن الهجوم الجماعي يمكن أن يكون كارثيًا، واقترح مهاجمة أجنحة الجيش المجري ومؤخرته لتحقيق أكبر فائدة. وافق السلطان والمجلس على اقتراح بالي بك.

### بولس تومورييقنع الملك بالهجوم
كان القائد العام بولس توموري في الصف الأمامي فركب جواده عائداً إلى الملك لإقناعه بأن إجراء الهجوم في هذا التوقيت هو الخيار الصحيح، ثم عاد إلى مكانه بعدما أقنع الملك وأمر قائد الجناح الأيمن فيرينتس باتياني بان كرواتيا والمشاة المركزية بالهجوم. ولابد أن خطته كانت تتلخص في إلحاق الهزيمة بفيلق الروملي قبل أن يكتمل تشكيل قلب الجيش العثماني وينتظم

### قرار بدء المعركة
عندما أتمت قوات الروملي النزول إلى أسفل المصطبة، أمرهم السلطان من غير تمهيدٍ مسبقٍ بإقامة معسكر، وكانت هناك استعدادات مماثلة تُجرى على الجانب المجري. يعتقد البعض أن المجريين أدركوا أن العثمانيين لا يريدون الانخراط في المعركة في ذلك اليوم، ووفقًا للمؤرخ أسطفان بروداريتش شاهد العِيان الذي حضر المعركة، قال إن "الشمس كانت تتجه نحو الغرب بالفعل"، أي أن وقت الظهيرة كان قد تقدم كثيرًا. ولكن المشكلة، وفقًا للمؤرخ، تكمن في أن العودة إلى المعسكر كانت باقتراح من البارونات المقربين من الملك الذين لم يتمكنوا من رؤية ما كانت تقوم به قوات الروملي في الجهة المقابلة أسفل المصطبة بسبب خط المعركة أمامهم والأرض المتعرجة، كما يقول بروداريتش نفسه. من المحتمل أن ما حدث هو أن كلا من مجلس السلطان وحاشية الملك لويس اعتبرا أن الوقت قد فات لبدء المعركة وقررا أنه من المتأخر جدًا بدء المناوشات، ورغِبا في تأجيلها إلى اليوم التالي. وكان الجيش المجري واقفًا في وضع الاستعداد وحالة التأهب للمعركة منذ الفجر، ولا بد أنهم كانوا متعبين مثل العثمانيين الذين كانوا مازالوا يتوافدون إلى سهل موهاكس بعد مسيرتهم ويتجمعون.
أعلن السلطان أنّ «الوقت بات متأخراً، والجميع يشعر بالتعب رجالاً ودواباً، لذا سنباشر بالهجوم إن شاء الله في السَحَر».

## ملحمة القتال
تختلف تفاصيل المعركة بين الروايات المعاصرة، لكن الصورة العامة تؤكد أن الخطة العثمانية نجحت نجاحا دقيقا للغاية.

### كلماتبالاطين المجرللجيش
ما إن احتلت وحدات الجيش المجري المواقع المخصصة لها حتى جال الملك صفوفهم ممتطيًا جواده. وكان بالاطين المجر يرافقه ويوجه كلمات مُلهِمة إلى الجيش. قال: «انظروا، جلالة الملك بيننا، مستعدٌ لأن يموت معنا موحّدين من أجل الإيمان المسيحي المقدس ومن أجل الوطن، من أجل نسائكم وأطفالكم. تذكروا أنكم مجريون؛ وأنكم تنحدرون من أولئك الأبطال الذين هزموا العدو الذي تقاتلونه اليوم في انتصارات مجيدة كثيرة. إن الشجاعة هي التي تحسم النصر، لا الكثرة. ثقوا بالله، الذي لا يخذل المقاتلين من أجل قضيته المقدسة! إن الوطن، بل مصير المسيحية بأسرها، يقع في في أيديكم!».
وقال الملك أيضًا بضع كلمات ليرفع الروح القتالية لدى الجنود.

### دعاء السلطان وسط جنوده
ارتدى السلطان سليمان القانوني درعه وارتدى على رأسه طاقية مزينة بثلاثة جوانب وأجرى تفتيشًا للجيش، ثم صعد إلى قمة تلة عُرفت لاحقاً باسم "تلة السلطان"، أو "تلة التُّرك"، ونُصبت خيمة السلطان على هذه التلة التي تُسمّى اليوم "ساتورهيلي"  أي "موقع الخيمة"، بمنتصف سهل موهاكس المتدرج، وبدأ القادة بدورهم في نصب الخيام. وفي نفس اليوم اعتلى السلطان ظهر حصانه وارتدى درعه وتقلّدَ سيفَهُ وجعبة السهام وانطلق حتى وصل إلى صفوف قوات الروملي، فشجّع الجنود بكلمات مُحفزة، ثم رفع يديه نحو السماء مبتهلاً بالدعاء: «إلهي أنت القوي القدير، إلهي بيدك الأمر والنصر، ومن لدنك الرحمة والعون، ومن لدنك الكرم والمروءة والحماية، فلا تُحزِن فقراء أمة محمد صلى الله عليه وسلم الضعفاء، ولا تُفرح أعداءنا المتجبرين» وأخذت العَبَرات تنهمر من عينيه وارتفعت أصوات الجنود تردد خلفه «آمين». وقد دفعت كلمات السلطان وتأثره البالغ آلاف الأبطال العثمانيين إلى ذرف الدموع، واستبد تأثر وهياج شديدان بالجيش، بينما نزل المقاتلون عن خيولهم، وارتموا ساجدين على الأرض، وأقسموا بحماس أن ينتصروا أو يموتوا. وبعد الانتهاء من الدعاء بدأت قوات الروملى بالتقدم ولحق بهم السلطان على رأس قواته الغفيرة حتى بلغوا تلة تُشرف على سهل موهاكس. وكانت مياه نهر الطونة المحيطة بالسهل تتدفق حيث كان الجيش المجري يعسكر على ضفافه ويبدو من بعيد كغيمة سوداء هائلة.

### خطة بالي بك العبقرية
بناءً على نصيحة بالي بك بن يحيى پاشا، اعتمد الجيش العثماني نظامًا حربيًا جديدًا استعدادًا للمعركة. في المرحلة الأولى، تُركت أمتعة الجيش في الخلف، ثم تأهب العثمانيون لفتح جناحي الجيش عمدًا لتمكين كتلة الفرسان المجريين من التقدم والدخول إلى وسط الجيش العثماني ليواجهوا المدافع العثمانية، ومِن ثّمَ محاصرتهم من الجوانب ومن الخلف والهجوم عليهم. وُضعت مدافع مربوطة ببعضها بالسلاسل خلق صفوف الإنكشارية لكي ينسحبوا خلفها، بينما بقي فرسان بوابة القصر القاپي قولو وفيلق "الدلي" التابعة للغازي خسرو بك والي البوسنة في الاحتياط، على ألا يشاركوا في المعركة إلا إذا اقتضت الحاجة.
وتشير المصادر إلى أن العثمانيين كانوا يستعدون، أو على الأقل أن بالي بك قد نصحهم، بألّا يبدأوا بالهجوم، بل أن يلتزموا بأساليبهم القتالية التقليدية. وقد نُقل عن نصيحته قوله: «أن أفضل خطة هي أنه، عندما يندفع هؤلاء القوم الأشرار بكامل جموعهم نحونا، ننشق لهم ونتركهم يعبرون بين صفوفنا، ثم ما إن يمروا بين صفوفنا بسرعة لا تُقاوم، حتى نلتف عليهم من الجانبين».
وكان بالي بك بن يحيى پاشا ذا خبرة واسعة في قتال المجريين، كما عُرف بشجاعته ومكانته العالية بين القادة، وكان له وزن معتبر في مجلس الحرب. وعلى الرغم من رغبة الجنود العثمانيين في الهجوم، فقد اقترح بالي بك، اعتمادًا على معرفته الجيدة بأرض المعركة، أن الموقع الذي اختاره المجريون لا يمنح الأفضلية للعثمانيين، إذ قال: "المكان هنا ضيق جدًا"، وربما كان هذا هو سبب تقدم الجيش العثماني بحذر شديد وببطء.

### بدء القتال بهجوم فرسان المجر
في هذا التشكيل، كانت ميمنة الجيش العثماني تحت قيادة إبراهيم پاشا الصدر الأعظم وبكلربك إيالة الروملي، بينما الميسرة تحت قيادة بكلربك إيالة الأناضول بِهرام پاشا، أما في الوسط فكان السلطان وآغا الإنكشارية بالإضافة إلى جنود القاپى قولو. رُفعت البيارق ورُصّت الصفوف ودُقت الطبول وبدأت البيارق تطوف. ورغم أنّ السلطان كان قد أجَّل البدء في القتال إلى اليوم التالي إلا أنّ القوات المجرية اتخذت وضعية الاستعداد للقتال في نفس يوم التاسع والعشرين من أغسطس/آب وتقدمت فرقة فرسانه المدرعة نحو الجيش العثماني في كتلة واحدة متراصة. ومع وصول خبر انتقال القوات المجرية لوضعية الهجوم، رفع السلطان يديه بالدعاء قائلاً «لا حول ولا قوة إلا بالله، يا رب انصر جنود الأمة المحمدية»، وأمر إبراهيم پاشا أن يتصدى لهذا الهجوم على رأس قوات الروملي فوقع صدام شديد بين فرسان المجر والفرسان العثمانيين. كان هجوم فرسان المجر المدرعين بالغ العنف وكانت قوات الروملي في وضعية الدفاع مُحافظةً على تنظيمها أثناء انسحابها جانبيا من الأطراف، كما اتّبعت قوات الأناضول أيضاً نفس الخطة ذاتها بالانسحاب جانبياً.

### وصول فرسان المجر إلى السلطان
| أثبت غيزا پيرجيس إثباتًا قاطعًا أن ترتيب الجيش المجري في المعركة كان «لا يصلح لشيء سوى لهجوم يائس» |
| —المؤرخ المجري غيزا پيرجيس، أهم مؤرخ عسكري مجري في القرن العشرين وخبير معركة موهاكس              |

بات الهجوم في تلك المرحلة بالغ العنف والدموية، حتى أنّ اثنين وثلاثين من الفرسان المجريين الذين أقسموا على قتل السلطان نجحوا في الوصول إلى حاميته والتوغل بين صفوفهم، وتمكن ثلاثة فرسان منهم من الوصول إلى السلطان وسقطت سهامهم أرضاً بعد أن اصطدمت بدرع السلطان الذي تصدي لرماحهم بسيفه. وهنا تدخل جنود الإنكشارية وانهالوا عليهم بسيوفهم الماضية ولم يسمحوا لهم بالاقتراب من السلطان أكثر من ذلك.

### سحق القوات المجرية بالمدافع العثمانية
كان جنود النخبة الإنكشارية المحيطون بالسلطان يتناوبون في إطلاق النار من بنادقهم، ففيما يطلق قسم منهم النار، كان القسم الآخر يملؤون بنادقهم بالبارود. وفي الوقت الذي وصلت فيه القوات المجرية الأساسية إلى قلب الجيش العثماني، بدء هزيم المدافع العثمانية يَصُمٌ الآذان، وبدأت مدافع المجريين بدورها ترد على النيران المُصوبة عليهم بشدة بالغة وقد وَجَّهَت كل المدافع العثمانية نيرانها صوب العدو في الآن ذاته. أما خنادق المجريين فقد تحولت ثغوراً تفيض بالقتلى وقد تبعثرت سيوفهم، وبعد أن ظنوا أنهم باتوا على مشارف النصر، أخذت أرتال قوات المجريين المدرعة تنهار الواحدة تلو الأخرى تحت أزيز المدافع العثمانية وبدأت ثغور هائلة تفصل صفوفهم المتراصة عن بعضها في حين أخذت قوات الأناضول والروملي تحيط بهم مثل الكماشة وتسحقهم بقوة دون أن يمهلوهم فرصة إدراك ما يجري.

### تطويق الجيش المجري وإبادته
خرج كل من بالي بك والغازي خسرو بك من مكامنهم وهجموا مع قواتهم على أطراف الجيش المجري ومؤخرته وتحولت الصدامات في هذه المرحلة إلى مذبحة. فمن استطاع الانفصال عن الجيش والهرب كان يغدو إما هدفاً سائغاً لسيوف فرسان الأقنجية العثمانية أو غريقاً في المستنقعات تحت ثِقَلِ دروعِهِم. وحين رأى الملك لويس الثاني قادته وقد قُتل قِسم منهم فيما أُسر القِسم الآخر، أدرك مصيره المُظلم وأنه ما من مبرر للقتال أكثر لذا تخلى عن القتال وفرٌ صوب نهر الطونة طالبا النجاة.

### مقتل الملك لويس غرقا في المستنقعات
لم يكن قد مضى على بدء القتال سوى ساعتين حتى غدا جنود المجر والقوات المتحالفة معهم إما طُعماً للسيوف الباترة أو عُلَّت أعناقهم بسلاسل الأسر، ومن نجا من سيوف العثمانيين سقط في ظلام الليل الحالك في المستنقعات دون أن يعلم، وغرق هناك. ابتلعت المستنقعات الآلاف ممن اختاروا طريق الهرب بعد أن تاهوا في المنطقة المسماة "جسر الملك"، واستُخرجت جثة الملك لويس من هناك بعد عدة أسابيع من بين أجساد الغرقى، مُثقلا بوزن دروعه الثقيلة بحسب المصادر العثمانية والغربية، على خلافٍ مع بعض المراجع الأخرى بأنه لم يُعثر على جثته.
لم يتمكن قادة حرس الملك لويس والمقرّبون منه من إنقاذ حياته خلال المعركة رغم تواجدهم إلى جانبه، مما أثار لاحقاً تساؤلات جادة حول مسؤوليتهم المباشرة عن تلك النهاية المأساوية. غير أن تقريراً حرره الأسقف والمستشار الملكي أسطفان بروداريتش عن معركة موهاكس المؤرَّخ بعام 1527م، قدّم تفسيرًا مغايرًا، إذ يُرجِع وفاة الملك لويس الثاني إلى خطأ تكتيكي ارتكبه القائد الأعلى بولس توموري عندما ظهرت قوة عثمانية فجأةً، فأمر الحرس بالابتعاد عن الملك لكي يشتبك معهم.

## مجريات المعركة في المصادر المجرية
هنا تفصيل المعركة بحسب المصادر المجرية، وقد بدأت القوات المجرية بالهجوم في نفس يوم وصول العثمانيين، في وقت ما بين الثالثة والرابعة بعد الظهر.

### صباح يوم المعركة
كتب شاهد العيان أسطفان بروداريتش عن صباح يوم المعركة، الأحد 29 أغسطس/آب 1526م: قضينا غالبية اليوم في ترقّب العدو الذي بعدما أرسل عددًا غير كبير من مقاتليه لخوض مناوشات خفيفة معنا ولأداء تمهيدات المعركة، ظل متمركزًا خلف تلك التلال، وكان من غير الواضح هل كان هدفه أن يجرّنا نحو تلك التضييقات الجغرافية، أم أنه كان ينوي تأجيل المعركة لليوم التالي بغرض مباغتتنا ليلًا في معسكراتنا، وهو أمر لم يكن صعبًا عليه بالنظر إلى ما لديه من عدد غفير من الجنود والمدافع، أم أنه كان يرمي إلى إنهاكنا بالانتظار الطويل للمعركة. ومهما كان هدف العدو، فإنه قد أبقانا بالفعل في حالة ترقّب وقلق طوال ذلك اليوم تقريبًا. وفيما كنا على تلك الحال من الانتظار والتوجس، ومع بدء غروب الشمس، ظهر لنا جيش العدو (أي العثمانيين) ينساب بهدوء عبر وادٍ يقع إلى يميننا أسفل التلال، وقد أدركنا وجوده فقط من خلال رؤوس الرماح المرتفعة التي لاحت من بعيد. فما كان من الراهب (يقصد: القائد الأعلى بولس توموري)، وقد أدرك ما كان عليه الوضع، إلا أن ظنّ، وكان ظنه في محله، أن هؤلاء العدو إما يتوجهون لمهاجمة معسكرنا ونهبه، أو يسعون لتطويقنا، فانطلق مسرعًا من مقدمة الصفوف إلى الملك، وأمر راشكاي غاشبار مع اثنين آخرين ممن سبق أن قيل إنهم مُكلّفون بحراسة الملك، أن يذهبوا لاكتشاف ما الذي ينوي العدو فعله، وأن يحاولوا، إن استطاعوا، أن يصرفوه عن خطّ سيره. أما راشكاي غاشبار، فلم ينسَ ما أُوكل إليه سابقًا من واجب حماية الملك، فرفض هذا الأمر ما استطاع إلى الرفض الشريف سبيلًا، لكنه عندما رأى إلحاح الراهب (بولس توموري)، ورأى الملك لا يعارض أمر الراهب، خشي أن يُحسب رفضه تقاعسًا أو جبنًا، مع أنه لم يكن يقصد إلا الحرص، فما كان منه إلا أن وضع المهماز في فرسه، وانطلق مسرعًا مع رفاقه وكتيبة الفرسان التابعة له نحو الجهة التي أُمر بها، آملًا، وقد بدا له الأمر واضحًا، أن يعود بسهولة في الوقت الذي قد يحتاج فيه الملك إلى خدمته. ولكن، ومع مغادرتهم، لم يكن قد اتضح بعد ما إذا كان العدو سيمنحنا في ذلك اليوم فرصة القتال.
| ثم أسرعنا للأمام على هذا التضاريس التي كانت أحيانًا مستوية وأحيانًا غير متساوية... وقف أبطالنا في موقفهم وقاتلوا بشجاعة ضد العدو. وبينما تقدم تشكيل الملك بسرعة كبيرة قدر الإمكان في الدروع الكاملة، بدأ الجناح الأيمن في التراجع، وفرّ الكثيرون؛ أعتقد أن مدافع العدو قد أفزعتهم، فبدأوا في الفرار في هذا الوقت فقط. أثارت النيران السريعة وطلقات المدافع التي كانت تحلق فوق رؤوسنا نحن القريبين من الملك خوفًا كبيرًا في قلوب الجميع". |
| —المؤرخ المجري أسطفان بروداريتش شاهد عيان المعركة |

### بدء الهجوم المجري
كتب أسطفان بروداريتش: ملّت شخصيات بارزةٍ من الأمراء من طول الانتظار فأشاروا بضرورة إعطاء إشارة الانسحاب والعودة إلى المعسكرات. فلما شعر الراهب (بولس توموري) بذلك، اندفع مسرعًا نحو الملك، وأكّد له أن المعركة لا يجب بأي حال من الأحوال أن تُؤجَّل، مبينًا أن الخطر أقل الآن، ما دامت المعركة ستُخاض مع جزء من قوات العدو، من أن تُؤخر لليوم التالي حيث قد نواجه الجيش العثماني كاملًا، وأضاف أن النصر غير مشكوك فيه. وبعد هذا القول مباشرة، أمر الملك بأن تُعزف إشارة المعركة، وما إن دوت أبواق الحرب وقرعت الطبول، حتى ارتفع من صفوفنا صوتٌ عالٍ، أو بالأحرى نشيد، كان فيه جنودنا يدعون باسم يسوع المخلّص، على نحو ما جرت عليه العادة.
وفي نفس اللحظة تقريبًا رأينا بأعيننا كتلة ضخمة من قوات العدو تبدأ بالنزول ببطء من التل المقابل لنا، حيث كان القيصر العثماني (أي السلطان سليمان القانوني) حاضرًا بنفسه. وحينذاك وُضعت الخوذة على رأس الملك، وبدت على وجهه شحوب شديد كأنه يستشعر المصير المروّع القادم. وبإعطاء إشارة القتال، اندفع من كانوا في الصف الأول بشجاعة نحو العدو، كما أُطلقت مدافعنا كلها، ولكن تأثيرها على العدو كان ضئيلًا. واندلعت معركة كانت أشدّ ضراوة بكثير مما يُنتظر من عددنا القليل، وسقط عدد أكبر من الجنود في صفوف العدو مقارنة بما سقط منا، حتى بدأ العدو يتراجع، إما نتيجة ضغط قواتنا الهجومي، أو لكي يجذبنا إلى مواقع مدافعه.

### ترك الملك بلا حراسة
أرسل القائد العام للجيش المجري بولس توموري الفرسان المكلفين بحراسة الملك للهجوم على العثمانيين، وهي خطوة أثارت الكثير من الجدل منذ ذلك الحين ويبدو أن الرأي القائل بأن هذه الخطوة كانت خطأً فادحًا مأساوياً وغير قابل للإصلاح، لا يزال قائماً.
بعد تلقي الأمر بالهجوم، بدأت المدفعية المجرية بإطلاق النار وشن الجناح الأيمن بقيادة توموري هجومًا بأقصى سرعة، كذلك شن المشاة هجومًا، لكنهم بطبيعة الحال تأخروا كثيرًا خلف الفرسان.

### تحركات المشاة والفرسان المجر
كان الجناح الأيمن يستهدف مركز جيش الروملي، بينما كان المشاة يتجهون نحو الإنكشارية والمدفعية في الجناح الأيمن لجيش الروملي.
كان بإمكان سلاح الفرسان الثقيل المجري قطع المسافة البالغة كيلومتر ونصف إلى كيلومترين في بضع دقائق دون أن ينهار ترتيبهم القتالي. ولكن كان عليهم أن يأخذوا في الاعتبار المشاة الذين كان عليهم الوصول معهم في نفس التوقيت. كان المشاة بحاجة إلى ما لا يقل عن نصف ساعة لقطع المسافة والوصول إلى العثمانيين، وكان هذا الوقت كافياً تماماً للفرسان العثمانيين لإعادة ترتيب صفوفهم وتنفيذ الخطة التي اقترحها بالي بك بمهاجمة أجنحة الجيش المجري ومؤخرته لتحقيق أكبر فائدة.
ليس لدينا أي معلومات على الإطلاق بشأن هجوم المشاة؛ ومع ذلك، يمكننا أن نفترض أنهم انطلقوا في نفس الوقت الذي انطلق فيه الجناح الأيمن، وبما أنهم كانوا بحاجة إلى السير لمدة نصف ساعة على الأقل، فقد يكونوا قد وصلوا إلى الإنكشارية والمدفعية تقريبًا في نفس وقت وصول الفيلق الثاني. أما الاحتياطي والجناح الأيسر تحت قيادة بطرس پيريني فبقيا في مكانهما، وكان ذلك متوقعًا، إذ أن جيش الأناضول القادم أمامهم لم يعُد مرئيًا بعد.

### انخداع توموري بتحركات العثمانيين
عندما بدأت المعركة بالهجوم المفاجئ من قوات الميمنة المجرية على قوات الروملي بالجناح الأيسر للجيش العثماني تحت قيادة إبراهيم پاشا، اشتبك معهم العثمانيون لبعض الوقت ثم أصدر إبراهيم پاشا أمراً لقواته بالتراجع للوراء على صورة انسحاب حتى تندفع فرسان المجر المدرعة نحو المدى الفعال للمدفعية العثمانية، فتقهقر مشاة العثمانيين ليقفوا خلف مدافعهم العثمانية.
صَدَّقَ توموري هذه الخدعة، ولم تكن هذه هي المرة الأولى في الحروب العثمانية-المجرية التي يُفسِّرُ فيها القادة المجريون تقهقر فرسان السباهية المدرعة المُتقَن على أنه انتصار، ووقع توموري في نشوة الخدعة وأعطى الأمر للصف الثاني بالهجوم فوراً ظنا منه أن الصف الأول قد كسر العثمانيين، وحان دور اكتساحهم.
وفجأة اندفع أندراش باتوري الحاكم السابق لناندورفيهيرڤار (بلغراد) قبل الفتح العثماني لها 1521م نحو الملك ليبلّغه أن العدو ولّى الأدبار وأن النصر بات في أيدينا، وأنه يجب التقدّم لمؤازرة قواتنا التي تلاحق العدو المنهزم «بما أن النصر قد أصبح لنا». وأنه يجب على الملك أن يبدأ بالهجوم مع الفيلق الثاني وملاحقة العدو. فاندفع الجميع على الفور عبر الأرض السهلة والوعرة، ولكن ما إن بلغوا الموقع الذي دار فيه القتال منذ وقت قليل، حتى أبصروا عددًا كبيرًا من جثث الجنود الصليبيين، وعددًا أكثر من قتلى العدو (العثمانيين) متناثرين في الميدان، وبعضهم كان لا يزال حيًّا نصف ميت، يلفظ أنفاسه الأخيرة. وفي الأثناء، وبينما كانت قوات الصليبيين تضغط على العدو وتقاتل ببسالة، وبينما كانت القوة الملكية تتقدّم نحو ساحة القتال بأقصى سرعة ممكنة للفرسان المدرّعة، بدأ الجناح الأيمن يميل للانسحاب، وشرع كثير من جنوده بالفرار، ربما ذعرًا من المدافع التي بدأ العثمانيون يطلقها لأول مرة حينئذٍ، وهو أمرٌ كان له أثر بالغ.

### المدفعية العثمانية
وفي هذه الأثناء، دخلت مدفعية فيلق الروملي العثمانية في المعركة، وتقدم الفرسان المجريون تحت طلقات المدافع العثمانية التي طاشت في البداية ومرت فوق رؤوس المجريين المُهاجمين. وعلى عكس ذلك، كانت طلقات الإنكشارية الذين كانوا يحرسون المدافع تصيب أهدافها بدقة بالغة كي تُبعد المجريين عن الاقتراب من المدافع وطواقمها؛ فلم يستطع سلاح الفرسان المجري الصمود أمام المشاة العثمانيين، واستمروا في التقدم متجنبين المدافع بعيدا رغم استمرار القصف، واضطُّروا إلى التحرك إلى الجانب، فتكبدوا خسائر فادحة أثناء ذلك.

### شاهد عيان على اختفاء الملك
اختفي الملك المجري فور انطلاق المدفعية العثمانية، وتسائل شاهد عيان المعركة الراهب أسطفان بروداريتش عن ذلك في كتابه:
لقد كانت ضربات القذائف التي كانت تحلّق فوق رؤوسنا نحن الذين كنّا في صحبة الملك متكرّرة وشديدة، وقد بَعَثَت في قلوب الجميع رُعبًا غير يسير. وفي تلك اللحظة نفسها، لم يُرَ الملك في صفّنا، إمّا لأنه كان قد تقدّم إلى الصفوف الأمامية إذ كان قد تقرر مسبقًا ألا يظل الملك ثابتًا في موضع واحد، أو لأنه قد أُخرج من ساحة المعركة على يد من كانوا خلفه؛ فكلتا الحالتين محتملتان. وهناك من يقول إن الملك قد تخطّى الصفوف الأمامية لجيشه وتقدّم حتى بلغ خط المقدّمة وهناك قاتل العدو بشجاعة؛ وهذا أمر لا أجرؤ على تأكيده صراحة ولا على إنكاره المطلق. إنّ ما أعلمه يقينًا هو أن الملك لم يكن حاضرًا في صفّنا ولا في موقعه عندما بدأت مدافع العدو في القصف وعندما بدأت الفوضى تسري في الجناح الأيمن. وفي الوقت نفسه تقريبًا، لاحظنا اختفاء رئيس أساقفة ازترغوم  من ذات الصفّ، وكذلك غياب عدد من المقرّبين من الملك. ولا أجرؤ على تحميل حراس الملك المكلّفين بحمايته مسؤولية فقدانه، ولا أولئك الذين ربّما سحبوه من ساحة المعركة في غير الوقت المناسب. وأننا بعد أن فقدنا ملكنا لم نُقاسِ ما نزل بنا من عدوان خارجي فحسب، بل وابتُلينا أيضًا بانقسامات داخلية وصراعات حزبية حول من يُنصَّب ملكًا بدلًا من الميت، وهذه النكبات أشدّ استحقاقًا لنا بسبب معاصينا.

أما هؤلاء الذين كانوا في جوار الملك، فإننا نعلم أنهم كانوا من أكثر الناس إخلاصًا له، وأشدهم حرصًا على سلامته. وأما أولئك الثلاثة الذين عُيِّنوا لحراسة جسده الشريف، فالثابت أنهم لم يتمكنوا من العودة من عند العدو إلا بعد أن كانت كامل صفوفنا قد انقلبت إلى فرار، بل إن أحدهم أُسر ثم أُطلق سراحه في نفس المكان. ولهذا أرى أنه من المؤلم جدًا أن يتجرّأ أحدهم ويتّهم رجالنا ظلمًا بأنهم قد تخلَّوا عن ملِكِهم. فهل يُعدّون متخلّين عن ملكهم، أولئك الذين أدّوا له كل ما يليق بالتابع الصادق والمخلص من واجبات، وأولئك الذين سقط أكثرهم في نفس الميدان الذي سقط فيه الملك، يشهد موتهم على مدى إخلاصهم لملكهم، وحبهم لوطنهم؟
| أطلق الإنكشارية النار بتنسيقٍ مُحكم ودقة فائقة لدرجة أن أشجع الكفار سقطوا في الهجوم الأول |
| —المؤرخ العثماني البوسنوي بچوي إبراهيم أفندي (1572م-1650م)                              |

### معركة فناء الجيش المجري
وعندما وصلت المشاة وفرسان الصف الثاني المجريين بعد ذلك بفترة، كانت القوات المركزية العثمانية وفيلق الأناضول قد تمركزوا في تشكيل المعركة عند سفح المصطبة المرتفعة، مما منح العثمانيين تفوقًا هائلًا. تقدم الصف الثاني المجري وبدأ الجنود المجريون في نهب المعسكر العثماني، وبعد قُرابة 15 إلى 20 دقيقة، بدأت قوات الإنكشارية بفتح نيران مكثفة على المجريين بسرعة غريبة أوقعت الرعب في قلوب المجر الذين أخذوا في التقهقر تتبعهم العساكر المظفرة العثمانية، مما أدى إلى خسائر فادحة في صفوفهم وقُتل أغلب الفرسان المجرية وقُتل ملكهم لويس الثاني ولم يُعثر على جثته.
ترك هجوم توموري غير المتوقع الجناح الأيسر بقيادة بطرس پيريني عاجزًا عن ممارسة أي تأثير فعال على المعركة. فعندما بدأ سلاح الفرسان الثقيل للجناح الأيسر هجومه، كان جنود الإنكشارية في فيلق الأناضول يقفون بالفعل في ترتيب المعركة عند سفح المصطبة واستقبلوا المجريين بنيران البنادق المهلكة. أدت الطلقات إلى إضعاف فرقة پيريني بشدة وفشل هجومه، ووفقًا للمصادر العثمانية، أعاد سلاح الفرسان المجري الذي تراجع بفعل الطلقات تنظيم صفوفه عدة مرات، لكنه لم يتمكن من اختراق جدار الإنكشارية الصلب، حتى اضطروا في النهاية إلى وقف الهجوم العبثي.

ذكرت مصادر أخرى أن الجيش المجري دخل في حالة من الفوضى العارمة، وبدأ الذعر ينتشر. أما الملك الذي كان يقود هذا الجناح وأصيب بجروح، فلم يُرَ مجددًا. وبعد انسحاب الجيش، عُثر على جثته في مستنقع، وتم نقلها إلى بلدة "إستوني بلغراد" (سيكشفهيرفار حالياً) حيث تُدفن ملوك المجر، ودُفن هناك. وكان عمره حين وفاته ثلاثًا وعشرين أو أربعًا وعشرين سنة.
كتب الأسقف المؤرخ المجري أسطفان بروداريتش الذي شهد المعركة:
«ثم أسرعنا للأمام على هذه التضاريس التي كانت أحيانًا مستوية وأحيانًا غير متساوية، ووقف أبطالنا في موقفهم وقاتلوا بشجاعة ضد العدو. وبينما تقدم تشكيل الملك بسرعة كبيرة قدر الإمكان في الدروع الكاملة، بدأ الجناح الأيمن في التراجع، وفرّ الكثيرون. أعتقدُ أن مدافع العدو قد أفزعتهم، فبدأوا في الفرار في هذا الوقت فقط. أثارت النيران السريعة وطلقات المدافع التي كانت تحلق فوق رؤوسنا نحن القريبين من الملك خوفًا كبيرًا في قلوب الجميع».
وهكذا، فشل هجوم الجناح الأيمن في النهاية. اعتقد المؤرخ بروداريتش فقط أن الجناح الأيمن قد أصابه الرعب من نيران المدفعية، ولكنه أشار أيضًا إلى أن كرات المدفعية كانت تمر فوقهم، بمعنى آخر، لم تصبهم. ورغم أن إطلاق 150 مدفع عثماني في نفس الوقت قد يكون له تأثير مرعب، إلا أنه من الصعب تصديق أن الجنود المجريين قد أصيبوا بالرعب لدرجة الفرار، خاصة إذا لم تصب المقذوفات صفوفهم.
لم تكن المدفعية العثمانية تُطلق النار على الجناح الأيمن المجري لأن هذا الجناح كان يهاجم من يسارها، بل أطلقت على الخط الثاني الذي كان يصل أمامها، ويتضح هذا من رواية بروداريتش؛ إذ أنه ذكر أن المدافع قد بدأت في إطلاق النار فقط بعد أن بدأ الخط الثاني هجومه، وهو ما يجب أن يكون قد حدث بعد 15-20 دقيقة من هجوم الجناح الأيمن.
كان السبب الحقيقي للفشل المجري أن الجزء الأكبر من الجيش العثماني المركزي، بما في ذلك الإنكشارية، كان قد وصل إلى أسفل المصطبة وأطلق وابلًا من النيران على الجنود المجريين الذين كانوا منشغلين بجمع الغنائم وعلى أولئك الذين كانوا لا يزالون يقاتلون. فبعد أن ناوشهم إبراهيم پاشا لبعض الوقت ثم أمر قواته بالتراجع حتى تندفع فرسان المجر نحو المدفعية العثمانية، ظنت الفرسان المجرية في الجناح الأيمن أنها انتصرت وبدأت بجمع الغنائم.
هذا الوابل النيراني الذي أطلقه جنود الإنكشارية العثمانيون، على عكس نيران مدفعيتهم، لم يكن فقط مجرد صوت وضوضاء، بل كان له تأثير فعلي، فقد تسبب في فوضى في صفوف المجريين. أشارت "سليمان نامه" في يومياتها: «هاجم قسم الإنكشارية الكفار الأذلاء ثلاث أو أربع مرات بإطلاق النار من البنادق وحاولوا إجبارهم على التراجع».
ورد في تاريخ كمال پاشازاده تصويرٌ للواقعة: «وزع الإنكشارية الرصاص مثل العاصفة البَرَدية».
دوّن المؤرخ العثماني بچوي إبراهيم أفندي وصفاً للمشهد قائلاً: «أطلق الإنكشارية النار بتنسيقٍ مُحكم ودقة فائقة لدرجة أن أشجع الكفار سقطوا في الهجوم الأول».
في هذه المرحلة من المعركة، ظهر أثر فقدان التزامن بين القوات المجرية، وكان فشل هجوم الجناح الأيمن يعني أن المعركة قد خُسرت بلا أمل، ويبدو أيضًا أن توموري قد قُتل في هذه اللحظة.
كتب أسطفان بروداريتش عن انسحاق الصليبيين أمام المدفعية العثمانية: فبعد أن اضطرب جيش الملك اضطرابًا شديدًا وبدأت مظاهر الفرار تظهر عليه، استمر القتال مع ذلك لفترة طويلة، وإن لم يكن على السهل الواسع نفسه، بل أمام المدافع ذاتها، والتي كانت قريبة منّا إلى درجة لم تبتعد عن مواقعنا أكثر من عشرة أذرع، حتى امتلأ كل شيء لا بالرعب فحسب، بل بدخان المدافع الذي عمّ الأرجاء وحجب الرؤية، مما اضطر قسمًا كبيرًا من الجيش إلى التراجع إلى وادٍ يتصل بالمستنقع المائي، في حين بقي البعض يقاتل بشجاعة أمام المدافع. لكن لما عاد أيضًا أولئك الذين نزلوا إلى الوادي لاستئناف القتال، ولم يعد بالإمكان تحمّل الدخان الشديد وضغط المدافع، تفرقت جموع كبيرة من الجيش وبدأت في الفرار، واضطر أولئك أيضًا إلى الهرب. ففرّ الجميع كلٌّ في الجهة الأقرب إليه، عبر نفس الأماكن التي لم نكن قد دخلناها قبل وقت قصير إلا ونحن ممتلئون فرحًا واثقون من النصر، وعبر مواقع المعسكرات التي كانت قد نُهبت ودُمّرت على يد العدو حتى لم يبقَ منها سوى الآثار، وكانت مليئة بجثث من بقي فيها من الرجال.
أما العدو (أي العثمانيين)، فعندما رأى هروبنا، ظنّ في بادئ الأمر أن في الأمر خدعة، أو أنه كان قد أُنهك من القتال، فظلّ ملتزمًا بمواقعه القتالية، ولم يتعقّبنا إلا بعد أن امتدت ظلمة الليل، ولولا حلول الليل السريع مصحوبًا بأمطار غزيرة، لما أفلت أحد منّا من الملاحقة. وقد كانت تلك الليلة وذاك المطر سبب نجاة كثير من الناس. واستمر القتال الحقيقي لمدة ساعة ونصف تقريبًا.

### مقتل الملك لويس الثاني
حاول بولس توموري إيقاف سلاح الفرسان المنسحب عندما قُتِل الملك لويس الثاني.
ليس من المؤكد بحسب المراجع متى قُتل الملك؛ ولكن كل ما هو معروف أنه على عكس البارونات والأساقفة في الصف الثاني الذين قُتلوا في ساحة المعركة، لم يسقط لويس الثاني ملك المجر في ساحة القتال بل مات هارباً وغرق في المستنقع فارّاً تحت ثقل دروعه.
عند كتابة تحركات الملك، يشير أسطفان بروداريتش إلى أن لويس الثاني لم يَعُد مع فرقته: «أنا متأكد من أنه اختفى من صفوفنا عندما بدأت مدافع العدو في إطلاق النار وبدأ الجناح الأيمن في الفرار».
كتب أسطفان بروداريتش: وقد غرق عدد لا يُستهان به من الجنود في ذلك المستنقع الرهيب، بل حتى جثة الملك نفسه عُثر عليها لاحقًا في فجوة من الأرض صعبة المنحدر على بُعد نصف ميل فوق موهاكس، تحت قرية تُدعى "شيليه"، وقد كان ذلك المكان وقتها مليئًا بالمياه أكثر من المعتاد بسبب فيضان نهر الطونة (الدانوب)، وهناك، غرق الملك مدجّجًا بسلاحه وعلى صهوة جواده. وقد هلك معه هناك عدد من الرجال أيضًا، وعُثر غير بعيد من ذلك الموضع على جثتي أندراس تربكا  وأسطفان آتسل. أما الراهب (أي: بولس توموري)، فقيل إنه سقط في الخطوط الأمامية مقاتلًا ببسالة، وقد قُطع رأسه عن جسده، وعُثر عليه في اليوم التالي داخل معسكر العدو.

### تدمير المشاة وخسائر ثقيلة
بعد فرار الفرسان المجريين المتبقين، تُرِكت المشاة وحدها لتقاتل من أجل حياتها. عندها ساد التفوق العددي العثماني تمامًا إلى أقصى حد، ولم يكن أمام المشاة خيار سوى القتال حتى آخر رمق، بينما وقفت فرسان الآقنجية الخفيفة العثمانية على أهبة الاستعداد لقطع أي محاولة للهروب. تمكن المرتزقة المتمرسون ذوو الخبرة ومعظمهم من غير المجريين من تنظيم أنفسهم وفرض نوعاً من النظام في الجيش المجري وصمدوا لفترة أطول، وفي القتال المتلاحم اليدوي، لم يكن للأسلحة النارية دور يذكر، وانتهت المعركة الدامية سريعاً بتدمير كامل للمشاة المسيحيين.
سقط عشرة آلاف من المشاة المجريين قتلى في الميدان، وذلك وفقًا لبعض التقديرات.

### تأثير الهجوم على الجناح الأيسر
ترك هجوم توموري غير المتوقع الجناحَ الأيسرَ بقيادة بطرس پيريني، حارس تاج المجر المقدس، عاجزًا عن ممارسة أي تأثير فعال على المعركة. كما أنه ليس من الواضح ما إذا كان پيريني قد تلقى الأمر بالهجوم من توموري أو أنه قرر بنفسه مهاجمة فيلق الأناضول العثماني. والأمر المؤكد هو أنه عندما بدأ سلاح الفرسان الثقيل في الجناح الأيسر المجري هجومه، كانت جنود الإنكشارية من فيلق الأناضول قد اتخذوا مواقعهم بالفعل في تشكيل المعركة عند سفح المصطبة واستقبلوا المجريين بنيران كثيفة من بنادقهم. أدت سلسلة الطلقات إلى تقليص حجم فرقة بطرس پيريني وإضعافه بصورة ملحوظة، والتي كان افتقارها إلى المشاة المُسانِدة سبباً في فشل هجومه. تراجع سلاح الفرسان المجري بفعل الطلقات والنيران الكثيفة، وأعاد تنظيم صفوفه عدة مرات ولكنه لم يتمكن من اختراق الجدار الصلب للإنكشارية، وذلك وفقًا للمصادر العثمانية. وفي النهاية، كما هو الحال مع بقايا الجناح الأيمن بقيادة فيرينتس باتياني، اضطرت فرسان المجر إلى التخلي عن هذا النضال اليائس.
فقد المؤرخ أسطفان بروداريتش صوابه تمامًا عندما بدأت المدافع تدوي واضطر لمصارعة حصانه الذي جُنّ عند سماع صوت إطلاق النار، فأَسقَطَ الرعب الذي استولى عليه، على الجيش المجري بأكمله، ومن هذه النقطة فصاعدًا، يمكن أخذ روايته بتحفظ كبير. على سبيل المثال، لم يذكر شيئًا عن مشاركة المشاة والجناح الأيسر، كما لا توجد معلومات محددة كافية من المؤرخين العثمانيين أيضًا.
تشير المصادر العثمانية إلى أنه بمجرد إحباط هجوم قوات الاحتياط المجري، استمر المجريون المهاجمون بالتوجه إما نحو اليمين أو اليسار مبتعدين عن قلب الجيش العثماني. ذُكر في كتاب «تواريخ آل عثمان» للمؤرخ العثماني الصدر الأعظم لطفي پاشا زوج شاه سلطان أخت السلطان سليمان القانوني، والمجلد الخامس من كتاب تاريخ "شاهنامة آل عثمان"، المُخصص باسم "سليمان نامه"، وهو كتاب مصوَّر كتبه فتح الله عارف چلبي بالشعر الفارسي، أن قوات الملك لويس الثاني توجهت نحو جيش الروملي. ولكن المؤرخ العثماني ورجل الدولة جلال زاده مصطفى چلبي (1490م-1567م) الذي كان من أهم مؤرخي الدولة في عهد السلطان سليمان القانوني، وكذلك المؤرخ كمال پاشا زاده (ت. 1535م)، أوردا أن المجريين توجهوا نحو جيش الأناضول. كلتا الروايتين صحيحة على الأرجح، وذلك بأن قوات الاحتياط بعدما انقسمت، واصلت هجومها في كلا الاتجاهين.
توفر المصادر العثمانية سردًا مفصلًا إلى حد ما للهجوم الذي شنه الجناح الأيسر بقيادة بطرس پيريني الذي لم يتمكن من شن هجومه إلا بعد ظهور جيش الأناضول. تحمل جنود الإنكشارية وطأة القتال هنا، وأفنوا صفوف المجريين بوابل من الرصاص القاتل. قاتل الجناح الأيسر بكفاءة عالية: كتب المؤرخ العثماني لطفي پاشا أنه «استمر في القتال لفترة طويلة»، وأضاف المؤرخ العثماني فردي (وُلد: 1515م)  الذي كتب "سليمان نامه"، أن المعركة حُسمت فقط بعد «بضع هجمات وتراجعات». ومع ذلك، لم تكن هناك فرصة للنجاح على القوات العثمانية المتفوقة، والمعركة كانت محكوم عليها بخسارة المجر.
قاتل مشاة المجر المرتزقة الأقوياء ذوو الخبرة في مركز الجيش لأطول فترة في المعركة، فقد كانوا يعرفون جيدًا أنهم لن يجدوا مكانًا للاختباء من فرسان العثمانيين بالهرب، ويبدو أنهم قاتلوا في تشكيل يُشبه المربع أو المستطيل، ربما لأنهم كانوا محاصرين بالفعل من قِبل العثمانيين من جميع الجهات، وهلكت مشاة المرتزقة تقريبًا حتى آخر رجل.

## نهاية المعركة
كان من المعتاد في بروتوكول التشريفات العثماني بعد كل انتصار أن يقوم كبار المسؤولين في الدولة والجيش بتقديم التهاني للسلطان في ساحة المعركة. بل إنه كانت تُجهَّز خيمة خاصة وعرش، وما إلى ذلك لهذا الغرض.
وكان من عادة الانتصارات العثمانية أن يتم منح مكافآت مالية ضخمة للقادة العسكريين بحسب منازلهم، وهذه المكافآت كانت تشمل الجنود العاديين أيضًا، سواء كانت من الغنائم أو مكافآت مالية وهبات، فقد كانت مصدرًا رئيسيًا ومُهمّاً للثروة للجنود بعد الانتصارات السابقة.

### احتفالات النصر العثمانية
أقيمت احتفالات النصر في المعسكر العثماني حتى الصباح، وفي صبيحة اليوم التالي تجوَّل السلطان سليمان برفقة وزرائه وقادة جيشه في ساحة المعركة التي غدت إبادة حقيقية. فَقَدَ الجيش المجري 20 ألفا من جنوده، إلى جانب 4,000 فارس، وأكثر من 1,000 نبيل من بينهم سبعة أساقفة وثمانية وعشرون بارونًا، وكان الملك لويس الثاني من بين الكثير من القادة البارزين الذين فقدوا حياتهم.  لاحظ المؤرخون العثمانيون حجم الخسارة، وقد أوردت أحد المصادر أن السلطان سليمان كان مندهشًا من إرسال قوة صغيرة كهذه لمواجهته.
وفي هذه الأثناء توجه سبعة رُسُل مع رسائل النصر نحو كل من إسطنبول وإدرنة وبورصة وقرمان والشام ومصر وديار بكر وحلب. وعلى إثر ذلك تقرر التحرك باتجاه "بدون"، وتقدم السلطان سليمان بجيشه إليها حتى وصلها في الثاني عشر من شهر أيلول فاستسلمت دون قتال. ومع وصوله توجهت إليه هيئة من أعيان المدينة لتقدم إليه مفاتيحها، فمكث فيها عشرة أيام مقيماً في قصر الملك وقد أقيمت الاحتفالات في "بدون" عاصمة المجر بمناسبة العيدين، فقد توافق هذا الانتصار المبارك مع عيد الأضحى المبارك. وتجول السلطان برفقة الصدر الأعظم في المدينة وعبر نهر الطونة لينتقل إلى پشته (بوداپست) فوق الجسر الجديد الذي بُني على نهر الطونة.

### توزيع الغنائم والمكافآت
في اليوم التالي، 31 أغسطس/آب الموافق 23 ذو القعدة، نُصبت خيمة مزينة رائعة باللون الأحمر كانت تعرف باسم "الخيمة السُلطانية" أو "الخيمة الهمايونية" ، حيث جلس السلطان سليمان على عرشه واستقبل تهاني الوزراء والقادة العسكريين، وأعطاهم مكافآت ثمينة وحِصصًا من غنائم النصر بحسب مراتبهم.

### دفن جثث قتلى المعركة
في 1 سپتمبر/أيلول، دفن العثمانيون ما بين 30 إلى 50 ألف جثة تحت سهل موهاكس، بما في ذلك الخسائر العثمانية. عُثر حتى الآن على ما بين 600-800 جثة منهم فقط، معظمهم في محيط قرية ساتورهيلي ، على بُعد مسافة تتراوح بين 4 إلى 5 كيلومترات من ساحة المعركة الفعلية.
يُتوقع بطبيعة الأمر أن تكون جثث القتلى مدفونة تحت سفح مصطبة موهاكس حيث دارت المعركة، وأن تكون في نحو أربعة مقابر جماعية بطول 700 متر تغطي منطقة كبيرة، ولكن لم يتم البحث عن تلك المقابر حتى الآن. كانت الاكتشافات المذكورة لبعض القبور نتيجة العثور على هياكل عظمية أثناء حرث الأرض للزراعة في محيط قرية ساتورهيلي. لكن الحال مختلف بالنسبة للمدفونين في ساحة المعركة نفسها لأنه، على الرغم من أن الحقول تُزرع هناك أيضًا، إلا أن التضاريس مغطاة بطبقة أرضية نتيجة تآكل المصطبة عبر السنين وتساقطها على السفح؛ وحتى الحرث العميق للأرض الزراعية لن يصل إلى القبور.
على النقيض من المعلومات الواردة من المصادر العثمانية، كتب أسطفان بروداريتش أن التي دفنت جثث قتلى المعركة هي النبيلة المجرية كانيجاي دوروتيا  أرملة "بالاطين المجر" الأسبق بطرس جريب  وأرملة زوجها الثاني "بالاطين المجر" إمري پيريني  والد قائد المعركة بطرس پيريني حارس التاج المجري المقدس وڤويْڤود ترانسيلڤانيا، ووالد فيرينتس پيريني  أسقف ڤاراد  (أوراديا حاليا)، الذي قُتل في معركة موهاكس، وهو شخصية تاريخية معروفة في المجر.
لا يوجد سبب للشك في صحة ما ورد في المصادر العثمانية، "سليمان نامه"، عن دفن العثمانيين لكل قتلى المعركة قبل النزوح من أرض موهاكس؛ لذلك يُفترض أن كانيجاي دوروتيا دفنت جثث الذين ماتوا لاحقاً بعيدًا عن ساحة المعركة، وخاصة لأن دوروتيا كان يمكنها الوصول إلى موهاكس بعد عدة أسابيع فقط من نهاية المعركة. وعلى الأغلب أن من دفنتهم دوروتيا كانوا من الجرحى المجر الذين جرّوا أنفسهم بعيدًا ثم توفوا لاحقا بعد أيام من انتهاء المعركة، وخاصة الغرقى في المستنقعات الذين عُثر على جثثهم بعد فترة طويلة من مغادرة الجيش العثماني عندما انحسرت المياه. إذ أنه من المؤكد أن الجثث التي اكتُشفت في القبور الجماعية، قد دفنها العثمانيون بالفعل بدليل أن الجثث المكدسة فوق بعضها تشير إلى عدم اتباع مراسم الدفن المجرية بسبب الأعداد الهائلة من القتلى ومجهود حفر وشق القبور خلال يوم أو اثنين.
يرى عالم الأنثروبولوجيا أسطفان كيسلي  (1932م-2012م)، أن أعداداً كبيرة من الجثث وُضعت في القبور قبل أن تلين صلابة أجسامهم المتيبسة، وإن جثة المتوفى تظل متيبسة لمدة 24 إلى 48 ساعة من الوفاة قبل أن تبدأ في التلين، ويستدل بهذا على أن العثمانيين احترموا الأموات ودفنوا كل القتلى في أرض المعركة فور انتهاءها ولم يتركوهم في العراء ويذهبوا.

### إعلان المسير لفتح عاصمة المجر
بعد هذا الانتصار العظيم، انعقد مجلس الديوان في يوم 1 سپتمبر/أيلول الموافق 24 ذو القعدة وتقرر فيه السير نحو "بدون" عاصمة المجر.
أورد جلال زاده كاتب السلطان سليمان في مدونته: «تقرر المسير نحو "بدون"». كان الأمر يتعلق بتنظيم التقدم وإصدار التعليمات ذات الصلة، إذ أن فتح "بدون" عاصمة المجر كان أحد أهداف الحملة منذ البداية.
قُطعت رؤوس الأسرى الذين بلغ عددهم نحو 2,000 رجل، ورُفعت رؤوس بولس توموري وقادة آخرين على الرماح وحُملت في موكبٍ في معسكر العدو ليراها الجميع ويتأكدوا من مقتل قادة المجر وانتهاء المعركة؛ ويُقال أنه في وقت لاحقٍ غُرِست تلك الرماح في الأرض أمام خيمة السلطان.
أشاد العثمانيون ببراعة توموري العسكرية، وتُظهر سطور المؤرخ العثماني شيخ الإسلام كمال پاشا زاده عن هذا الاحترام: «كان الأذكى والأشجع بين الأشرار هو القائد الأعلى للملك المنهار والتعيس، بولس توموري، وهو قائد مشهور في تلك البلاد والقائد الثاني في ساحة المعركة. كان مثل الحديد المطروق، كلما تلقى المزيد من الضربات أصبح أقوى. لو لم يُقتل مثل كلب مسعور، لكان من الممكن أن يُبعث من جديد. عندما أطلق هجومًا، مثل فيضان النيل، كان يصيح مثل فيل غاضب، حتى أن النمور والأسود كانت ستتجنبه».
أُرسلت فِرق من فرسان الآقنجية العثمانية إلى جميع أنحاء البلاد للقضاء على أية مقاومة محتملة، غير أن هناك روايات متفرقة تفيد بأنه قد تم منع الآقنجية من أخذ الأهالي أسرى.

### التحرك من موهاكس إلى عاصمة المجر
في 6 سپتمبر/أيلول تجاوزوا مقاطعة تولنا وراءهم.
 
وصل السلطان سليمان القانوني إلى "بدون" في 11 سپتمبر/أيلول وتفقد المدينة في اليوم التالي، ثم بدأت أعمال بناء جسر فوق نهر الطونة (الدانوب) في 13 سپتمبر/أيلول.
 
في 14 سپتمبر/أيلول دُمّر حصن پيليشماروت، شَمال "بدون" .
 
تم الانتهاء من بناء الجسر فوق نهر الطونة في 19 سپتمبر/أيلول وبدأ عبور الجيش العثماني نهر الطونة على الفور.

استراحت القوات العثمانية المنتصرة في ساحة المعركة لمدة ستة أيام بعد المعركة، دفنوا خلالها قتلى المعركة دفناً جماعياً. وبعد مرور يومين على المعركة، في 31 من أغسطس/آب 1526م الموافق 23 من ذي القعدة 932 هـ، نظَّمَ الجيش العثماني استعراضًا أمام السلطان سليمان، وأدى له التحية وهنَّأه، وقام القادة، بدءًا من الصدر الأعظم، بتقبيل يد السلطان.
ثم أحرق الجيش العثماني بلدة موهاكس قبل أن يتوجه في اليوم السابع إلى العاصمة المجرية "بدون"، بسبب دوافع عسكرية.
يُرجَّحُ أن التواريخ المذكورة في يوميات "سليمان نامه" تشير فقط إلى مغادرة السلطان وحراسه في 2 سپتمبر/أيلول بعد قضاء الليلة في موهاكس، وأنهم تحركوا في اليوم التالي شَمالًا في أرض المجر. وفي 6 سپتمبر/أيلول، عبروا مقاطعة تولنا وتركوها وراءهم، وفي غضون ذلك أمر السلطان بإعدام الأسرى الذكور الذين أُسروا منذ المعركة، وإطلاق سراح النساء.
ثم واصل الجيش تقدمه شمالًا على امتداد الضفة الغربية لنهر الطونة، حتى وصل إلى مدينة "بدون" عاصمة المملكة المجرية، فدخلها في 10 سپتمبر/أيلول 1526م الموافق 3 ذو الحجة سنة 932هـ. وقد دخلوا المدينة وقصر الملك المجري في أيام عيد الأضحى، بينما كان الجيش قد احتفل بعيد الفطر سابقًا أثناء حملته في بلغراد.

### سرعة تقدم القوات العثمانية
بعد انتهاء معركة موهاكس، سلك السلطان سليمان بجيشه نفس الطريق الذي سلكه جيش الملك لويس الثاني من بودين إلى ساحة المعركة.
كان الجيش العثماني يقطع ما بين 22 إلى 25 كيلومترًا يوميًّا، مما يعني أن المسافة بين موهاكس وبودين، والتي تُقدّر بـ192 إلى 195 كيلومترًا، كان يمكن اجتيازها في ثمانية أيام. غير أنهم لم يبلغوا بودين إلا في اليوم العاشر الموافق 11 سبتمبر 1526م، بسبب توقفهم للاستراحة في اليوم الثاني من المسير.

### هروب الملكة من العاصمة
عندما وصلت أخبار كارثة موهاكس إلى "بدون" في 30 أغسطس/آب، غادرت الملكة ماري هابسبورغ ملكة المجر، زوجة الملك المقتول في المعركة لويس الثاني، وحاشيتها المدينة على الفور، وتبعهم البورغيون الألمان والمجريون (البورغيون: مواطنون متميزون برتبة أو لقب في المدن الأوروپية في العصور الوسطى وحتى أوائل العصر الحديث).

### اليهود يسلمون مفاتيح العاصمة إلى السلطان
مع فرار الملكة ماري والنبلاء ورجال الدولة والسكان المحليون المسيحيون من المدينة، بقي اليهود فقط في المدينة. توجه وفد برئاسة "يوسف بن سليمان"  رئيس اليهود إلى بلدة فولدڤار وسلموا مفاتيح قلعة "بدون" إلى السلطان سليمان القانوني دون مقاومة. 
المصدر الرئيسي للأيام التالية هو المؤرخ جرجس سيريمي الذي كان كاهنًا في "بدون" في بلاط الملك لويس الثاني حتى مقتله في موهاكس، ثم أصبح كاهن بلاط الملك يوحنا زاپولياي الذي تولى حكم المجر بعده، كتب:
«وقعت المعركة على سهل موهاكس يوم الأربعاء، وفي اليوم التالي، الخميس، وصل أحد الخدم الألمان للملكة على عجل من الحرب؛ كان مرعوبًا للغاية لدرجة أنه لم يتمكن من اجتياز البوابة... ركبت الملكة ماري (يقصد: ماري هابسبورغ) بعيدًا عن قلعة "بدون" مع خمسين فارسًا، عبر بوابة لوغود (Logod)، مع سيدات البلاط. كل واحدة منهن كانت تحمل مشعلاً مضاءً في يدها. توقفت الملكة عند لوغود لانتظار خازنها القادم من المدينة... ذهب جميع الألمان في "بدون" معهم، كما لاحظنا من نافذتنا. لم يتحرك المجريون، لأنهم أمة تحب البقاء في المنزل ولا يفهمون سوى اللغة المجرية، علاوة على ذلك، وثق سكان "بدون" وپشته في الڤويڤود يوحنا (يقصد: يوحنا زاپولياي). ولكنه كان مترددًا، متقاعسًا، عند نهر تيسا... كانت جماهير "بدون" وپشته تنتظر مجيء الڤويڤود يوحنا ليُخلِّصِهَا، لأنه كان سيؤمن لهم الحماية؛ لكن الڤويڤود لم يُمنح لهم، سواء أكان ذلك من الله أو الشيطان، لا أدري. عندما علم سكان "بدون" وپشته بذلك، بدأ الجميع في الاستعداد للسفر لإنقاذ حياتهم. الذين كانت لديهم أقدام فروا أينما استطاعوا... نصب إمبراطور الأتراك (يقصد: السلطان العثماني سليمان القانوني) معسكرًا في كيلينفولد (حيّ يقع في الجزء الجنوبي من "بدون"). لم يبق في "بدون" سوى الفقراء، العرجان، المكفوفين، والمرضى. الذين لم يتمكنوا من وضع أيديهم على حصان أو عربة اضطروا للبقاء في "بدون". كان هناك تاجر من "بدون" يعمل كوسيط بين المجريين والأتراك (العثمانيين) ونجح في الحصول على رحمة للمسيحيين من الإمبراطور (يقصد: السلطان سليمان القانوني)؛ علاوة على ذلك، أعطاه الإمبراطور عشر قطع ذهبية كهدية. دخل الإمبراطور (السلطان سليمان) إلى "بدون" وحكم منها، وانتظر بها لمدة ستة عشر يومًا. ثم عقد اجتماعًا مع مستشاريه، لمناقشة ما إذا كان ينبغي حرق القلعة أم لا. أخبره مستشاروه بعدم إشعال النار في القلعة، ولكن يجب حرق مدينة "بدون" حتى تتذكر جميع الأمم أن إمبراطور الأتراك كان هنا. ترك (السلطان سليمان) القلعة لتبقى عاصمةً له».
أرسل أهالي مدينة "بدون" عاصمة المجر مفاتيح المدينة إلى السلطان، فاستلمها وسار يحفُّ به النصر ويحدوه الجلال حتى وصل إلى مدينة "بدون"، ودخلها في 3 ذي الحجة سنة 931 هجرية الموافق 10 سپتمبر/أيلول سنة 1526م، مشدِّدًا الأوامر على الجنود بعدم التعرُّض للأهالي والمحافظة على النظام، لكن لم تُجدِ تنبيهاته شيئًا، بل انتشرت الجنود في جميع أنحاء المدينة وفي جميع أرجاء بلاد المجر ناهبين قاتلين مرتكبين كلَّ الفظائع التي ترتكبها الجيوش غير المنتظمة عقب الانتصار.

### فتح عاصمة المجر
وصل السلطان سليمان إلى "بدون" في 11 سپتمبر/أيلول وتفقَّد المدينة في اليوم التالي، ثم بدأت أعمال بناء جسر فوق نهر الطونة في 13 سپتمبر/أيلول.
في 14 سپتمبر/أيلول، كتب أمين سر السلطان سليمان في تدوينة هذا اليوم: «كان هناك حصن عظيم قريب، لذا أُرسل 500 إلى 600 من الإنكشارية إلى هناك في وقت مبكر من الصباح مع بعض المدافع و5 إلى 10 آلاف من الفرسان».
ثم كَتَبَ في تدوينة اليوم التالي: «بعد تدمير الحصن العظيم، جمعوا غنائم المعدات والبضائع الموجودة فيه، وأخذوا الرجال أسرى». لابد أن يكون الحصن المشار إليه هو المعسكر الذي بناه سكان العاصمة الهاربون في پيليشماروت ، وهي قرية تقع شمال بوداپست على الضفة اليُمنى لنهر الطونة.
يصف بروداريتش هذا الحصار المعنيّ: «لم يجد العدو الطليق في أنحاء المجر مقاومة جادة في أي مكان، إلا في ماروت (بالمجرية: Marot) (يقصد: پيليشماروت)، القريبة من ازترغوم (بالمجرية: Esztergom)، التي فرّ كثير منّا بالآلاف إليها مع  نسائنا وأطفالنا، معتمدين على الحماية الطبيعة فيها. وأخيرًا، نظرًا لأن العدو (يقصد العثمانيين) كان غير قادر تمامًا على الاستيلاء على معسكرنا المحصّن بالعربات، اضطر إلى جلب المدافع فتمكن من تفجيره وقتل جميع الموجودين بداخلها تقريبًا حتى الرجل الأخير. وإذا حسبنا جميع الذين قُتلوا وأُسروا، فأجرؤ على القول أن زهاء 12 ألف شخصًا قد لقوا حتفهم في هذه الكارثة».
استقر السلطان سليمان القانوني في القصر الملكي المجري في "بدون"، وزار أيضًا القصر المخصص للصيد، نظرًا لاهتمامه الشديد بهذه الهواية. وبعد أن قضى عيد الفطر السعيد في بلغراد، أمضى عيد الأضحى المبارك في "بدون".
نُقلت الأشياء الثمينة من القصر الملكي وحُملت على السفن لنقلها إلى القسطنطينية. وصف كمال پاشا زاده جمع الغنائم من القصر: «جَمَعَ (أي السلطان سليمان القانوني) الغنائم الثمينة جدًا ونتاج انتصاره من القصر الجميل للملك الفاسد، الذي كان أشبه بحديقة مزينة بالأزهار والفاكهة. وفي الخزانة والترسانة المملوءة عن آخرها بالأسلحة والعتاد والمخازن، جمع كل ما وجده من الغنائم الثمينة وغير الثمينة، وحملها على السفن بأكبر قدر من العناية وأرسلها إلى مدينة بلغراد، ومن هناك حملها إلى عاصمة دولة المؤمنين الصادقين على ظهر النهر الضخم».
وبذلك، فتح العثمانيون عاصمة المملكة المجرية دون أن يُسفك فيها دم.

### السلطان يعين زاپولياي ملكًا على المجر
أثناء وجود السلطان في مدينة "بدون"، جمع أعيان القوم وأمراءهم ووعدهم بأن يُعيِّنَ يوحنا زاپولياي أمير ترانسيلڤانيا ملكًا عليهم.
مكث السلطان في المدينة ينظم شئونها، وتُوِّجَ يوحنا زاپولياي ڤويڤود ترانسيلڤانيا (إمارة الأردل) ليكون ملِكًا على المجر التي أصبحت تابعة للدولة العثمانية.
وخلال الأيام العشرة التي قضاها السلطان في "بدون"، نُقل كنز المملكة المجرية، إضافة إلى شمعدانين ضخمين من النحاس وثلاثة تماثيل ومكتبة الملك ماتياس كورڤين، فضلاً عن مدافع القلعة والقصر، بالسفن عبر نهر الطونة إلى إسطنبول.

### تأمين السكان ونقل المهاجرين من المجر
تدفق المجريون الطالبون للأمان من كلا الضفتين نحو "بدون"، فنُقل قسم من هؤلاء الذي أبدوا رغبتهم في أن يصبحوا من رعايا الدولة العثمانية على متن سفن نهر الطونة إلى داخل البلاد العثمانية إلى منطقة "يدي كوله"  في إسطنبول (حيّ الأبراج السبعة لأسوار القسطنطينية) فيما وُطِّنَ قِسم آخر منهم وهم اليهود في مدينة سالونيك. ومن جهة أخرى حملت السفن قسماً من خزينة الملك وذخيرة الجيش ومن ضمنها تماثيل برونزية لكل من هرقل وديانا وأپولو، أما الشمعدانان الكبيران البرونزيان اللذان أُحضرا، فقد عُلِّقا على طرفي محراب جامع آيا صوفيا علامة هذا النصر المبين. وأثناء استقبال السلطان لبعض نبلاء المجر في پشته، وَعَدَهُم بتنصيب حاكم الأردل يوحنا زاپولياي ملكاً على المجر.
ومن بين المدافع التي أُخذت من قلعة وقصر "بدون" ونُقلت إلى إسطنبول، يُروى أن هناك مدفعين كبيرين كان السلطان محمد الفاتح قد تركهما هناك عند فشل حصار بلغراد سنة 1456م / 860 هـ. وتُذكر رواية أخرى تقول إن هذه المدافع الكبيرة التي كان المجريون قد أخذوها من بلغراد لم تُنقل إلى إسطنبول بل أُعيدت لاحقًا إلى بلغراد.

### بناء الجسر وعبور الجيش إلىپشته
سُلّمت مفاتيح مدينة "پشته" المقابلة "لبدون" على الضفة الأخرى من نهر الطونة في اليوم نفسه أو في اليوم التالي إلى السلطان أثناء وجوده في "بدون"، ولكن هناك روايات متباينة حول ذلك الحدث. أورد المؤرخ العثماني "محمد همدمي صولاق زاده" (1592م–1658م) في عمله التاريخي المعروف باسم "تاريخ صولاق زاده" أن مدينة پشته لم تستسلم إلا بعد عشرة أيام، عندما عبر الجيش العثماني إلى الضفة الأخرى من نهر الطونة، ولكن من المرجح أن هذه الرواية تشير إلى عبور الجيش إلى پشته كإشارة رمزية على السيطرة الكاملة على المدينة.
كتب صولاق زاده عن فتح پشته: «لأن بودين (مدينة "بدون") مثل حصن راسخ، أصبحت ملحقًا ساميًا بممالك السلطان. وبعد ذلك، بأمر السلطان، أُرسل الپاشا القوي إلى (نهر) [دانوب|الطونة]] وفي غضون أسبوع واحد بنى جسرًا عظيمًا ومستقيمًا بطول تسعمائة وثمانين ذراعًا. وأُغلق طريق الناس بالسلاسل (لمنع المرور أو التنظيم). ومن كنائس بودين ("بدون")، أحضروا ناقوسًا كبيرًا ذي صوت مرتفع وعلّقوه بجانب الجسر. وعبر الجيش بأكمله عليه دون أن يتعثر أحد إطلاقًا. وبعد أن اكتمل بناء الجسر تمامًا، عبر الوزير المشار إليه، مقدَّم بلاد الروم، بكلربكيها (بكلربك الروملي)، مع جيشه وآلاف الإنكشارية وسائر الجنود الملتحقين، إلى الضفة المقابلة. وفي اليوم الثالث من شهر ذي الحجة، عبر السلطان وجيشه أيضًا من الجسر المذكور، إلى الجهة الشمالية من الطونة، إلى مدينة كانت مشهورة بين الناس باسم پُشته. ولما شرّف الجانب الآخر بأقدامه المباركة أيضًا (يقصد السلطان سليمان)، اضطر العدو المُحاصر داخل القلعة  إلى الاستسلام باختيارهم، إذ لم يعد أمامهم خيار آخر بسبب نفاد التدابير والإمدادات. فاستسلموا الحصن بإرادتهم، وبقي بعضهم في القلعة للاستيطان، بينما انسحب البعض الآخر وغادر.».
تم تسليم پشته بشرط عدم المساس بأرواح وممتلكات السكان، ولذلك مُنع الجيش العثماني من القيام بأي عمليات نهب أو تخريب. ومع ذلك، اندلعت الحرائق في الكاتدرائية الكبرى وحَيَّيْن من أحياء المدينة نتيجة بعض التصرفات الطائشة مما أثار استياء السلطان سليمان. فأمر الصدر الأعظم "إبراهيم باشا" بإخماد الحريق وإنقاذ باقي أنحاء المدينة، كما عاقب بعض المتسببين في الحريق.
بدأ بناء جسر عائم على نهر الطونة يوم الخميس 13 سپتمبر/أيلول الموافق 6 ذي الحجة لنقل الجيش من "بدون" إلى پشته على الضفة الأخرى عبر هذا الجسر، واستغرق بناء هذا الجسر العظيم سبعة أيام، وبلغ طوله نحو 980 ذراعًا.
بمجرد الانتهاء من بناء الجسر فوق نهر الطونة في 19 سپتمبر/أيلول، بدأ الجيش العثماني بعبور النهر على الفور إلى پشته؛ واستمر العبور ليلًا ونهارًا، وكان من الممكن أن ينتهي العبور بحلول 23 سپتمبر/أيلول لولا انهيار الجسر، ولحسن حظ العثمانيين، فقد بقي فقط الجزء الأصغر من الجيش على ضفة "بدون"، ولم يكن من الصعب نقلهم عبر النهر.
بقي السلطان سليمان في "بدون" مدة عشرة أيام كاملة، ثم رجع إلى الضفة المقابلة من نهر الطونة عبر الجسر المذكور ونزل في خيمته التي نُصبت أمام پشته ثم قرر السلطان العودة إلى إسطنبول مع جيشه.

### لقاء السلطان النبلاء المجريين
بعد أن مكث السلطان عشرة أيام في "بدون"، قضى ثلاثة أيام أخرى في پشته، وفي اليوم الرابع غادرها. تشير بعض الروايات إلى أن الرحيل بدأ يوم الثلاثاء 25 سپتمبر/أيلول الموافق 18 ذي الحجة.
وعلى الرغم من أنه أقام في خيمته خارج مدينة پشته، إلا أنه دخل إليها وقابل عددًا من النبلاء المجريين، وأبلغهم بأن المجر لن تُضم إلى الدولة العثمانية بوصفها مقاطعة عادية تقليدية، بل ستُدار كمملكة تابعة تحت حكم "يوحنا زاپولياي"، حاكم الأردل (ترانسيلفانيا).

## العودة إلى دار السلطنة العليَّة وفتح القلاع
بدأ الجيش طريق العودة من پشته جنوباً في طابورين اتخذا مسارين مختلفين. قاد السلطان سليمان القانوني الطابور الرئيسي، وقاد الطابور الثاني الصدر الأعظم إبراهيم پاشا الفرنجي الذي تحرك نحو سكدين عبر كتشكمت. وصل يوحنا زاپولياي، ڤويڤود ترانسيلڤانيا إلى سكدين وتحرك بالتوازي مع الجيش العثماني على طول الضفة اليسرى لنهر تيسا ووصل إلى فغيڤرنك تقريبًا يوم 25 سپتمبر/أيلول، ليقطع الطريق إذا ما هدد الجيش العثماني ترانسيلڤانيا. من المحتمل أن تكون مهمة إبراهيم پاشا العمل جناحًا للجيش الرئيسي ضد يوحنا زاپولياي على الجانب الآخر من نهر تيسا. وصل إبراهيم پاشا إلى سكدين في 29 سپتمبر/أيلول، وحصل الجيش على الطعام بوفرة.

ثم واصل جيش إبراهيم پاشا تقدمه نحو مقاطعة تیتل عبر مقاطعة زينتا، وهناك واجه مقاومة الفرسان الصرب بقيادة راديتش بوجيتش. ثم وصل إبراهيم پاشا إلى وارادين في 3 أكتوبر، حيث بدأ المهندسون على الفور في بناء جسر عبر نهر الطونة (الدانوب).

وبهذا، أصبحت هذه المنطقة تحت الحكم العثماني كدولة تابعة (المجر العثمانية)، مما أدى إلى تماسٍ مباشرٍ بين الدولة العثمانية والإمبراطورية الألمانية الواقعة تحت حكم أسرة هابسبورغ. ومع ذلك، بقيت بعض القلاع المجرية غير خاضعة للسيطرة العثمانية، بينما فُتحت بعضها أثناء عودة الجيش من پشته. وتُشير بعض الروايات إلى أن الحامية التي تركها السلطان في "بدون" غادرت مع الجيش، وأن حراسة "بدون" أُوكلت إلى أنصار يوحنا زاپولياي.
بعد أن حُسمت المعركة الكبرى وانتصر الجيش العثماني في موقعة موهاكس، بدأ السلطان سليمان القانوني يُرتب لعودة جيشه إلى ديار الدولة العثمانية. غير أن هذه العودة لم تكن مجرد انسحاب تقليدي، بل تحولت إلى مرحلة جديدة من الحملة العسكرية، اتخذ فيها الجيش مسارًا منظّمًا نحو الجنوب، مارًّا بمناطق استراتيجية وقلاع حصينة كانت لا تزال خارج السيطرة العثمانية.
وفي هذا السياق، أقام الجيش العثماني عدداً من الحصارات الناجحة، تمكّن خلالها من فتح قلاع ومراكز مهمة، مما أرسى مزيدًا من النفوذ العثماني في أراضي المجر. وقد أظهرت هذه المرحلة ما تميزت به القيادة العثمانية من حزم ودهاء عسكري، إذ جَعَلت طريق العودة نفسه امتدادًا للعملية العسكرية، توسيعًا للمكاسب وتثبيتًا للنصر.
هذا الفصل يعرض أبرز المحطات العسكرية التي مر بها الجيش أثناء رجوعه، مع تسليط الضوء على القلاع المفتوحة، وسير العمليات، والمغزى الاستراتيجي لهذه التحركات في إطار الحملة كلها.

### طابورپشتهوطابورسكدين
غادر السلطان سليمان مدينة پشته في 27 سپتمبر/أيلول 1526م عائداً بمحاذاة نهر الطونة.
تحرك الجيش من پشته جنوبًا في طابورين. لا يُعرف المسار الدقيق للطابور الرئيسي الذي قاده السلطان سليمان، ولكن من المحتمل أنه سار بالتوازي مع نهر الطونة، أو بالأحرى مع ضفافه الموحِلة.
أما الطابور الآخر بقيادة إبراهيم پاشا، الصدر الأعظم، فقد سار نحو سكدين عبر كتشكمت  وهي مقاطعة في الجزء الأوسط من المجر جنوب بوداپست. من المحتمل، رغم أن المصادر العثمانية لم تذكر ذلك، أن تكون مهمة إبراهيم پاشا كانت العمل جناحًا للجيش الرئيسي المواجه ليوحنا زاپولياي ڤويڤود ترانسيلڤانيا على الجانب الآخر من نهر تيسا.
من المُعتقد أن زاپولياي قد وصل إلى سكدين نحو 3 أو 4 سپتمبر/أيلول وليس في يوم المعركة كما يزعم البعض، فقد تحرك بقواته بالتوازي مع الجيش العثماني، وتقدم شمالًا على طول الضفة اليسرى من نهر تيسا ووصل إلى فغيڤرنك  بوسط المجر تقريباً يوم 25 سپتمبر/أيلول، ولا بد أن هدفه كان قطع الطريق إذا ما قرر الجيش العثماني تهديد إمارة الأردل (ترانسيلڤانيا) التي يحكمها.
وصل إبراهيم پاشا إلى سكدين في 29 سپتمبر/أيلول، وكان المسير صعبًا للغاية إذ اضطُّر الجيش لمواجهة نقص في المياه والطعام، وسقطت الحيوانات الحاملة للأثقال على جوانب الطرق. تغير الوضع في منطقة سكدين المزدهرة، وكُتب في مذكرات "سليمان نامه" أن «الجيش حصل على الدقيق والقمح والشوفان والعلف وغيره من الطعام بوفرة».

### فتح قلعةسكدين- 28 سپتمبر
كانت هذه البلدة الواقعة على نهر تيسا قد هجرها سكانها وفرّوا منها، فدخل العثمانيون قلعتها على الفور يوم الجمعة 28 سپتمبر/أيلول الموافق 21 ذو الحجة.
ولهذه البلدة رمزية تاريخية في خيانة الدولة البابوبة ومملكة المجر، إذ أن معاهدة "صُلح سكدين" القاسية عام 1444م بين الدولة العثمانية ومملكة المجر قد وُقِّعت هنا في مدينة سكدين بعد بعض الهزائم التي تعرض لها السلطان مراد الثاني في أواخر فترة حكمه الأول، ولكن حدث أن نقض ڤلاديسلاڤ الثالث ملك المجر المعاهدة سراً وغدراً خلال أيام بدون إعلام العثمانيين وخرج بجيشه وحلفاءه رغم قَسَمِهِ على الإنجيل باحترام المعاهدة مدة عشر سنوات، مما تطور إلى الأحداث التاريخية لمعركة ڤارنا عام 1444م وانتصار العثمانيين نصرا حاسماً على تحالف قوات صليبية أوروپية والقضاء عليهم، وقَتْل الإنكشارية للملك الشاب الخائن ڤلاديسلاڤ الثالث بعد تهوره في المعركة، وقَطْع رأسه.

### فتح مدينةباچوكنيستها - 29 سپتمبر
يُشار إلى قلعة باچ في المصادر العثمانية المنقولة إلى التركية الحديثة بالأحرف اللاتينية، بأسماء "Bac" و"Baç" و"Baçka".
تحصن المدافعون عنها مع النساء والأطفال في إحدى الكنائس وحاولوا المقاومة، لكنهم هُزموا في غضون يوم واحد وتم أسرهم وفتح القلعة يوم السبت 29 سپتمبر/أيلول الموافق 22 ذو الحجة.
ويبدو أن الجسم الرئيسي للجيش قد واجه مقاومة جادة في منطقة باچ  واضطر إلى السيطرة على المدينة بالقوة.
أفادت مذكرات "سليمان نامه" بأن العثمانيين ظفروا بسبعين ألف خروف من الغنائم.

### مقاومة الفرسان الصرب - 2 أكتوبر
من سكدين، واصل جيش إبراهيم پاشا تقدمه نحو مقاطعة تيتل  عبر مقاطعة زينتا ، وفي هذه المنطقة، واجه مقاومة الفرسان الصرب بقيادة راديتش بوجيتش. كان راديتش بوجيتش نبيلاً صربياً وقائداً عسكرياً لعب دوراً هاماً في مقاومة الفتوحات العثمانية في منطقة البلقان، وخاصة خلال المعارك التي حاولت فيها القوات الصربية الدفاع عن أراضيها من التوغلات العثمانية. يُرتبط اسمه غالباً بالنضالات التي خاضها الصرب خلال هذه الفترة المضطربة من تاريخهم. أصبح راديتش بوجيتش ديسپوت الصرب في العام التالي 1527م.
تُشير تدوينات "سليمان نامه" بتاريخ 2 أكتوبر/تشرين الأول إلى: «لقد أُبلغ أن شخصًا ملعونًا يُدعى "راديش المجنون" أَسَرَ ما بين 300 إلى 400 شخص من سكان المنطقة، وذَبَحَ نحو 500 آخرين؛ وفي المجمل يَقطع الطرق ويَقُتل أو يَأسر القادمين من أي اتجاه كان».

### مناوشات المجريين
ظهر أيضًا بطرس پيريني حارس التاج المجري المقدس وڤويْڤود ترانسيلڤانيا الذي فر من المعركة؛ ويبدو أنه تتبع آثار الجيش العثماني، وكان يناوش مؤخرة الجيش، ويأسر كشافته والمتأخرين.
أرسل إبراهيم پاشا له الغازي خسرو بك الذي استدرج قوات پيريني إلى كمين أسفر عن أسر ستة جنود وقتل بعض الجنود الآخرين.

### فتح قلعة مجالينه - 5 أكتوبر
تقع منطقة مجالينه، التي يُشار إليها في المصادر العثمانية المنقولة بالحروف اللاتينية باسم "Becne" و"Beçne" و"Baçna"، بين قلعتي "باچ" و"واراداين"، وهي منطقة منخفضة مُحاطة بالمستنقعات، لجأ إليها آلاف من النبلاء والجنود المجريين مع عائلاتهم وممتلكاتهم الثمينة، وحوّلوها إلى معسكر مُحصَّن، مستفيدين من طبيعتها الجغرافية.
أبدى المجريون مقاومة شديدة، ودافعوا عن أنفسهم ببسالة، مما تسبب في خسائر كبيرة للجيش العثماني. بل إن بعض القادة العثمانيين البارزين، مثل أغا الإنكشارية "شجاع آغا" ورئيس مدربي كلاب الحرب ورئيس الجاويشية والكثير من رؤساء المشاة وغُزاة الحرب وقادة آخرين، استشهدوا في هذه المعركة العنيفة. تشير بعض المصادر الغربية إلى أن خسائر الجيش العثماني في هذا اليوم كانت مساوية لخسائره في معركة موهاكس، كما أن الخسائر المجرية كانت مرتفعة للغاية.
وبالنهاية، انهزم المجريون وأُسر عدد كبير منهم، كما حصل الجنود العثمانيين على غنائم كثيرة، وكان ذلك في 5 أكتوبر/تشرين الأول الموافق 28 ذو الحجة.
ونتيجة لهذه الانتصارات، تمكن الجيش العثماني الذي أنهى فعلياً مملكة المجر، من التقدم على طول نهر الطونة نحو إسطنبول.

### وصولوارادينوبناء الجسر - 8 أكتوبر
وصل إبراهيم پاشا من تيتل إلى وارادين في 3 أكتوبر/تشرين الأول، حيث شرع المهندسون على الفور ببناء جسر عبر نهر الطونة.
وصل السلطان سليمان إلى وارادين في 7 أكتوبر/تشرين الأول، ثم اكتمل الجسر وصار جاهزًا في اليوم التالي 8 أكتوبر/تشرين الأول، وبدأ الجيش العبور في نفس اليوم.
وصل السلطان إلى سلانكامين  في 9 أكتوبر/تشرين الأول 1526م.

### العودة إلى بلغراد "دار الجهاد" - 10 أكتوبر
بعد تمكن السلطان سليمان من السيطرة على قلاع سكدين وباچ  وتيلَك  في طريق عودته، وصل إلى بلغراد، "دار الجهاد" ودخلها في 10 أكتوبر/تشرين الأول.

### العودة إلى اسطنبول - 23 نوڤمبر
وعاد السلطان إلى عاصمة بلاده بعد أن ضم المجر إلى الدولة العثمانية وتقلص نفوذ الملك الإسپاني شارلكان. وفي أثناء عودته أقام أسبوعًا في مدينة إدرنة، ووصل إلى مدينة اسطنبول المحمية في 17 صفر سنة 933 هجرية الموافق 23 نوڤمبر سنة 1526م.
بذلك، أدت معركة موهاكس إلى إنهاء استقلال المملكة المجرية، وإخضاعها للنفوذ العثماني، مما أدى إلى تغييرات جيوسياسية كبيرة في وسط أوروپا، وجعل العثمانيين في مواجهة مباشرة مع آل هابسبورغ.
وهكذا اختُتمت حملة المجر.

## النتائج العسكرية والسياسية
في هذه المعركة الهامة، لم تؤدِّ الغلبة العددية للجيش العثماني وحدها إلى نصر حاسم، بل أسهم الفهم التكتيكي أيضًا في تحقيق النجاح القطعي؛ إذ إن القوات المجرية، التي كانت تعرف الأرض جيدًا وسبقت إلى احتلال أنسب موقع، حاولت أن تصل إلى نتيجة من خلال شن هجمات متفرقة على الجيش العثماني الذي لم يكن موقعه الجغرافي مناسبًا، لكنها وقعت في طوق محكم خلال وقت قصير وتعرّضت لهزيمة ساحقة. وأثناء هرب ملك المجر مع قسم آخر من جنوده، غرق في مستنقع ومات، لكن وفاة ملك المجر أدت إلى بروز مسألة وراثة جديدة.

### نهاية استقلال المجر
كانت معركة موهاكس من المعارك النادرة في التاريخ، إذ هُزم أحد طرفيها على هذا النحو من مصادمَة واحدة وفي وقت قليل لا يتجاوز ساعتين، وترتب عليها ضياع استقلال المجر بعد ضياع جيشها على هذه الصورة في هزيمة مروعة.
مثّلت المعركة نقطة فاصلة في تاريخ المملكة المجرية، إذ لم تقتصر نتائجها على الهزيمة العسكرية الساحقة فحسب، بل مهّدت الطريق لنهاية استقلال المجر وكيانها السياسي المستقل، ودفعتها إلى مرحلة جديدة من التبعية والنزاع بين القوى الكبرى في المنطقة، وعلى رأسها الدولة العثمانية والنمساوية. ففي أعقاب المعركة، دخلت المجر مرحلة انقسام وصراع داخلي، سرعان ما تطورت إلى نظام حكم تابع وتحالفات فرضتها موازين القوى الجديدة في وسط أوروپا.

### تقسيم المجر

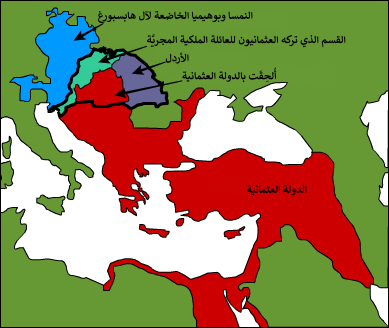
تمثيل بصري يُقرّب نتائج معركة موهاكس السياسية من خلال خارطة توضح التقسيم السياسي لمملكة المجر بعد هزيمتها في المعركة إلى ثلاث أجزاء: مملكة المجر والأردل والجزء الذي ضمته الدولة العثمانية.هذه الخريطة تحليلية تمثيلية ولا تُعد وثيقة رسمية عثمانية أو أوروپية، وإنما تهدف إلى توضيح أثر المعركة على الخريطة السياسية في المنطقة بشكل مبسط وميسر.

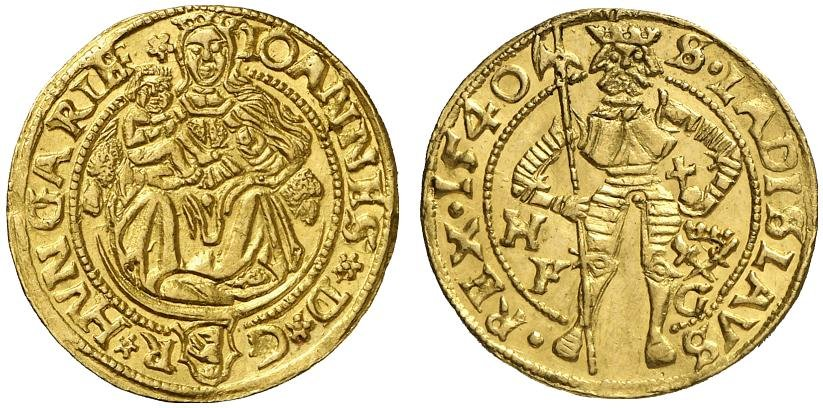
عملة ذهبية ضُربت باسم ملك المجر الجديد يوحنا زاپولياي.

بسبب رعونة أسطفان باتوري إلى حد كبير، خاض الجيش المجري معركة موهاكس بطريقة خرقاء لدرجة أنها انتهت بكارثة. تمكن أسطفان باتوري من الفرار وأصبح بعد المعركة في المجر أحد قادة "الحزب النمساوي" الذي دعا إلى التحالف بين آل ياغيلون وآل هابسبورغ.
ورد في التقرير الذي أعده أسطفان بروداريتش عام 1527م أن مقتل الملك لويس الثاني حدث بسبب خطأ تكتيكي من القائد الأعلى بولس توموري، وذلك عندما ظهرت وحدة عثمانية فجأة فأمر توموري بنقل الحرس الملكي بعيداً عن الملك لمواجهة هذه الوحدة، ولم يُنفَّذ الأمر إلا بعد إلحاح وتكرار توموري لطلبه.

وبمقتل "لويس الثاني" ملك المجر، لم يعُد للمجر حاكماً بعد المعركة، لأن الملك المقتول لم يكن له أي أطفال أو ورثة، ولا لعائلته المالِكة "ياغيلون".
كان المجريين بحاجة إلى ملكٍ ليقودهم، فرأى بعض النبلاء أن اختيار يوحنا زاپولياي لحُكم المجر سيكون مناسبًا لأنه أرستقراطي بارز من عائلة نبيلة وڤويڤود ترانسيلڤانيا (الحاكم لها) وقائد الجيش. وكان يوحنا زاپولياي على خلاف مع الملك المجري الشاب لويس الثاني الذي كان يميل إلى الفسق؛ بل حتى أنه عارضه علنًا. ولكن لم يقبل جميع النبلاء المجريين بيوحنا زاپولياي ملكاً، بل دعمه فقط نبلاء ترانسيلڤانيا أو النبلاء المجريون الأصغر في شرق المجر غير ذوي الألقاب. فاختاروا يوحنا زاپولياي ملكًا عليهم في برلمان سيكشفهيرفار في 10 نوفمبر 1526م.
بعد أن جلس الملك الجديد يوحنا زاپولياي على عرش المجر، عادت الجيوش العثمانية إلى ديارها.
ترشّح على الجانب الآخر لعرش المجر أرشيدوق النمسا فرديناند من العائلة المالكة "هابسبورغ"، صهر الملك الراحل وشقيق الإمبراطور الروماني المقدس شارلكان. أصبح عرش المجر موضوع نزاع سلالات حاكمة بين فرديناند ويوحنا زاپولياي، ودَعَمَ الاثنان فئات مختلفة من طبقة النبلاء في المملكة المجرية، وحصل الأرشيدوق فرديناند على دعم شقيقه الإمبراطور شارلكان.
انتُخب الأرشيدوق فرديناند أيضًا ملِكًا على المجر ودالماسية وكرواتيا وسلاڤونيا وما إلى ذلك، من قِبَل الطبقة الأرستقراطية العليا (الأباطرة والبارونات) ورجال الدين الكاثوليك المجريين في برلمان پوجوني (حاليا: براتيسلافا في سلوفاكيا) في 17 ديسمبر عام 1526م. وبناءً على ذلك، تُوّج فرديناند ملكًا للمجر في كنيسة سيكشفهيرفار في 3 نوفمبر عام 1527م. وافق النبلاء الكروات بالإجماع على نتيجة انتخاب برلمان پوجوني لفرديناند، وأكدوا خلافته وخلافة ورثته.

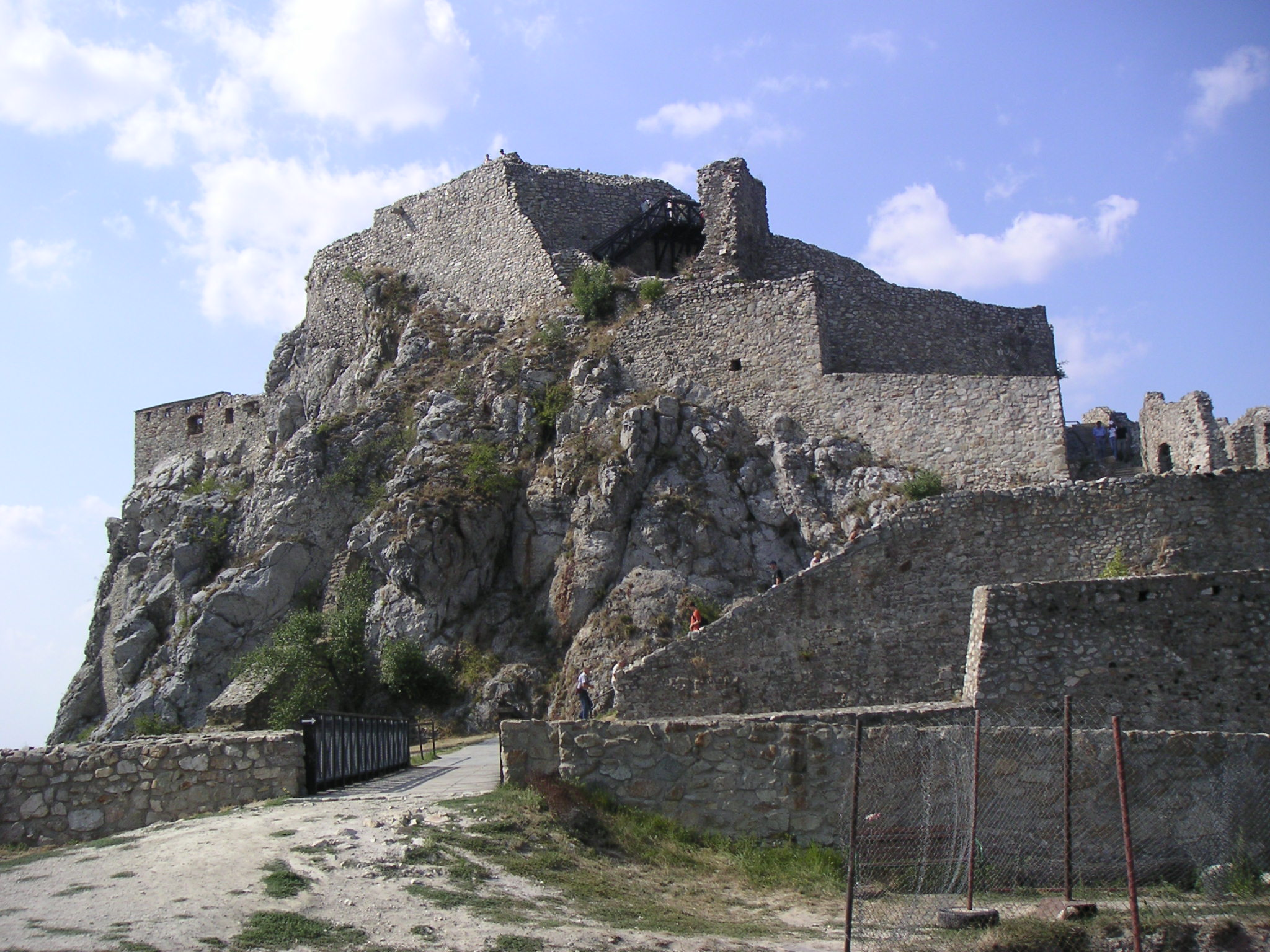
أطلال قلعة ديڤين بسلوڤاكيا حيث تُوفي أسطفان باتوري عام 1530م.

لعب أسطفان باتوري المجري الذي عيّنه يوحنا زاپولياي حاكماً على ترانسيلڤانيا عام 1529م، دورًا مهمًا في مساعدة فرديناند هابسبورغ في الاستيلاء على عرش المجر بعد معركة موهاكس. توفي أسطفان في 8 مايو 1530م في قلعة ديڤين  ودُفن في كنيسة القديس مارتن في براتيسلاڤا، بسلوڤاكيا.
هَزَمَ فرديناند الأول يوحنا زاپولياي في معركة تاركال  في 23 سپتمبر 1527م وفرَّ يوحنا زاپولياي من "بدون" ومن البلاد ولجأ أولاً إلى مقر حكمه السابق، ثم انهزم مرة أخرى في معركة سزينا  أمام فرديناند الأول في مارس 1528م. وبحلول نهاية عام 1528م طُرِد من البلاد كلها وانتقل إلى صهره ملك بولندا، ودخل الجيش الألماني مدينة "بدون" مما أثار حفيظة السلطان سليمان.
علم فرديناند أن الدولة العثمانية لن تتركه وحيدًا في هذه الأرض، فأرسل مبعوثًا بعد فترة قصيرة يعرض الاعتراف به كملك للمجر مقابل دفع الجزية للسلطان، إلا أن هذا العرض رُفض، وأُبلغ أن "بدون" ستُعاد إلى يوحنا زاپولياي.
تقدم يوحنا زاپولياي بطلب إلى السلطان سليمان القانوني للحصول على دعم الدولة العثمانية، مما جعل المجر دولة تابعة للعثمانيين. دعم السلطان سليمان يوحنا زاپولياي، فوصل بالجيش العثماني إلى العاصمة المجرية "بدون" وعسكر في 3 سپتمبر/أيلول 1529م، ثم أعاد يوحنا زاپولياي رسمياً إلى العرش المجري وسلمه التاج المجري المقدس في "بدون" في 9 سپتمبر/أيلول 1529م بصفته حاكماً تابعاً للعثمانيين، ووافق زاپولياي آنذاك على دفع جزية سنوية وقبول تواجد فرقة من الإنكشارية في قلعة المدينة. ثم شنَّ السلطان سليمان هجوماً ضخماً وحاصر فيينا عاصمة فرديناند مما دفع فرديناند إلى اللجوء إلى بوهيميا. تقدم السلطان سليمان وحاصر غونس عام 1532م، وفي ذلك العام، عقد الأرشيدوق فرديناند السلام مع العثمانيين وصرح السلطان بأنه سيعامل فرديناند كإبن له، وبموجب هذه المعاهدة التي وُقعت في اسطنبول في 29 ذي القعدة 939هـ/ 22 يونيو/حزيران 1533م، تُثبتت الحدود العثمانية-الألمانية وعُدَّت أسپانيا خارج معاهدة الصلح، وأطلق فرديناند على نفسه "ابن السلطان". وقُسِّمَتِ المجر إلى قِطاع هابسبورغ في الغرب (المجر الملكية)، وقِطاع يوحنا زاپولياي في الشرق واسمه المملكة المجرية الشرقية، وهذه الأخيرة كانت فعليًا دولة تابعة للدولة العثمانية.
على الرغم من وجود محاولات لإحلال السلام بين الملِكين، إلا أنها لم تسفر في البداية إلا عن اتفاقيات هدنة. وحاول معظم النبلاء المجريين إيجاد حل للوضع الفوضوي في ما يسمى بالبرلمانات غير الملكية، ولكن دون جدوى.

### دخول بلغراد ورمزية انتهاءحملة ڤارنا
بعد أن بنى العثمانيون جسرًا فوق نهر الطونة، وعبر جيشهم بالكامل لمغادرة المجر في صفين عبر الأرض الواقعة بين نهر الطونة ونهر تيسا، دخل السلطان ناندورفيهيرڤار (بلغراد حالياً) البوابة السابقة للمجر في العاشر من أكتوبر/تشرين الأول 1526م. وكان هذا رمزياً أيضاً: فقد انتهت كل من "الحملة الطويلة" 1443م-1444م التي قادها يوحنا هونياد على الدولة العثمانية والتي أعطت زخماً جديداً لقتال العثمانيين، و"حملة المجر" عام 1526م التي مثلت انهيار مملكة المجر، بدخول ناندورفيهيرڤار أو بلغراد حاليا.

### المقارنة بين معركتي ڤارنا وموهاكس
| انتهت معركة موهاكس "بتدمير كامل للجيش المجري" |
| —المؤرخ المجري غيزا پيرجيس                    |

شكلت المعارك الكبرى التي دارت بين الدولة العثمانية ومملكة المجر في القرنين الخامس عشر والسادس عشر محطات مفصلية في التاريخ الأوروپي، لا سيما في ما يتعلق بتوازن القوى في أوروپا الوسطى والجنوبية الشرقية. ومن بين هذه المواجهات، تبرز معركتا ڤارنا عام 1444م وموهاكس عام 1526م بوصفهما نقطتين فاصلتين في تطور العلاقات العثمانية-المجرية وتحديد مصير المجر السياسي والعسكري. وعلى الرغم من وجود أوجه تشابه معينة بين المعركتين خصوصًا من ناحية النتيجة العسكرية بهزيمة الجانب المجري، فإن الفروق الجوهرية بينهما من حيث السياق التاريخي، وموقع المعركة، وتوازن القوى، والنتائج بعيدة المدى، تبيّن أن معركة موهاكس كانت أكثر حسمًا وتأثيرًا بكثير.

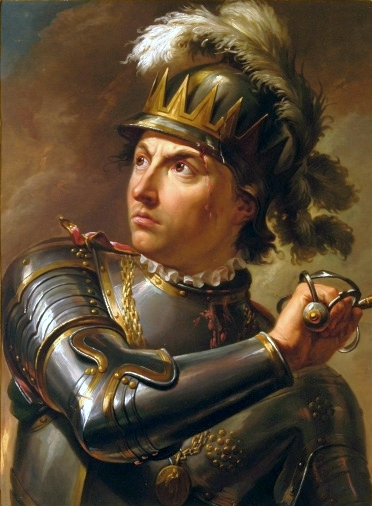
قُتل الملك الشاب ڤلاديسلاڤ الثالث ملك بولونيا والمجر، في «معركة ڤارنا» 1444م بعمر 20 عاماً.

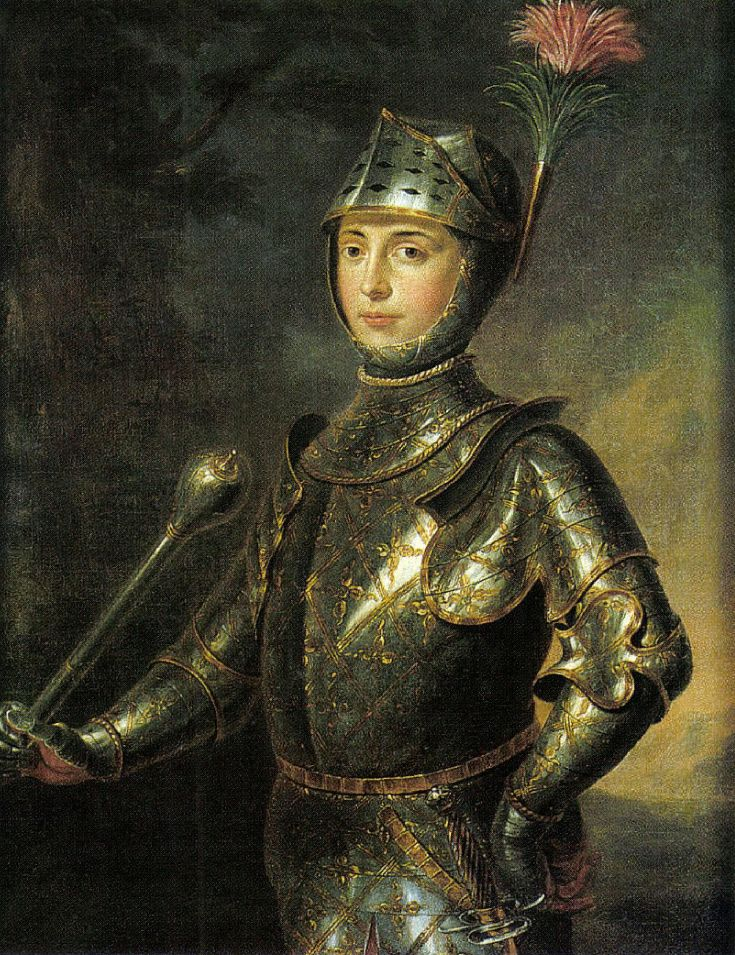
قُتل الملك الشاب لويس الثاني ملك المجر، في «معركة موهاكس» 1526م بعمر 20 عاماً.

وقعت معركة ڤارنا بعام 1444م كجزء من حملة صليبية شنّتها مملكة المجر وحلفاؤها ضد الدولة العثمانية، وقد جرت المعركة خارج حدود المجر، تحديدًا في مدينة ڤارنا الواقعة في بلغاريا الحالية. قاد الجيوش العثمانية آنذاك السلطان مراد الثاني، بينما تولى قيادة الجيوش المجرية الملك ڤلاديسلاڤ الثالث ملك پولندا والمجر. ورغم أن المعركة انتهت بهزيمة المجريين ومقتل الملك، إلا أن السلطان العثماني لم يكن يمتلك في ذلك الوقت القوة الكافية لفتح المجر أو لفرض سيطرة مباشرة عليها. ولذلك، لم تُؤدِّ الهزيمة إلى انهيار مملكة المجر، بل استمرت في صراعها مع الدولة العثمانية لعقود لاحقة.
أما معركة موهاكس 1526م التي وقعت بعد أكثر من ثمانين عامًا، فقد كانت مختلفة تمامًا في نتائجها وتأثيرها. جرت المعركة داخل الأراضي المجرية، قرب منطقة موهاكس، في وقت بلغت فيه الدولة العثمانية ذروة قوتها تحت قيادة السلطان سليمان القانوني. واجه العثمانيون جيوش مملكة المجر بقيادة الملك لويس الثاني، لكن المواجهة انتهت بكارثة مدوية، إذ هُزمت الجيوش المجرية هزيمة ساحقة، وقُتل الملك، وانهارت مقاومة المملكة، مما فتح الطريق أمام العثمانيين للسيطرة المباشرة على العاصمة بودين وأجزاء واسعة من البلاد.
الفرق الجوهري بين المعركتين يكمن في أن ڤارنا كانت معركة خارجية لم تهدد الكيان المجري مباشرة، بينما كانت موهاكس معركة داخلية تمّت على أرض المجر نفسها، وأدت إلى انهيار سياسي وعسكري شامل. كما أن ميزان القوى كان مختلفًا؛ ففي ڤارنا، كانت الدولة العثمانية لا تزال في طور التوسع، أما في موهاكس فقد أصبحت قوة عظمى متمكنة. وبالمقارنة مع هزيمة المجر في معركة ڤارنا عام 1444م، كان الجيش المجري يومها يُقاتل بعيدًا عن حدود المملكة ولم يكن السلطان العثماني مراد الثاني قويًا بما يكفي لغزو البلاد. أما في موهاكس 1526م فقد كانت الكارثة كبيرة جدا، إذ أن المعركة كانت في داخل حدود مملكة المجر كما كان لدى السلطان سليمان القانوني طريقا مفتوحا إلى العاصمة المجرية بعد انتصاره الحاسم.
كانت معركة ڤارنا نقطة تحوّل مثّلت فشلًا كبيرًا في محاولات أوروپا الشرقية صدّ التوسع العثماني، وأظهرت أن العثمانيين قوة لا يمكن هزمها بسهولة وأن الدعم الأوروپي لم يكن فعالًا أو منسقًا بما يكفي. وبمقتل الملك ڤلاديسلاڤ الثالث، دخلت المجر في فترة من الاضطراب السياسي والصراعات الداخلية مهدت الطريق لنفوذ عثماني متزايد في المنطقة، وإن لم يكن فتحا مباشرًا بعد. مثّلت معركة ڤارنا هزيمة قابلة للاستيعاب، بينما كانت معركة موهاكس كارثة مصيرية غيرت وجه المجر إلى الأبد، وأنهت استقلالها الفعلي لقرون لاحقة.
| العنصر                  | معركة ڤارنا (1444م)                                      | معركة موهاكس (1526م)                                                                 |
| ----------------------- | -------------------------------------------------------- | ------------------------------------------------------------------------------------ |
| السياق التاريخي         | جزء من الحملة الصليبية بقيادة مملكة المجر ضد العثمانيين. | صراع بين مملكة المجر والدولة العثمانية في ذروة قوتها بقيادة السلطان سليمان القانوني. |
| الموقع الجغرافي         | ڤارنا (بلغاريا الحالية) – خارج حدود مملكة المجر.         | موهاكس (المجر الحالية) – داخل أراضي مملكة المجر.                                     |
| القائد العثماني         | السلطان مراد الثاني.                                     | السلطان سليمان القانوني.                                                             |
| القائد المجري           | الملك ڤلاديسلاڤ الثالث، ملك بولونيا والمجر.              | الملك لويس الثاني، آخر ملوك سلالة ياغيلون في المجر.                                  |
| نتائج المعركة           | هزيمة المجر، مقتل الملك، ولكن لم تؤدِ إلى فتح مباشر.      | هزيمة ساحقة للمجر، مقتل الملك، وفتح بودين عاصمة المجر.                               |
| الأثر السياسي والعسكري  | لم تُنهِ الكيان المجري؛ استمر الصراع بين الطرفين.          | انهيار المملكة المجرية كقوة مستقلة، وبدء السيطرة العثمانية المباشرة على أجزاء منها.  |
| قوة العثمانيين          | في طور النمو، لم تكن قادرة على فتح المجر بعد.            | بلغت ذروتها بقيادة السلطان سليمان القانوني.                                          |
| الفرق الجغرافي والسياسي | معركة خارجية في أراضٍ غير حيوية للمجر.                    | معركة داخلية تهدد وجود الدولة نفسها.                                                 |

### إحصائيات القتلي وتدمير الجيش المجري

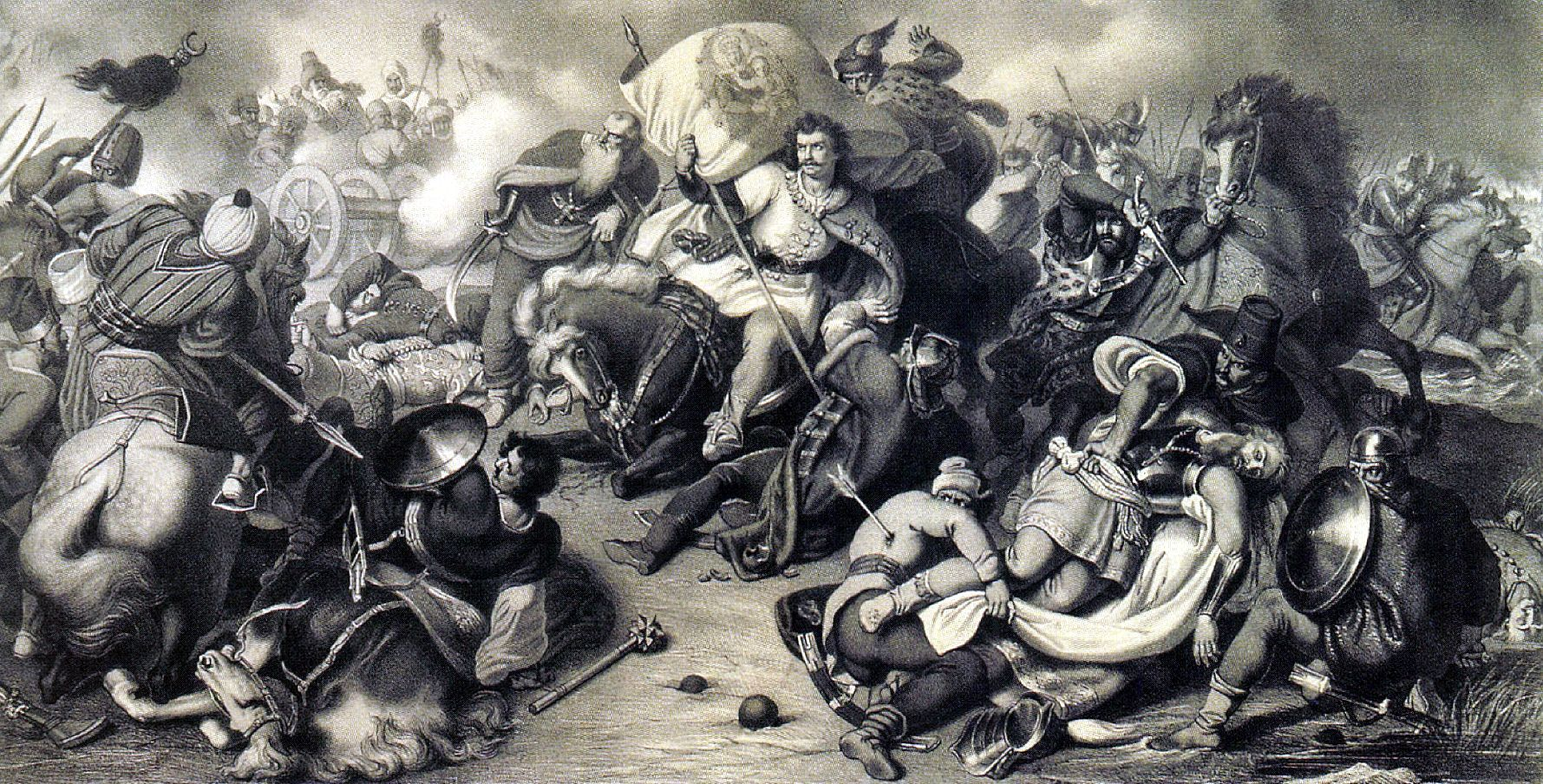
معركة موهاكس 1526م، رسم من عام 1857م معروض بالمتحف الوطني للمجر.

تؤكد المصادر العثمانية، مثل "روزنامة سليمان" والقاضى المؤرخ ومفتي الدولة العثمانية "ابن كمال پاشا زاده" (1469م-1534م) والمؤرخ العثماني البوسنوي إبراهيم أفندي البچوي (1572م-1650م)، أن المجريين تكبدوا خسائر فادحة ولقوا حتفهم نتيجة النيران الكثيفة للإنكشارية.
من الناحية العملية، انتهت المعركة بالإبادة الافتراضية للجيش المجري. وعلى حد تعبير المؤرخ غيزا پيرجيس، انتهت معركة موهاكس "بالتدمير الكامل للجيش المجري"، وكما اتفق معه المؤرخ أسطفان بروداريتش، فقد بلغ عدد الضحايا بحسب تقدير المؤرخين المجريين:
- 10,000 من المشاة،
- 4,000 من الفرسان (ثلث العدد الإجمالي)،
- 7 من رجال الدين الأساقفة رفيعي المستوى[مص 95]،
- 28 من أقطاب المجر[مص 96]،
- 500 من زهرة النبلاء المجريين،
- وكانت الكارثة الحقيقية، كما حدث قبلها في معركة ڤارنا سنة 1444م، هو وفاة الملك المجري في المعركتين وما تلا ذلك من عواقب على مملكة المجر.[وب-إنج 2]

## تقدير زمن المعركة

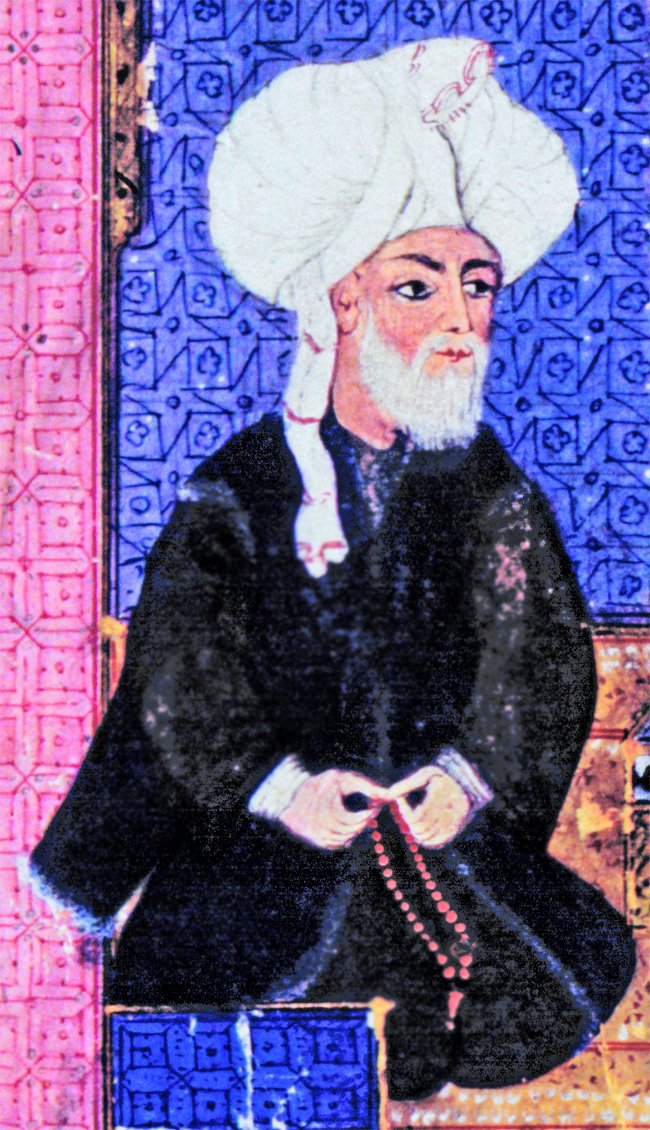
منمنمة عثمانية تصور المؤرخ العثماني كمال باشا زاده الذي أرّخ بأن الجيش العثماني رجع إلى المعسكر بعد غروب الشمس قبل أذان صلاة العشاء، وهذا يتفق تماما مع مدة المعركة التي قدّرها المؤرخون المجريون، أي نحو ساعتين إلى ثلاث.

قضى الجيشان الجزء الأكبر من يوم المعركة في المسير، وكانت مدة المعركة موضع جدل كغيرها من الأمور.

### تقديرات متباينة
استمرت المعركة كلها لمدة ساعة ونصف فقط بحسب المؤرخ المجري أسطفان بروداريتش الذي حضر المعركة، وفي مصادر أخرى قُدّرت مدة المعركة بساعتين تقريبًا. ولعله توصَّل إلى هذا الاستنتاج لأنه اعتبر أن المعركة انتهت بمجرد أن فرَّ هو شخصياً ومن حوله من ساحة المعركة، ولكنه لم يشهد استمرار القتال من بعد هروبه.
استمرت المعركة لفترة أطول من بعد هروب المؤرخ أسطفان بروداريتش، فقد وصل الجيش المركزي بقيادة السلطان سليمان إلى المصطبة بين الساعة 13:00 و14:00 ظهراً؛ وهي الفترة التي بدأت فيها المعركة فعليًا. بينما وصل جيش الأناضول بعده بساعة واحدة فقط؛ مما يعني أن الجناح الأيسر بقيادة بطرس پيريني لم يبدأ هجومه إلا في ذلك الوقت. ونظرًا لأن المؤرخين العثمانيين ذكروا أن المجريين قاتلوا بشجاعة وتأرجحت نتائج المعركة لبعض الوقت، فمن غير المرجح أنها انتهت في أقل من ساعة. وهذا يجعل المدة الإجمالية ساعتين على الأقل؛ وإذا أضفنا الوقت الذي استغرقه صمود المشاة العنيد ومقاومتهم الشديدة، فيجب أن نُقَدِّر مدة المعركة بثلاث ساعات كحد أدنى.

### استمرار القتال حتى المساء
في 29 أغسطس، غابت الشمس نحو تمام الساعة 18:30، وحلّ الظلام بحلول الساعة 20:00 تقريبًا. تشير المصادر العثمانية بوضوح إلى أن القتال استمر حتى المساء:
- جاء في "فتح نامه" إعلان السلطان النصر: «باختصار، استمر القتال والمواجهات الحية كما لم يشهدها العالم من قبل حتى المساء».[إنج 35]
- تشير نفس الوثيقة إلى هروب الملك لويس الثاني من ساحة المعركة بأنه «فرَّ تحت جنح الظلام المتقدم».[إنج 35]
- وقد ورد في كتاب "سليمان نامه": «ظل السلطان المنتصر على ظهر جواده تقريبًا حتى منتصف الليل مع جميع خدمه، ثم ذهب إلى الخيمة للراحة؛ تفرق الجنود المنتصرون وترجلوا، لكنهم ظلوا متمسكين بالعنان حتى الصباح. لم يُسمح للشخصيات الهامة ولا الجنود العاديين بالاقتراب من الأمتعة».[إنج 35]
- وكذلك، فإن حقيقة أن الجيش العثماني لم يتمكن من نصب خيامه بعد المعركة تشير أيضًا إلى أن القتال استمر حتى الظلام، فقد كتب المؤرخ العثماني "فردي":[مص 97] «في هذه الليلة أصبحت ساحة المعركة موقعاً التخييم، ولكن نظرًا لأن معظم الجنود المنتصرين لم يتمكنوا من العثور على أمتعتهم، فإنهم لم يترجلوا عن خيولهم حتى الصباح».[إنج 35]
- وعلى الرغم من تركيز المؤرخ كمال پاشا زاده على التخييم، فمن الممكن تحديد الوقت الذي انتهت فيه المعركة تقريبًا من خلال ما كتبه: «بينما اعتُبر أن البعض قد استشهدوا، وشبع أبطال الإيمان من القتال، عاد الجيش إلى المعسكر بعد غروب الشمس، قبل وقت صلاة العشاء الأخير». أذَّن العثمانيون لصلاة العشاء الأخير التي تسبق النوم عندما بدأ الأفق يُظلم. تتفق هذه الشهادة تمامًا مع الوقت المحسوب من النص المَجَرِي المُقتبس أعلاه، أي ثلاث ساعات.[إنج 35]
- وقضى الجيش الليلة في ساحة المعركة، دون مأوى أو طعام أو ماء؛ علاوة على ذلك، كانت الأمطار قد بدأت في الهطول بعد المعركة. وفي الصباح، تفقد السلطان سليمان ساحة المعركة وأمر بإحضار الأسرى "أمام الديوان" في اليوم التالي. هذه الملاحظة تشير أيضًا إلى أن القتال استمر حتى حلول الظلام بسبب عدم وجود وقت لإعداد الطعام أو نقل ماء أو إقامة خيام.[إنج 35]

## القوة النارية في المعركة
تتفق مصادر من كلا الجانبين على أن المشاة العثمانيين في معركة موهاكس كانوا مجهزين تجهيزًا جيدًا بالأسلحة النارية اليدوية، ومع ذلك، لا يذكرون خصائص هذه الأسلحة. وقد وُثِّقت الأسلحة النارية اليدوية للجيش العثماني السائر إلى موهاكس في سجل جرد أسلحة وعتاد قوات البلاط العثماني بتاريخ 13 أبريل 1526م، بما في ذلك الإنكشارية. ويُفترض أيضًا أن جنود الإنكشارية الذين لم يُجهزوا بأسلحة نارية كانوا يستخدمون الأقواس.

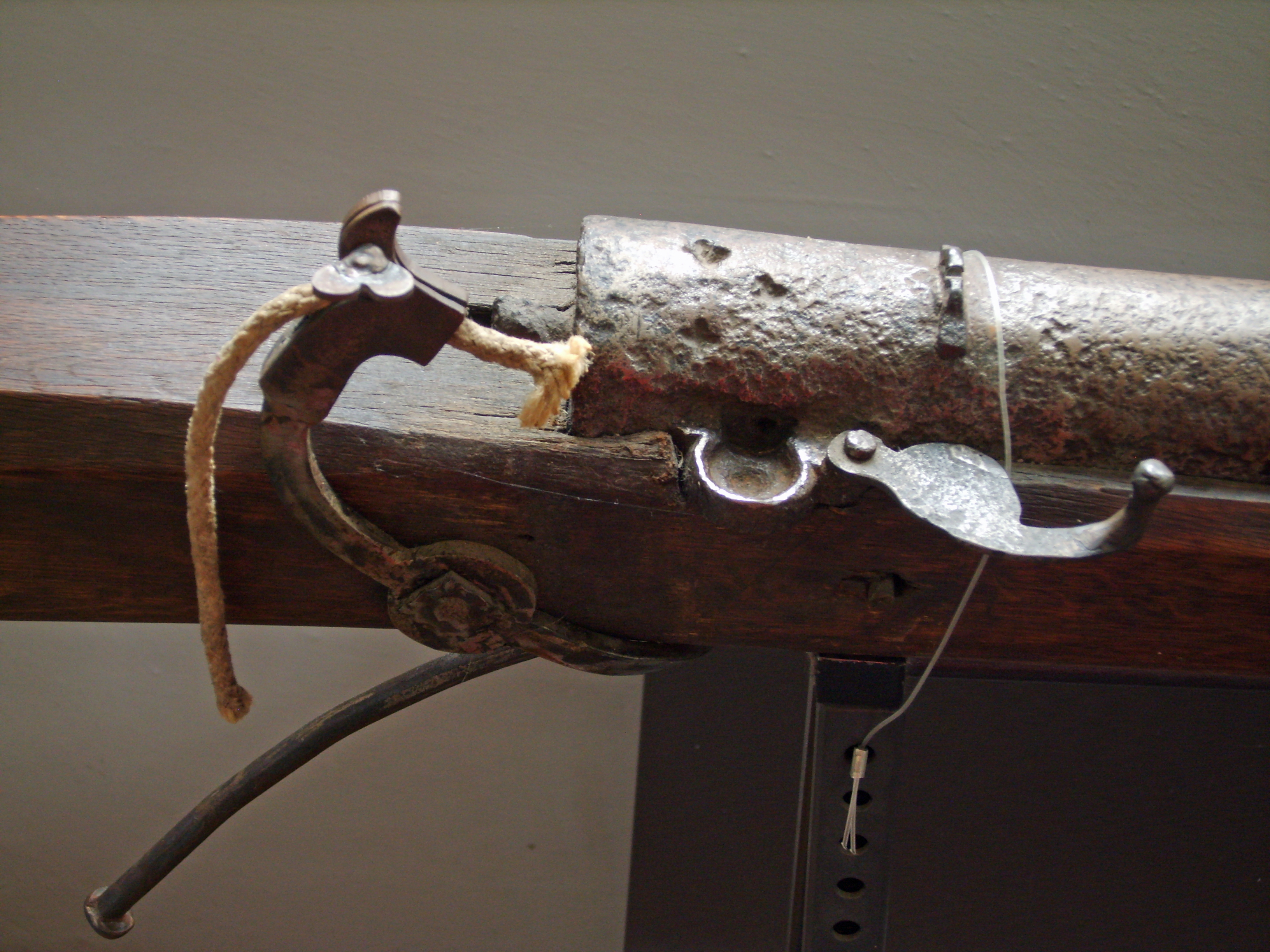
بندقية ذات فتيل، يُشعل بها البارود بواسطة قطعة حبل مشتعلة (كما في الصورة) من خلال سحب الزناد. استخدم الإنكشارية تكتيك وابل إطلاق النار الجماعي من البنادق ذات الفتيل لأول مرة في موهاكس.

كان لدى الجيشين في معركة موهاكس عددًا كبيرًا من المشاة المُجهزين بأسلحة نارية يدوية. ازداد تزويد المشاة بالأسلحة الصغيرة في الجيوش الأوروپية في أوائل القرن السادس عشر، وتغيرت الصورة السائدة لساحة المعركة من سلاح الفرسان الثقيل إلى المشاة المُسلحين بالأسلحة النارية. ورُتبت وحدات المرتزقة الإسبانية والفرنسية والإيطالية والألمانية والتشيكية في تشكيلات، وأدّى حاملو المسدسات، إلى جانب حاملي الرماح، دورًا مهمًا ومتزايد الأهمية في القتال.
تشير العديد من المصادر إلى أن قوات المشاة المجرية كانت مُجهزة جزئيًا بأسلحة نارية في معركة موهاكس، ولكن لم يُعثر إلا على تفاصيل قليلة عن تسليحها. وتؤكد الشهادات المتفق عليها من شهود عيان متعددين أن المشاة العثمانيين، الإنكشارية، كان لهم دور حاسم في النصر العثماني، وتوجد لدينا تفاصيل معروفة عن أسلحتهم واستخداماتها.
اشتهرت المجر منذ القرن 15 باستخدام الأسلحة النارية اليدوية على نطاق واسع وغير معتاد، ثم تخلَّى المجريون عن استخدام القوس والنشاب تمامًا في العقد الأخير من القرن 15 وتحولوا كليًا إلى الأسلحة النارية. حصل العثمانيون على معظم البنادق لجنودهم الإنكشارية من تجار أسلحة مجريين وبندقيين، وكانت هذه الظاهرة واسعة الانتشار وخطيرة لدرجة أن البرلمان المجري اضطر عام 1525م إلى إقرار قانون يمنع تصدير البنادق المجرية الصنع إلى الدولة العثمانية.
كان المشاة المجريون مُجهزين تجهيزًا جيدًا بالبنادق في معركة موهاكس خلافًا للاعتقاد السائد، مما جعلهم يتمتعون بقوة نيران عالية بصورة استثنائية مقارنةً بالمعايير الأوروپية الغربية المعاصرة، ولم يكن للعثمانيين تفوقٌ عدديٌّ في استخدام الأسلحة النارية اليدوية خلال معركة موهاكس، فقد استخدم نصف جنود الإنكشارية بنادق المسكيت والقربينات فقط، بينما اعتمد النصف الآخر على الرماية التقليدية.
واجه كلا الجيشين تحديًا تكتيكيًا، وهو عدم قدرتهما على تحريك قوتهما النارية بكفاءة. ونتيجةً لذلك، لم يتمكنا من استخدامها بفعالية إلا إذا أطلقت النيران من موقعٍ دفاعي، وكان السؤال المطروح في إدارة المعارك هو: من الذي يستطيع إجبار الآخر على بدء الهجوم في ساحة المعركة على مواقع دفاعية مُجهزة للدفاع عنها بالمدافع والبنادق؟
استخدم العثمانيون خلال المعركة وضعية الركوع للتصويب بالأسلحة النارية، وهي الأولى من نوعها، فقد شكَّل 200 توفكجي (رُماة البنادق) تسعة صفوف متتالية وأطلقوا أسلحتهم صفًا تلو الآخر من وضعية الركوع أو الوقوف دون الحاجة إلى مَسْنَدٍ للبندقية. وقد تبنى الصينيون هذه الطريقة لاحقًا، واعتبر الكاتب تشاو شيزين أن البنادق العثمانية متفوقة على البنادق الأوروپية. كذلك استخدم الإنكشارية أيضاً تكتيك وابل إطلاق النار الجماعي من البنادق ذات الفتيل لأول مرة في معركة موهاكس. 
كان جنود الإنكشارية الذين أحاطوا بالسلطان يُنفذون تكتيكًا منظمًا أثناء القتال، فكانوا يعملون في مجموعات تتناوب على إطلاق النار من بنادقهم. وكانوا يطلقون النار بالتتابع، فبينما كانت مجموعة منهم تطلق النار على العدو، كانت المجموعة الأخرى تستغل الوقت في إعادة تعبئة بنادقها بالبارود وإعدادها للجولة التالية من الإطلاق، مما ضَمَنَ استمرارية نيرانهم دون انقطاع. وقد ساهم هذا الأسلوب العسكري المدروس في تعزيز قوة الإنكشارية في المعركة، مانحًا إياهم تفوقًا تكتيكيًا أمام خصومهم المجر.
كان معدل إطلاق النار المعتاد في ذلك الوقت هو أن يطلق الفيلق المكون من ثلاثة صفوف ثلاث طلقات في الدقيقة مع إطلاق ثلث المدفعية فقط في كل مرة، وكان حشو المدفع يحتاج دقيقة واحدة. ووفقًا للتكتيكات المعتادة، كانت مهمة سلاح الفرسان استدراج العدو إلى أمام المدفعية والإنكشارية في الوسط من خلال تنفيذ مناورات دقيقة للغاية. أطلقت مدافع الميدان النار أولاً، ثم أطلق الإنكشاريون وابلًا من النيران باستخدام البنادق الأكبر حجمًا والأطول ماسورة في الصف الأمامي، ثم، مع اقتراب العدو، أُطلقت المدافع الأصغر حجمًا والأقصر ماسورة من الصفوف الخلفية، وكان القتال يُحسم عادةً هنا بسحق العدو المهاجم بأسلحته الصغيرة. ووفقًا لمصدر إسباني من القرن السادس عشر، لم تكن نيران المدافع هي الحاسمة، بل نيران الأسلحة النارية اليدوية المتتالية.
وفقًا للمصادر، انتشرت قوات الروميلي مزودةً بـ 150 مدفعًا في صف واحد أمام قرية فولدڤار ، واصطف فيلق الإنكشارية أيضًا في عدة صفوف خلف المدافع المربوطة بالسلاسل. وعلى الجانبين، وُضعت عربات المدافع. تسبب وابل رصاص الإنكشارية في دمار كبير بين المهاجمين المجر. وفي المراحل الأخيرة من المعركة، خاضت القوات المجرية على الجناح الأيسر المجري معارك دامية مع فرسان الأناضول وقوات السلطان.

## القوات البحرية في المعركة

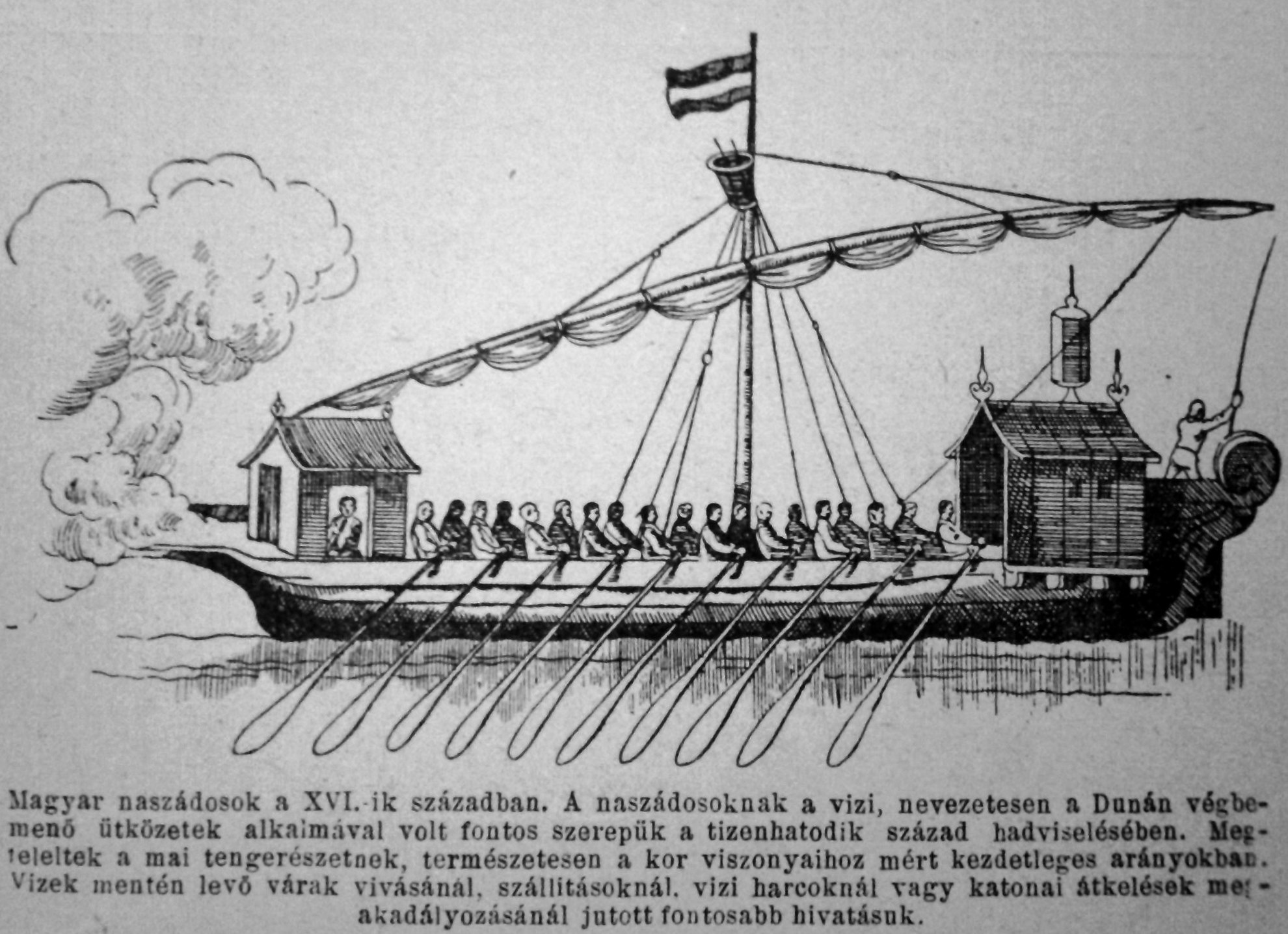
سفينة صنوبرية مجرية (نسّاد) من القرن 16 تبحر في نهر الطونة. رسم في كتاب عام 1908م.
ضم الأسطول العثماني في معركة موهاكس 100 سفينة تشبه السفن الصنوبرية.

| الملاحون قد تفرقوا بالفعل ولا يرغبون في الخدمة. لكن ماذا سيحدث إذا لم يخدم الملاحون وتركوا الطونة مفتوحًا للعثمانيين؟ لن يكون هناك ما يمنعهم من الوصول إلى بودين |
| —رسالة أنطونيو جيوڤاني دا بورجيو السفير البابوي لدى البلاط الملكي المجري إلى سكرتير البابا في مارس 1526م.                                                       |

### البحرية المجرية
لم يُشارك الملاحون المجريون مباشرة في القتال في معركة موهاكس، ولكنهم أدّوا دورًا مهمًا قبل المعركة، حيث كانت مهمتهم تأخير تقدم الأسطول العثماني قدر الإمكان ودعم الدفاع عن الحصون الممتدة على طول نهر الطونة. وقد أشار أنطونيو جيوڤاني دا بورجيو السفير البابوي لدى البلاط الملكي المجري منذ وقت مبكر إلى أهمية الحفاظ على أسطول نهري كافٍ، قائلًا في رسالة إلى سكرتير البابا في مارس 1526م: «الملاحون قد تفرقوا بالفعل ولا يرغبون في الخدمة. لكن ماذا سيحدث إذا لم يخدم الملاحون وتركوا الطونة مفتوحًا للعثمانيين؟ لن يكون هناك ما يمنعهم من الوصول إلى بودين».

كان الملاحون العاملون تحت قيادة بولس توموري معظمهم من الصرب والكروات والمجريين وكانت رواتبهم نادرًا ما تصل إليهم مما أثار مخاوف جدية من أن يتخلوا عن سفنهم، وهو ما كان ينذر بكارثة وشيكة. ولم تتحسن الأمور كثيرًا في الأشهر التالية، فبحلول نهاية يونيو 1526م، ناشد توموري الملك من قلعة وارادين تعيين قادة إضافيين، وفي أوائل يوليو طلب سفنًا جديدة وأموالًا لتجنيد ألف رجل إضافي.

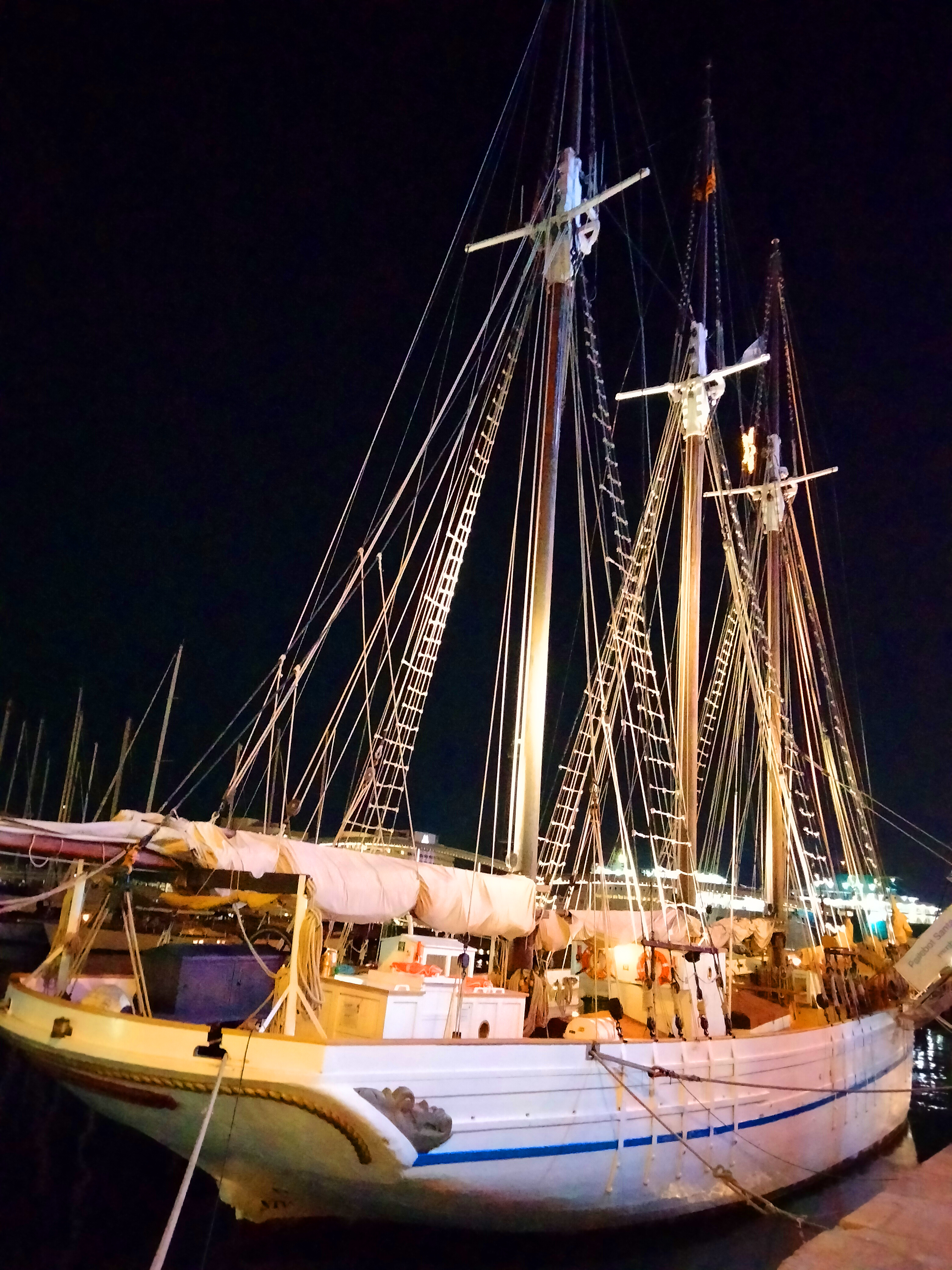
سفينة "فُسطا" حديثة. أشارت التقارير إلى امتلاك العثمانيين ثلاثين (30) فُسطا في معركة موهاكس.

انسحب توموري من قلعة وارادين إلى الضفة اليسرى لنهر الطونة في بداية يوليو 1526م، حيث رست سفنه قرب معسكره. وبعد اشتباكات مع الأسطول العثماني المتقدم، لم ينتظر الملاحون سقوط القلعة وانسحبوا أولًا قلعة ايلوق، ثم إلى مرسى جزيرة موهاكس، مع تدهور فرصهم في عرقلة تقدم الأسطول العثماني المتفوق. لاحقاً أرسل الملك أموالًا إلى توموري بنهاية يوليو، ومنحه امتيازات للملاحين، لكن كل ذلك لم يكن كافيًا لرفع معنوياتهم أو تحسين أوضاعهم. وفي منتصف أغسطس، ذهب ممثلوهم إلى الملك، وسلموا راياتهم، وأعلنوا أنهم لم يتلقوا رواتبهم منذ أشهر، ولذلك لم يعودوا مستعدين للخدمة.
يُقدّر عدد الملاحين المجريين بنحو 1200 رجلاً موزعين على 40 سفينة، كل سفينة بها نحو 30 رجلًا مزودين بالرماح الطويلة، والسيوف، والأقواس، والبنادق، والدروع. ورغم تشتت بعضهم في أغسطس 1526م، فإن جزءًا منهم تم تعويضه جزئيًا، إذ وصلت بضع سفن أخرى من الشمال إلى مرسى موهاكس حاملة معها مدافع. نُقلت بعض إمدادات الجيش المجري على نهر الطونة، وهو أمر سهل بسبب اتجاه التيار. ويشير أحد التقارير إلى وجود 200 سفينة نقل. ومع ذلك، فإن الملاحين تحت قيادة راديتش بوجيتش لم يشاركوا في قتال الأسطول العثماني يوم المعركة. ورغم ما ذكره المؤرخ المعاصر كاسپار أورسينوس ڤيليوس عن تهديد الأسطول العثماني، إلا أن المصادر العثمانية لا تؤكد وجود اشتباك على الطونة يوم المعركة. وأكد المؤرخ أسطفان بروداريتش أن «فرقة السفن، رغم وجودها، لم تكن ذات فائدة في هذه الحرب».
ويبدو أن دور الأسطول المجري في يوم المعركة اقتصر على دعم الهروب. فحين أصبحت الهزيمة وشيكة، هرع الكثيرون إلى النهر للفرار بقوارب سريعة، ومنهم القائد جرجس زاپولياي، الذي غرق وهو يحاول الصعود إلى قارب ومعه حصانه.

### البحرية العثمانية
كان الأسطول العثماني متفوقًا من حيث العدد والتنظيم، وورد في أحد التقارير أنهم كانوا يملكون نحو 300 سفينة قرب نيقوپوليس في أبريل 1526م. وذكر السفير البابوي أنطونيو جيوڤاني دا بورجيو أن أسطول العثمانيين ضم 100 سفينة تشبه السفن الصنوبرية  المجرية (نسّاد)، و23 غليونًا شراعية وسفنًا أخرى، أثناء حصار قلعة وارادين. بينما قدّر التاجر البندقي أنطونيو دي جيوڤاني عددها بـ23 سفينة صنوبرية، و200 بارجة، وعدد من السفن الكبيرة. أما المصادر العثمانية فتحدثت عن 800 سفينة وصلت إلى قلعة وارادين. ومن الواضح أن جزءًا كبيرًا من هذه السفن كان مخصصًا لنقل الإمدادات وبناء الجسور، ولم يصل إلى موهاكس. ويُرجّح أن الأسطول العثماني الذي اقترب من أعماق المجر لم يتجاوز 100–120 سفينة، معظمها كانت من نوع السفن الصنوبرية، وبعضها الآخر سفن كبيرة من البحر الأسود. وتشير التقارير إلى امتلاك العثمانيين أيضًا لثلاثين (30) فُسطا  (قويدس عثمانية، سفينة نحيفة تسير بالمجاديف وبالشراع) وسفن دعم أخرى. وإذا اعتمدنا على عدد السفن أنها نحو 100–120 سفينة فإن عدد الجنود العثمانيين على السفن قد يُقدّر بنحو 5000 رجل. وقد ضم الأسطول قوات من العزَب والسباهية، وربما الإنكشارية أيضًا، الذين كانوا يُنقلون أحيانًا بين السفن والبر حسب الحاجة. 
| "لقد فُقد أكثر في موهاكس" (بالمجرية: Több is veszett Mohácsnál)                                                                            |
| —يقول المجريون على سبيل العزاء المرير وللدلالة على حجم سوء الحظ الذي واجهوه: لا تقلق، لقد تعرضت لخسارة، وهناك خسارة أكبر من هذا في موهاكس |

ربما كان الأسطول العثماني متمركزًا بنهاية أغسطس قرب "كيشكوسيغ" جنوب مصب نهر كاراسيكا، أحد الروافد اليمنى لنهر الطونة، حيث كانت الأرض الفيضية حول الطونة تجعل الإنزال صعبًا. ورغم أن السفن المجرية أعاقت تقدم العثمانيين قليلًا، إلا أنها لم تتمكن من إيقافهم. تقدم الأسطول العثماني بعد المعركة بلا عوائق نحو بودين، متفوقًا على القوات البرية، مما يُفسر التقارير عن سرعة التقدم. أما السفن المجرية، فانسحبت نحو بودين ثم نحو پوزوني (براتيسلاڤا حاليًا)، مما ترك الجزء الأدنى من الطونة دون حماية، وأتاح للعثمانيين الإبحار حتى مدينة كوماروم دون مقاومة.
| العنصر                | البحرية المجرية                                                              | البحرية العثمانية                                                          |
| --------------------- | ---------------------------------------------------------------------------- | -------------------------------------------------------------------------- |
| المشاركة في القتال    | لم تشارك مباشرة في يوم المعركة؛ اقتصر دورها على التأخير والدعم المحدود       | شاركت بشكل غير مباشر؛ دعمت التقدم اللوجستي والعسكري قبيل وبعد المعركة      |
| عدد السفن             | نحو 40 سفينة قتالية، و200 سفينة نقل بحسب بعض التقديرات                       | التقديرات تتراوح بين 100 إلى 800 سفينة؛ 100–120 شاركت فعليًا قرب موهاكس     |
| نوع السفن             | سفن نهرية صغيرة، محملة بالسيوف، البنادق، الرماح، والأقواس                    | فُسطا (30 سفينة)، نسّاد، بارجات، غليون شراعي، وسفن من البحر الأسود           |
| عدد الملاحين / الجنود | حوالي 1200 ملاح موزعين على 40 سفينة (30 ملاحًا لكل سفينة)                     | يقدر عدد القوات البحرية بنحو 5000 رجل                                      |
| القيادة               | بولس توموري (قائد عام)، راديتش بوجيتش (قيادة بعض السفن لاحقًا)                | غير محددة بدقة، لكن ضمت قوات عسكرية نظامية: عزَب، سباهية، وربما إنكشارية    |
| المعنويات والانضباط   | ضعيفة؛ غياب الرواتب، انسحابات، وتسليم رايات قبل المعركة                      | عالية نسبيًا؛ تنظيم قوي ودعم لوجستي ومالي واضح من الدولة العثمانية          |
| الدعم اللوجستي        | نقل جزئي للإمدادات عبر نهر الطونة، واستقبال مدافع من الشمال                  | دعم لوجستي واسع، بناء جسور، نقل الجنود والإمدادات عبر السفن                |
| الدور قبل المعركة     | محاولة إعاقة تقدم الأسطول العثماني، تأخير محدود، طلب تعزيزات لم تُلبَّى         | التقدم السريع نحو المجر، السيطرة على الضفة، الضغط على قلعة وارادين         |
| الدور أثناء المعركة   | لم يشاركوا في القتال مباشرة، انسحاب تدريجي، ساهموا في الهروب من ساحة المعركة | لم تُسجّل مواجهة بحرية مؤكدة يوم المعركة، لكن وجودهم مهّد للسيطرة بعد الهزيمة |
| الدور بعد المعركة     | انسحاب إلى بودين ثم پوزوني، تركوا الطونة بلا حماية                           | واصلوا التقدم بلا مقاومة نحو بودين ثم كوماروم                              |
| النتيجة العسكرية      | فشل في تحقيق تأثير حاسم، انسحاب، معنويات منهارة                              | تفوق استراتيجي ولوجستي واضح، دعم زحف الجيش، تمهيد لفتح بودين               |
| رأي المؤرخين          | "لم تكن ذات فائدة في هذه الحرب" — أسطفان بروداريتش                           | كانت فعّالة في دعم التقدم والانتصار العثماني                                |

## تراث المعركة

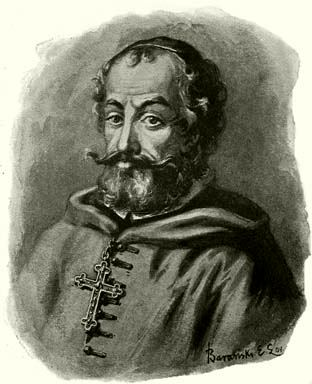
كتب الأسقف المجري بالكنيسة الكاثوليكية الرومانية فيرينتس فورغاتش عن كلمات السلطان سليمان القانوني: "هذه كلمات جديرة بحاكم عظيم، أتمنى أن لا يسمعها المسيحيون بأذانهم فحسب، بل أن يتلقوها بقلوبهم أيضاً".

يرى العديد من المجريين في معركة موهاكس نقطةَ تحول حاسمة في تاريخ البلاد، وصدمةً وطنيةً لا تزال راسخة في ذاكرة الأمة المجرية.
وللدلالة على حجم سوء الحظ والكارثة التي واجهوها، يقول المجريون حتى الآن: «لقد فُقد أكثر في موهاكس». ويرى المجريون أن موهاكس كانت نهاية المجر كدولة أوروپية مستقلة وقوية.
بينما كانت معركة موهاكس هزيمة حاسمة وخسارة فادحة، فإن العواقب التي تلتها هي التي أنهت فعلياً استقلال المجر بالكامل. فقد حولت الحروب المستمرة على مدى مائتي عام بين إمبراطورية هابسبورغ والدولة العثمانية، المجر إلى ساحة حرب دائمة وانقسمت أراضيها إلى ثلاثة أجزاء، وكانت الأرياف تتعرض بانتظام للدمار بسبب الجيوش المتحركة، مما أدى إلى تدمير السكان.
لم تستَعِدْ المجر حدودها السابقة إلا في القرن التاسع عشر، ولم تحصل على استقلالها الكامل من حكم آل هابسبورغ إلا بعد الحرب العالمية الأولى.
أصبحت ساحة معركة موهاكس، الواقعة بجانب قرية ساتورهيلي الحالية بالمجر، موقعًا تذكاريًا تاريخيًا وطنيًا رسميًا في عام 1976م بمناسبة الذكرى الـ450 للمعركة. صمم المهندس المعماري جيورجي ڤاداس نصباً تذكارياً، وبُنيت قاعة استقبال جديدة ومبنىً للمعارض، أيضًا من تصميم جيورجي ڤاداس وبتمويل جزئي من الاتحاد الأوروپي، في عام 2011م.
تكشف تقارير جاسوس مجري عام 1544م أنه بعد الاستيلاء على مدينة سيكشفهيرفار وحصنها، زار السلطان سليمان القانوني قبر الملك لويس الثاني في الكنيسة التي تُوج ودُفن فيها ملوك المجر، وغطاه بقطعة قماش حريرية. وعندما سُرقت هذه القطعة الثمينة لاحقاً، أرسل السلطان مفتشاً للتحقيق. وبعد فحص دقيق، اكتشف المفتش اختفاء القطعة الحريرية وتخريب قبور الملوك الآخرين، فأبلغ السلطان الذي أصدر على الفور أوامر صارمة للعثور على الجاني.
كتب فيرينتس فورغاتش (1535م-1577م) أحد أساقفة المجر في الكنيسة الكاثوليكية الرومانية، والذي شغل منصب أسقف ڤاراد ومستشار الأردل (ترانسيلڤانيا) عن قرار السلطان سليمان بالذهاب شخصياً للحرب عام 1566م رغم تقدم سنه، وعن وفاته: «عندما أعرب كبار المسؤولين العثمانيين عن رأي مخالف في المجلس، يُقال أن السلطان سليمان أعلن أنهم ليسوا من أكسبوه مجد الاحترام والسمعة الطيبة وقال: "هذا المجد مِلك لي، وهو إرث سيظل خلال حياتي وحتى بعد أن أنتقل من هذه الحياة الفانية إلى الحياة الخالدة؛ أتوسل إلى الله العظيم أن يختمه بنهاية حياتي المكرسة لإيمانه، بانتصار مبهر على أرض العدو تحت أسوار مدينة فيينا"». وأضاف فورغاتش: «هذه كلمات جديرة بحاكم عظيم، أتمنى أن لا يسمعها المسيحيون بأذانهم فحسب، بل أن يتلقوها بقلوبهم أيضاً». وفي النهاية، توفي السلطان سليمان في حصار سيكتوار لأسباب طبيعية كرجل يستحق أن يكون بين كبار الاستراتيجيين في العصور القديمة.
أثبت الملك لويس الثاني ملك المجر وبوهيميا أنه لم يكن على مستوى المسؤولية، فقد كان يملك عددًا قليلاً من المدافع مقارنةً بالعثمانيين، وبعضها لم يكن جاهزًا للقتال إلا قبيل المعركة مباشرة، بينما أُرسلت له مدافع أخرى من ڤيينا للمساعدة. وكانت التحضيرات غير منظمة وبطيئة، كما يظهر أيضًا أن الجانب المجري لم يولِ تحضيرات المعركة نفس الأهمية التي منحها له الجيش العثماني.
استغرق العثمانيون خمسة عشر عامًا لإحكام سيطرتهم على الأراضي المجرية عقب انتصارهم في موهاكس، دون أن يشمل ذلك السيطرة على البلاد بأكملها. إذ بدأ توسعهم بشريط ضيق على ضفاف نهر الطونة، ثم أخذ هذا النفوذ يمتد تدريجيًا، حتى بلغ أقصى اتساع له في النصف الثاني من القرن السابع عشر.

## مصطلحات
1. 1 2  (بالتركية: Petervaradin)
2. ↑  (بالتركية: Uyluk)
3. ↑  (بالتركية: Eszek)
4. ↑  (بالتركية: Markzali)
5. ↑  (بالمجرية: Hunyadi Mátyás أو Corvin Mátyás)
6. ↑  (بالمجرية: II. Ulászló)
7. ↑  (بالمجرية: Dobzse)
8. ↑  (بالمجرية: György Dózsa)
9. ↑  (بالمجرية: János Szapolyai)
10. ↑  (بالتركية: Yahyapaşazade Malkoçoğlu Bali Bey)
11. ↑  (بالفرنسية: Adhémar de Le Puy)
12. ↑  (بالفرنسية: le Roi Très Chrétien)
13. ↑  (بالفرنسية: Jean Frangipani)
14. ↑  (بالفرنسية: Lope de Soria)
15. ↑  (بالمجرية: Nandorfehervár)
16. ↑  (بالتركية: Budin)
17. ↑  (بالإنجليزية: Paula Sutter Fichtner)
18. ↑  (بالمجرية: Báta)
19. ↑  (بالمجرية: István Brodarics)
20. ↑  (بالرومانية: Stephen Fischer-Galați)
21. ↑  (بالتركية: I. Saadet Giray)
22. ↑  (بالتركية: Ramazanoğlu Piri Bey)
23. ↑  (بالمجرية: Kalocsa)
24. ↑  (بالمجرية: Rákos)
25. ↑  (بالمجرية: Frangepán Kristóf)
26. ↑  (بالمجرية: Lenart Gnoiński)
27. ↑  (بالمجرية: Báthory István)(بالإنجليزية: Stephen VIII Báthory)
28. ↑  (بالمجرية: János Drágffy)
29. ↑  (بالرومانية: Timiș)(بالتركية: Temeş)(بالمجرية: Temes)
30. ↑  (بالمجرية: György Szapolyai)
31. ↑  (بالبولندية: Lenart Gnoiński)
32. ↑  (بالمجرية: Ráskai Gáspár)
33. ↑  (بالمجرية: Vitéz Kállai János)
34. ↑  (بالمجرية: Kállay család)
35. ↑  (بالمجرية: Bálint Török)
36. 1 2  (بالتركية: Yedikule)
37. ↑  (بالإنجليزية: Palatine of Hungary)
38. ↑  (باليونانية: ΦΙΛΙΠΠΟΠΟΛΙΣ) وتُنطق (بالإنجليزية: Philippopolis) أي "مدينة فيليپ"
39. ↑  (بالتركية: Mihaloğlu)
40. ↑  (بالتركية: İskenderoğlu)
41. ↑  (بالتركية: Yahşi Bey)
42. ↑  (بالتركية العثمانية: وارادين قلعه سي)(بالتركية: Petrovaradin Kalesi)
43. ↑  (بالتركية العثمانية: تومور پاولي) بحسب كتاب المؤرخ العثماني ابن كمال پاشا "مهاج نامه" ص63.
44. ↑  (بالتركية: Lağımcılar)
45. ↑  (بالتركية: Peçevi Tarihi)
46. 1 2 3 4  (بالتركية: Baç)(بالسيريلية الصربية: Бач)
47. ↑  (بالتركية العثمانية: ايلوق قلعه سي)(بالتركية: Uyluk Kalesi) (بالكرواتية: Iločka utvrda)
48. ↑  (بالتركية العثمانية: اوسك قلعه سي)
49. ↑  (بالمجرية: Sárvíz)
50. ↑  (بالمجرية: Ambrus Sárkány)
51. ↑  (بالمجرية: Ferenc Batthyány)
52. ↑  (بالمجرية: Szeged) (بالتركية العثمانية: سكدين)
53. 1 2 3  (بالمجرية: Földvár)(باللاتينية: Földwar)
54. ↑  Borza
55. ↑  (بالمجرية: Péter Perényi)
56. ↑  (بالألمانية: Tarczai)
57. ↑  (بالألمانية: Korlatkövi)
58. ↑  (بالألمانية: Trepka)
59. ↑  (بالألمانية: Schlick)
60. ↑  (بالمجرية: Géza Perjés)
61. ↑  (بالتركية: Behram Paşa)
62. 1 2 3  (بالمجرية: Sátorhely)
63. ↑  (باللاتينية: Strigonensis)
64. ↑  (باللاتينية: Chiele)
65. ↑  (باللاتينية: Andreas Trepka)
66. ↑  (باللاتينية: Stephan Aczel)
67. ↑  (بالتركية: Ârifî Fethullah Çelebi)
68. ↑  (بالتركية: Ferdi)
69. ↑  (بالتركية: Otağı Hümâyün)
70. ↑  (بالمجرية: Kanizsai Dorottya)
71. ↑  (بالمجرية: Péter Geréb)
72. 1 2  (بالمجرية: Perényi Ferenc)
73. 1 2  (بالمجرية: Nagyvárad) ومعناها "القلعة الكبيرة"، (بالتركية: Varad أو Varat)
74. ↑  (بالمجرية: Kiszely István)
75. ↑  (بالتركية: Salamon oğlu Yasef)
76. ↑  (بالمجرية: Szerémi György)
77. ↑  (بالمجرية: Kelenföld)
78. ↑  (بالمجرية: Pilismarót)
79. ↑  (بالتركية: Peşte)
80. ↑  (بالتركية: Solak-Zade Tarihi)
81. ↑  (بالمجرية: Kecskemét)
82. ↑  (بالمجرية: Fegyvernek)
83. 1 2  (بالمجرية: Zenta)
84. ↑  (بالمجرية: Radič Božić)
85. ↑  (بالمجرية: Slankamen)
86. ↑  Tilek
87. ↑  (بالمجرية: Pozsony)
88. ↑  (بالسلوفينية: Devín)(بالمجرية: Dévény)(بالألمانية: Theben)
89. ↑  (بالمجرية: Tarcali csata)
90. ↑  (بالمجرية: Szinai csata)
91. ↑  (بالمجرية: Magyar Nemzeti Múzeum)
92. ↑  (بالتركية: Süleyman Ruznamesi)
93. ↑  (بالتركية: Kemalpaşazade)
94. ↑  (بالتركية: İbrahim Peçevi)
95. ↑  (بالإنجليزية: Prelate)
96. ↑  (بالإنجليزية: Magnate)
97. ↑  (بالتركية: Ferdî)
98. ↑  (بالتركية: Tüfekçi)
99. 1 2  (بالمجرية: naszád)
100. ↑  (بالإيطالية: Antonio di Giovanni)
101. ↑  (بالإسبانية: Fusta)
102. ↑  (بالمجرية: Kiskőszeg)
103. ↑  (بالكرواتية: Karašica)
104. ↑  (بالمجرية: Több is veszett Mohácsnál)
105. ↑  (بالمجرية: György Vadász)
106. ↑  (بالمجرية: Ferenc Forgách)

### فهرس المراجع
المنشورات
عربية
1. ↑  أمجان (2014)، ص. 91.
2. 1 2  أوزتونا (2010)، ص. 266.
3. ↑  طقوش (2013)، ص. 187.
4. ↑  فريد (1981)، ص. 211.
5. ↑  متولي (2005)، ص. 237.
6. 1 2 3 4 5 6  كوندوز وأوزتورك (2008)، ص. 237.
7. 1 2 3 4 5 6 7 8 9 10 11 12 13 14 15 16  فريد (1981)، ص. 210-215.
8. 1 2 3  متولي (2005)، ص. 238.
9. ↑  كوندوز وأوزتورك (2008)، ص. 236.
10. 1 2 3 4 5 6 7 8 9 10 11 12 13 14 15 16 17  طقوش (2013)، ص. 185-188.
11. 1 2 3  شيمشيرغيل (2017)، ص. 54.
12. ↑  الصلابي (2008)، ص. 36-39.
13. ↑  الحريري (1899)، ص. 6.
14. 1 2 3 4 5 6 7  أمجان (2014)، ص. 87-91.
15. 1 2 3 4 5 6 7 8  إينالجك (2002)، ص. 57-58.
16. 1 2  فريد (1981)، ص. 209.
17. 1 2  فريد (1981)، ص. 116-118.
18. ↑  [أ] طوباش (2016)، ص. 202-203.
[ب] أوزتونا (2010)، ص. 268-271.
[جـ] طقوش (2013)، ص. 185-188.
[د] أمجان (2014)، ص. 87-91.
19. ↑  طوباش (2016)، ص. 202-203.
20. 1 2 3 4 5 6 7 8 9 10  أمجان (2014)، ص. 93-94.
21. ↑  شيمشيرغيل (2017)، ص. 65.
22. 1 2 3 4 5 6  شيمشيرغيل (2017)، ص. 56.
23. 1 2  ابن كمال پاشا (1526)، ص. 60-61.
24. 1 2  ابن كمال پاشا (1526)، ص. 81.
25. 1 2  ابن كمال پاشا (1526)، ص. 83.
26. 1 2 3 4 5  شيمشيرغيل (2017)، ص. 58.
27. 1 2  شيمشيرغيل (2017)، ص. 60.
28. ↑  شيمشيرغيل (2017)، ص. 61.
29. 1 2 3 4  شيمشيرغيل (2017)، ص. 62.
30. 1 2 3 4 5  شيمشيرغيل (2017)، ص. 63-64.
31. ↑  أمجان (2014)، ص. 101.

عثمانية
1. ↑  ابن كمال پاشا (1526)، ص. 8.
2. ↑  بجوي (1866)، ص. 108.
3. ↑  صولاق زاده (1880)، ص. 451.
4. ↑  بجوي (1866)، ص. 257.
5. ↑  بجوي (1866)، ص. 85.
6. 1 2 3 4 5  بجوي (1866)، ص. 86.
7. 1 2  بجوي (1866)، ص. 88.
8. 1 2  صولاق زاده (1880)، ص. 460.
9. 1 2 3  بجوي (1866)، ص. 101.

مجرية
1. ↑  Boltik (2017)، ص. 51-52.

تركية
1. 1 2 3 4 5 6 7 8 9 10 11 12 13 14 15 16 17 18 19  Uzunçarşılı (1972), der. 2, s. من 309 إلى 312.
2. 1 2 3 4 5 6 7 8 9 10 11 12 13 14 15 16 17 18 19 20 21 22 23 24 25 26 27 28 29 30 31 32 33 34 35 36 37  Dânişmend (1945), s. 114-119.
3. ↑  Genelkurmay Basımevi (1979), s. 12.
4. 1 2 3  Feridun (2015), s. 242–243.
5. ↑  Darıcı (2023), s. 3180-3189.

إنجليزية
1. 1 2  Perjés (1989), p. 22.
2. 1 2 3 4  Corvisier (1994), p. 365–366.
3. 1 2 3 4  Minahan (2000), p. 311.
4. 1 2 3  Stavrianos (2000), p. 26.
5. 1 2 3  Nicolle (1988), p. 13.
6. ↑  Turnbull (2003), p. 49.
7. 1 2  Agnew (2004), p. 59.
8. 1 2 3 4 5 6 7 8 9  Pap (2024), p. 173-174.
9. 1 2 3  Merriman (1944), p. 126-127.
10. 1 2 3 4  Bodolai (1978), p. 67-68.
11. ↑  Merriman (1944), p. 82, chapt. Mohacs.
12. ↑  Merriman (1944), p. 129-131.
13. 1 2 3 4 5  Merriman (1944), p. 128.
14. ↑  Merriman (1944), p. 129.
15. 1 2 3  Merriman (1944), p. 133-134.
16. ↑  Pap (2024), p. 17.
17. ↑  Pálosfalvi (2018), p. 395.
18. ↑  Pálosfalvi (2018), p. 409-410.
19. ↑  Pálosfalvi (2018), p. 404.
20. ↑  Fichtner (1966), p. 11-17.
21. ↑  Fischer-Galați (1966), p. 17–18.
22. 1 2  Merriman (1944), p. 88-89, chapt. Mohacs.
23. ↑  [a] Lane-Poole (1888), p. 179.
[b] Turnbull (2003), p. 46.
[c] Ágoston (2009), p. 583.
[d] Potholm (2010), p. 117.
[e] Tucker (2011), p. 166.
24. ↑  Fine (2010), p. 215.
25. ↑  Black (2013), p. 85.
26. ↑  Stallaerts (1995), p. 229 , 166.
27. ↑  Pap (2024), p. 181.
28. 1 2 3  Pap (2024), p. 50-51.
29. ↑  Pap (2024), p. 176.
30. ↑  Overy (2014), p. 55.
31. ↑  Pap (2024), p. 29.
32. 1 2 3 4  Overy (2014), p. 56.
33. ↑  Corvisier (1994), p. 365-366.
34. 1 2  Overy (2014), p. 53-56.
35. 1 2 3 4 5 6 7 8 9 10 11 12 13  Perjés (1989), p. 102.
36. 1 2 3 4 5 6 7 8 9 10 11 12  Perjés (1989), p. 103.
37. 1 2  Pap (2024), p. 53.
38. 1 2 3 4 5 6 7 8 9 10 11 12 13 14  Perjés (1989), p. 104.
39. ↑  Corvisier (1994), p. 289.
40. 1 2  Kann (1980), p. 611.
41. ↑  Seton-Watson (1911), p. 18.
42. ↑  Keul (2009), p. 40.
43. ↑  Pap (2024), p. 175.
44. ↑  Pap (2024), p. 155.
45. 1 2  Pap (2024), p. 125.
46. ↑  Fields (2021), p. 148.
47. ↑  Andrade (2016), p. 149.
48. ↑  Pap (2024), p. 129.
49. ↑  Pap (2024), p. 158.
50. 1 2 3  Pap (2024), p. 107-108.
51. 1 2 3 4 5  Pap (2024), p. 104-106.
52. ↑  (بالمجرية: Pozsony)
53. 1 2  Pap (2024), p. 26.
54. ↑  Kuzmová (2018), p. 71-100.
55. ↑  Sugar (1990), p. 83–85.
56. ↑  Pap (2024), p. 25.
57. ↑  Pap (2024), p. 85.
58. ↑  Pap (2024), p. 172.

فرنسية
1. ↑  Lebey (1904), p. 316-317, chap. LIVRE IV.
2. ↑  Lebey (1904), p. 126-128, chap. LIVRE II.
3. ↑  Lebey (1904), p. 144, chap. LIVRE II.
4. ↑  Lebey (1904), p. 378-379, chap. LIVRE IV.
5. 1 2 3 4 5 6 7 8 9  de Courteille (1859), p. 50-65.
6. 1 2  de Courteille (1859), p. 66.
7. ↑  de Courteille (1859), p. 68.
8. ↑  de Courteille (1859), p. 72.

لاتينية
1. 1 2 3  Brodericus (1527), p. 51-52.
2. ↑  Brodericus (1527), p. 49 فقرة 174.
3. 1 2 3 4 5 6 7 8 9 10 11  Brodericus (1527), p. 53-56.
4. ↑  Szerémi (1857), p. 123.

كرواتية
1. ↑  Varga (2010), str. 578.
2. ↑  Klaić (1985), str. 356-373.

ألمانية
1. 1 2 3 4 5 6 7  Fraknói (1886), s. 301-302.
2. 1 2 3  Fraknói (1886), s. 293-294.
3. 1 2 3 4 5 6 7 8 9 10  Fraknói (1886), s. 304-305.

مواقع الشابكة
عربية
1. ↑  "4- مشروع الغزو الصليبي وشخصية البابا أوربان الثاني". www.alsalabi.com. اطلع عليه بتاريخ 2025-07-25.

مجرية
1. ↑  István, Brodarics (MEK-be való felvétel időpontja). "Igaz leírás a magyaroknak a törökökkel Mohácsnál vívott csatájáról". mek.oszk.hu (بالمجرية). Archived from the original on 2025-02-21. Retrieved 2025-06-19. {{استشهاد ويب}}: تحقق من التاريخ في: |تاريخ= (help)
2. ↑  "Szigethy Gábor előszava". vmek.oszk.hu (بالمجرية). Retrieved 2025-06-19.
3. ↑  "1526. 08. 29. A mohácsi csata". HUN-REN BTK Történettudományi Intézet (بالمجرية). Archived from the original on 2025-03-22. Retrieved 2025-06-19.
4. ↑  "Miről szól a "Több is veszett Mohácsnál!" szólás? Jelentése, értelme, eredete,másképpen - Mirolszol.Com". mirolszol.com (بالمجرية). Retrieved 2025-06-09.
5. ↑  erettsegifelkeszito (29 Aug 2020). "Több is veszett Mohácsnál". Elit Oktatás - Érettségi Felkészítő (بالمجرية). Retrieved 2025-06-09.
6. ↑  Nagy Miklós Mihály (15 Apr 2024). "Perjés Géza és a bizonytalanság birodalma". ORSZÁGÚT (بالمجرية). Archived from the original on 2024-05-21. Retrieved 2024-08-20.
7. ↑  Botlik Richárd. "1526 Magyarországa és az 1526. évi mohácsi csata". mohacsicsata.hupont (بالمجرية). Archived from the original on 2024-05-22. Retrieved 2025-05-29.
8. ↑  Tóth Gábor (8 Nov 2022). "A mohácsi csatában mindkét hadsereg nagyon hasonló tűzfegyvereket használt - vasarnap.hu". Vasarnap (بالمجرية). Archived from the original on 2022-11-08. Retrieved 2025-03-26.
9. ↑  Tóth Gábor (29 Aug 2020). "A mohácsi csatavesztés után a hit is elveszett - vasarnap.hu". Vasarnap (بالمجرية). Archived from the original on 2021-10-27. Retrieved 2025-03-26.

تركية
1. ↑  Tahsin yazici (1991). "Ârifî Fethullah Çelebi". İslâm Araştırmaları Merkezi (بالتركية). Archived from the original on 2025-04-10. Retrieved 2025-05-30.
2. ↑  [a] Sabahattin Küçük (1995). "FERDÎ". İslâm Araştırmaları Merkezi (بالتركية). Archived from the original on 2025-04-23. Retrieved 2025-05-30.
[b] "FERDİ (Arayıcızâde Hüseyin)". Istanbul Encyclopedia (بالتركية). 27 May 2024. Archived from the original on 2025-04-23. Retrieved 2025-05-30.

إنجليزية
1. ↑  I.Marshall, Andrew (15 Oct 2020). "What was the Battle of Mohacs (1526)? - Boot Camp & Military Fitness Institute". bootcampmilitaryfitnessinstitute.com (بالإنجليزية). Archived from the original on 2023-06-10. Retrieved 2025-06-19.
II. "Battle of Mohács - New World Encyclopedia". New World Encyclopedia (بالإنجليزية). Archived from the original on 2025-04-27. Retrieved 2025-06-19.
III. "The Battle of Mohács". History made simple (بالإنجليزية). 16 Oct 2024. Archived from the original on 2025-06-19. Retrieved 2025-06-19.
2. 1 2 3 4 5 6 7 8 9 10 11 12 13 14 15 16 17 18 19 20 21 22 23 24 25 26 27 28 29 30 31 32 33 34 35 36 37 38 39 40 41 42 43 44 45 46 47 48 49 50 51  "The Battle of Mohács – August 29, 1526 - Honvédelem". honvedelem.hu (بالإنجليزية). 29 Aug 2011. Archived from the original on 2024-07-31. Retrieved 2024-07-31.
3. 1 2 3 4 5 6  "Battle of Mohacs | Ottoman Empire". www.alonereaders.com (بالإنجليزية). 12 Apr 2022. Archived from the original on 2023-12-01. Retrieved 2025-06-20.
4. ↑  "King Szapolyai János of Hungary". Hungarian-Ottoman Wars (بالإنجليزية). Archived from the original on 2024-02-25. Retrieved 2025-06-29.
5. ↑  "Historical-Town Planning Ensemble Tvrda (Fort) in Osijek". UNESCO World Heritage Centre (بالإنجليزية). Archived from the original on 2025-02-28. Retrieved 2025-05-25.
6. ↑  Richard H. Berg, Berg (Sep 2004), The Battle of Mohacs: The Fall of the Hungarian Empire (بالإنجليزية), Against the Odds, vol. 3, Number 1, p. 100-105{{استشهاد}}:  صيانة الاستشهاد: مكان بدون ناشر (link)
7. ↑  Syed Amir (6 Jun 2024). "To Buda And Ottoman Hungary Of A Past Era". The Friday Times (بالإنجليزية). Archived from the original on 2024-07-31. Retrieved 2025-05-29.
8. ↑  Gábor Szántai. "Palatine Báthory István (c 1480-1530)". Hungarian-Ottoman Wars (بالإنجليزية). Archived from the original on 2024-02-25. Retrieved 2025-05-29.
9. ↑  "Historical Memorial at Mohács, Statue Park (történelmi emlékhely, szoborpark)". Hungary starts here (بالإنجليزية). Archived from the original on 2009-01-24. Retrieved 2010-08-29.
10. ↑  "Visitors' center at Mohács battlefield memorial site inaugurated". Caboodle (بالإنجليزية). 29 Aug 2011. Archived from the original on 2014-09-03. Retrieved 2014-09-03.

ألمانية
1. ↑  Kálmán Benda. "Biographisches Lexikon zur Geschichte Südosteuropas: Báthory von Ecsed, István". Leibniz-Institut für Ost- und Südosteuropaforschung (بالألمانية). Archived from the original on 2017-03-05. Retrieved 2024-08-16.

إسپانية
1. ↑  Embajada de Hungría - Historia de Hungría نسخة محفوظة 1 يونيو 2020 على موقع واي باك مشين.
2. 1 2 3  "Embajada de Hungría en Madrid". madrid.mfa.gov.hu (بالإسبانية). Archived from the original on 2022-07-18. Retrieved 2025-06-16.

### بيانات المراجع (مُرتَّبة حسب تاريخ النشر)
الكتب:
العربية
- سيد علي الحريري (1899)، كتاب الأخبار السنيَّة في الحُرُوب الصليبيَّة (ط. 1)، القاهرة: المطبعة العمومية، OCLC:957304682، QID:Q131170426
- محمد فريد (1981)، تاريخ الدولة العليَّة العُثمانيَّة، تحقيق: إحسان حقي (ط. 1)، بيروت: دار النفائس للطباعة والنشر والتوزيع، OCLC:6150666، QID:Q113541212
- خليل إينالجك (2002). تاريخ الدولة العُثمانيَّة من النُشُوء إلى الانحدار. ترجمة: محمد م. الأرناؤوط (ط. 1). بيروت: دار المدار الإسلامي. ISBN:9959-29-088-3. OCLC:4770974758. QID:Q43033337.
- أحمد فؤاد متولي؛ هويدا محمد فهمي (2005)، تاريخ الدولة العُثمانيَّة منذ نشأتها حتى نهاية العصر الذهبي (ط. 1)، القاهرة: إيتراك للنشر والتوزيع، QID:Q126955174
- علي الصلابي (2008). صلاح الدين الأيوبي: وجهوده في القضاء على الدولة الفاطمية وتحرير بيت المقدس. موسوعة الحروب الصليبية. بيروت: دار المعرفة للطباعة والنشر. ISBN:978-9953-85-151-8. OCLC:221172632. QID:Q135466555.
- أحمد آق كوندوز؛ سعيد أوزتورك (2008). الدولة العُثمانيَّة المجهولة: 303 سُؤال وجواب توضح حقائق غائبة عن الدولة العُثمانيَّة. إسطنبول: وقف البحوث العثمانية. ISBN:978-975-7268-39-0. OCLC:4770841329. QID:Q114411691.
- يلماز أوزتونا (2010)، موسوعة تاريخ الإمبراطوريَّة العُثمانيَّة السياسي والعسكري والحضاري: 629 - 1341هـ / 1231 - 1922م، ترجمة: عدنان محمود سلمان (ط. 1)، بيروت: الدار العربية للموسوعات، ج. 1، QID:Q119025953
- محمد سهيل طقوش (2013). تاريخ العُثمانيين من قيام الدولة إلى الانقلاب على الخلافة (ط. 3). بيروت: دار النفائس للطباعة والنشر والتوزيع. ISBN:978-9953-18-443-2. OCLC:1025663587. QID:Q107311111.
- فريدون أمجان (2014). سليمان القانوني: سلطان البرين والبحرين. ترجمة: جمال فاروق؛ أحمد كمال (ط. 1). القاهرة: دار النيل للنشر. ISBN:978-975-315-648-6. OCLC:1085537422. QID:Q134600176.
- عثمان نوري طوباش (2016). العثمانيون: رجالهم العظماء ومؤسساتهم الشامخة. ترجمة: محمد حرب. إسطنبول: مؤسسة دار الأرقم. ISBN:978-9944-83-525-1. QID:Q114356158.
- أحمد شيمشيرغيل (2017). القانوني سلطان العالم. سلسلة تاريخ بني عثمان (4). ترجمة: مهتاب محمد (ط. 1). أبو ظبي: ثقافة للنشر والتوزيع. ISBN:978-9948-427-69-8. OCLC:1062378597. QID:Q134592124.

العثمانية
- ابن كمال (1526)، مهاج نامه (بالتركية العثمانية)، QID:Q135098598
- بجوي إبراهيم أفندي (1866)، تاريخ پچوی (بالتركية العثمانية)، استانبول: طبعخانه عامره، OCLC:670293978، QID:Q134598455
- محمد صولاق زاده (1880)، صولاق زاده تاريخى (بالتركية العثمانية)، استانبول: محمود بك مطبعه سى، OCLC:669938185، QID:Q134611185

المجرية
- Botlik Richárd (2017), Az 1526 évi mohácsi csata árnyékseregei (بالمجرية), Budapest, QID:Q135139543{{استشهاد}}:  صيانة الاستشهاد: مكان بدون ناشر (link)

التركية
- İsmail Hami Danişmend (1945), İzahlı Osmanlı tarihi kronolojisi (بالتركية), İstanbul: Türkiye Yayınevi, vol. 2, OCLC:750693021, QID:Q134608837
- İsmail Hakkı Uzunçarşılı (1972), Osmanlı Tarihi (İsmail Hakkı Uzunçarşılı) (بالتركية) (3rd ed.), Ankara: Türk Tarih Kurumu, OCLC:6494197, QID:Q134605040
- Türk silahlı kuvvetleri tarihi: Osmanlı dönemi - Rodos'un fethi (PDF), Osmanlı Dönemi TSK Tarihi Serisi (12) (بالتركية), Ankara: Türk Silahlı Kuvvetleri Genelkurmay Başkanlığı, vol. 3, 1979, OCLC:312166853, QID:Q134605133
- Feridun Emecen (2015), Ali Berktay (ed.), Osmanlı İmparatorluğu'nun Kuruluş Ve Yükseliş Tarihi (بالتركية), İstanbul: Türkiye İş Bankası Kültür Yayınları, QID:Q135198058

الإنجليزية
- Stanley Lane-Poole (1888), The Story of the Nations, Turkey (بالإنجليزية), New York: T. Fisher Unwin, QID:Q134999828
- R. W. Seton-Watson (1911), The southern Slav question and the Habsburg Monarchy (بالإنجليزية), London: Constable & Robinson, OCLC:263038330, QID:Q134609853
- Roger Bigelow Merriman (1944), Suleiman The Magnificent: 1520-1566 (بالإنجليزية), Cambridge: Harvard University Press, OCLC:784228, QID:Q134596366
- Robert A. Kann (1980). A history of the Habsburg Empire 1526-1918 (بالإنجليزية) (2nd ed.). Berkeley: University of California Press. ISBN:978-0-520-04206-3. OCLC:1086248491. QID:Q134599869.
- Zoltán Bodolai (1978), The timeless nation: The history, literature, music, art, and folklore of the Hungarian nation (بالإنجليزية), Sydney: Hungária Hírlapnyomda Rt., QID:Q135153449
- David Nicolle (1988). Hungary and the fall of Eastern Europe 1000-1568. Men-at-arms series (195) (بالإنجليزية). London: Osprey Publishing. ISBN:978-0-85045-833-6. OCLC:17199832. QID:Q134596777.
- Géza Perjés (1989), Béla Király; Pedro Pastor Alarcón (eds.), The fall of the medieval kingdom of Hungary : Mohács 1526-Buda 1541 (بالإنجليزية), translated by Mária Fényes, New Jersey: Social Science Monographs:5. Mid-Wales - Deprivation or Development, QID:Q135195848
- Peter Sugar, ed. (1990). A History of Hungary (بالإنجليزية). Bloomington: Indiana University Press. ISBN:978-0-253-35578-2. OCLC:20998201. QID:Q134611222.
- André Corvisier; John Childs (1994). A dictionary of military history and the art of war (بالإنجليزية). Translated by Chris Turner. Oxford: Wiley-Blackwell. ISBN:978-0-631-16848-5. OCLC:27266708. QID:Q134591233.
- James Minahan (2000). One Europe, many nations: a historical dictionary of European national groups (بالإنجليزية). Westport: Greenwood Press. ISBN:978-0-313-04866-1. OCLC:57560041. QID:Q134596065.
- Leften Stavros Stavrianos (2000), The Balkans Since 1453 (بالإنجليزية), New York: New York University Press, OCLC:42726111, QID:Q134590822
- Stephen Turnbull (2003). The Ottoman Empire: 1326-1699. Essential Histories (62) (بالإنجليزية). Oxford: Osprey Publishing. ISBN:978-0-203-50926-5. OCLC:826515927. QID:Q134599371.
- Hugh Lecaine Agnew (2004). The Czechs and the lands of the Bohemian crown. Studies of nationalities (526) (بالإنجليزية). Stanford: Hoover Institution Press. ISBN:978-0-8179-4493-3. OCLC:836874615. QID:Q134605066.
- Gábor Ágoston; Bruce Alan Masters (2009). Encyclopedia of the Ottoman Empire. Facts on File library of world history (بالإنجليزية). نيويورك: Facts on File. ISBN:978-0-8160-6259-1. LCCN:2008020716. OCLC:1319321654. OL:11360302M. QID:Q66762911.
- István Keul (2009). Early modern religious communities in East-Central Europe: Ethnic diversity, denominational plurality, and corporative politics in the principality of Transylvania, 1526-1691. Studies in Medieval and Reformation Traditions (143) (بالإنجليزية). Leiden: Brill. DOI:10.1163/EJ.9789004176522.I-318. ISBN:978-90-04-17652-2. OCLC:575886026. QID:Q134611140.
- John V. A. Fine (2010). When Ethnicity Did Not Matter in the Balkans: a Study of Identity in Pre-Nationalist Croatia, Dalmatia, and Slavonia in the Medieval and Early-Modern Periods (بالإنجليزية). Michigan: University of Michigan Press. ISBN:978-1-282-59157-8. OCLC:743200879. QID:Q134607222.
- Christian P. Potholm (2010). Winning at war: seven keys to military victory throughout history (بالإنجليزية). Lanham: The Globe Pequot Publishing Group. ISBN:978-1-4422-0132-3. OCLC:669512021. QID:Q134605803.
- Robert Stallaerts (2010). "Historical dictionary of Croatia". 1995. Historical dictionaries of Europe (74) (بالإنجليزية) (3rd ed.). Lanham: Scarecrow Press. ISBN:978-0-8108-7363-6. OCLC:659564223. QID:Q134607630.
- Spencer C. Tucker (2011). Battles that changed history: An encyclopedia of world conflict (بالإنجليزية). Santa Barbara: ABC-CLIO. ISBN:978-1-59884-430-6. OCLC:693771794. QID:Q134605628.
- Jeremy M. Black (2013). War and technology (بالإنجليزية). Bloomington. ISBN:978-0-253-00989-0. OCLC:854521706. QID:Q134607246.{{استشهاد بكتاب}}:  صيانة الاستشهاد: مكان بدون ناشر (link)
- Richard Overy (2014). A History of War in 100 Battles (بالإنجليزية). London: HarperCollins. ISBN:978-0-00-745252-1. OCLC:1302088706. OL:38658287M. QID:Q98800379.
- Tonio Andrade (2016). The gunpowder age China, military innovation, and the rise of West in world history (بالإنجليزية). Princeton: Princeton University Press. ISBN:978-0-691-13597-7. OCLC:1401828028. QID:Q134609386.
- Tamás Pálosfalvi (2018), From Nicopolis to Mohács (بالإنجليزية), Brill, QID:Q134994134
- Nic Fields (2021). Lepanto 1571: The Madonna's Victory (بالإنجليزية). Yorkshire: Pen and Sword Books. ISBN:978-1-5267-1653-8. OCLC:1444876983. QID:Q134608800.
- Norbert Pap, ed. (2025). "The Battle of Mohács, 1526". Boston. History of Warfare (146) (بالإنجليزية). Brill. DOI:10.1163/9789004707498. ISBN:978-90-04-70749-8. OCLC:10396891614. QID:Q135640291.

الفرنسية
- Ahmed Şemseddin Kemalpaşazade (1859), La campagne de mohacz (بالفرنسية), translated by Abel Pavet de Courteille, Q85724211, QID:Q135097385
- André Lebey (1904), Le Connétable de Bourbon (بالفرنسية), Paris: Perrin et C.ie, QID:Q134985379

اللاتينية
- György Szerémi; Gusztáv Wenzel (1857), Epistola de perditione regni Hungarorum, Monumenta Hungariae historica (باللاتينية), Budapestinum: F. Eggenberger, OCLC:794351650, QID:Q134611962
- أسطفان بروداريتش (1527), De conflictu Hungarorum cum Turcis ad Mohacz, in quo rex eorum Ludovicus II cum universo exercitu interiit, verissima historia Stephani Broderici Episcopi Sirmiensis (PDF) (باللاتينية), Cracovia, Budapestinum: Q555093, QID:Q125537429

الكرواتية
- Vjekoslav Klaić (1985.), Povijest Hrvata od najstarijih vremena do svršetka XIX stoljeća (بالكرواتية), Zagreb: Nakladni zavod Hrvatske, vol. 4, QID:Q135153101 {{استشهاد}}: تحقق من التاريخ في: |publication-date= (help)

الألمانية
- Vilmos Fraknói (1886), المجر قبل معركة موهاكس، 1524-1526 (بالألمانية), translated by Schwicker, Johann Heinrich (BLKÖ), Budapest: Q133087075, QID:Q135070964

المقالات المحكمة:
الإنجليزية
- Stephen Fischer-Galați (1966). "Comments". Austrian History Yearbook (بالإنجليزية). 2: 17–18. DOI:10.1017/S0067237800003398. ISSN:0067-2378. OCLC:4669155410. QID:Q134600078.
- Paula Sutter Fichtner (1966). "An Absence Explained: Archduke Ferdinand of Austria and the Battle of Mohács". Austrian History Yearbook (بالإنجليزية). 2: 11–17. DOI:10.1017/S0067237800003386. ISSN:0067-2378. OCLC:4669155396. QID:Q134598545.
- Stanislava Kuzmová (2018). "The Memory of the Jagiellonians in the Kingdom of Hungary, and in Hungarian and Slovak National Narratives". Remembering the Jagiellonians. Remembering the medieval and early modern worlds (بالإنجليزية): 71–100. ISBN:978-0-203-70978-8. QID:Q134611934.

التركية
- M. Gökçen Daş Darıcı (2023). "Osmanlı Askeri İstihbaratı: Mohaç Meydan Savaşı Örneği". Sosyal, insani ve idari bilimler dergisi (بالتركية). 9 (66): 3180–3189. DOI:10.29228/JOSHAS.70815. ISSN:2630-6417. QID:Q134596909.

الكرواتية
- Szabolcs Varga (2010.). "Was there a castle in Osijek in 1526?". Scrinia Slavonica (بالكرواتية). 10 (1). ISSN:1332-4853. QID:Q135269827. {{استشهاد بدورية محكمة}}: تحقق من التاريخ في: |publication-date= (help)

## وصلات خارجية
- موهاكس.. أبادت جيشا وحققت حلما - من إسلام أون لاين.نت
- معركة موهاكس باللغة المجرية على يوتيوب
- معركة موهاكس باللغة التركية على يوتيوب
- معركة موهاكس باللغة الإنكليزية على يوتيوب
- فيلم تفصيلي عن معركة موهاكس باللغة العربية على يوتيوب